# Portugalia

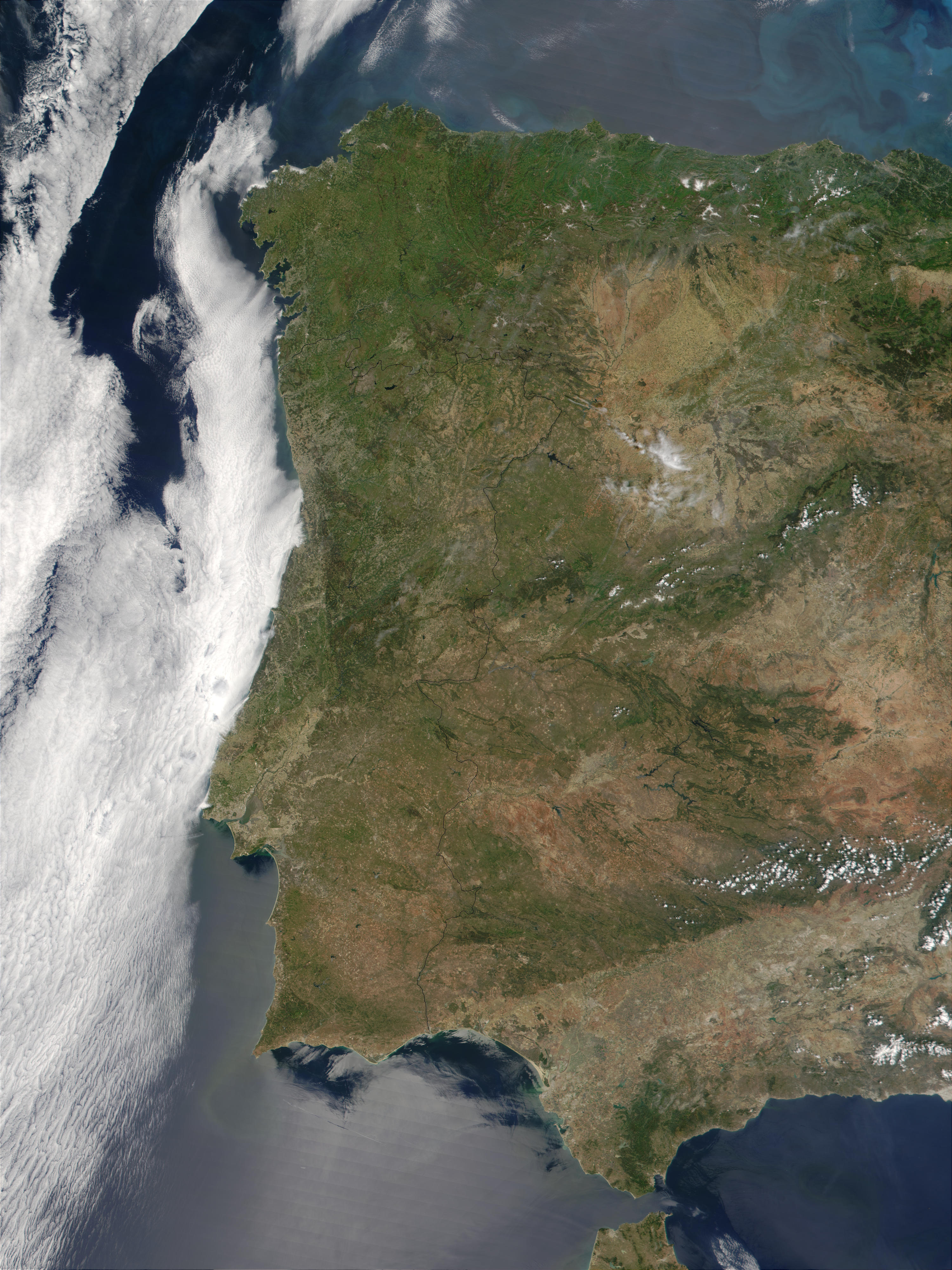
Portugalia (vedere din satelit)

Portugalia (în portugheză Portugal ), oficial Republica Portugheză (în portugheză República Portuguesa, pronunțat /ʁɨ'publikɐ puɾtu'ɣezɐ/), este o țară în Peninsula Iberică din Europa de Sud-Vest. Este cea mai vestică țară din Europa continentală. La vest și sud are coastă la Oceanul Atlantic, iar la est și nord se învecinează cu Spania. Frontiera dintre Portugalia și Spania⁠(d) are 1.214 km lungime și este considerată cea mai lungă graniță neîntreruptă în cadrul Uniunii Europene. Republica include, de asemenea, arhipelagurile Azore și Madeira din Atlantic, ambele regiuni autonome cu propriile lor guverne regionale⁠(d).
Teritoriul Portugaliei moderne a fost locuit permanent, invadat și subiect de dispute armate încă din vremuri preistorice⁠(d). Precelții⁠(d), celții, cartaginezii și romanii au fost urmați de invaziile vizigoților și suebilor germanici. În 711, Peninsula Iberică a fost invadată de către Mauri, Portugalia devenind parte din Al-Andalusul musulman. Portugalia s-a născut ca stat în urma Reconquistei creștine, iar în 1139, Afonso Henriques a fost proclamat rege al Portugaliei, astfel stabilind independența acestui stat.
În secolele al XV-lea și al XVI-lea, Portugalia și-a creat primul imperiu global, devenind una dintre cele mai mari puteri economice, politice și militare. În acest timp, exploratorii portughezi au efectuat călătorii maritime de pionierat în Epoca Marilor Descoperiri, în special sub patronajul regal al principelui Henric Navigatorul și al regelui João al II-lea, descoperiri notabile fiind cea a lui Vasco da Gama, care a găsit o rută spre India pe mare (1497-98), dar și descoperirea Braziliei (1500), și ajungerea la Capul Bunei Speranțe. În această perioadă, Portugalia a monopolizat comerțul cu mirodenii în Europa, iar Imperiul Portughez s-a extins cu campaniile militare efectuate în Asia. Distrugerea Lisabonei în cutremurul din 1755, apoi ocupația străină din timpul Războaielor Napoleoniene, independența Braziliei⁠(d) (1822), și Războaiele Liberale⁠(d) (1828-34), au lăsat Portugalia slăbită de război și cu influența mondială diminuată.
După ce revoluția din 1910 a abolit monarhia, a fost proclamată democratica, dar instabila Primă Republică Portugheză, înlocuită ulterior de regimul autoritar de dreapta Estado Novo. Democrația a fost restabilită după Războiul Colonial Portughez și Revoluția Garoafelor în 1974. La scurt timp după aceea, s-a acordat independență aproape tuturor teritoriilor de peste mări⁠(d), ceea ce a marcat sfârșitul de celui mai îndelungat imperiu colonial. Portugalia a lăsat o profundă influență culturală și arhitecturală în întreaga lume⁠(d) și o moștenire de peste 250 de milioane de vorbitori de portugheză.
Portugalia este o țară dezvoltată, cu o economie avansată, cu venituri mari și un nivel de trai înalt. Este a 5-a cea mai pașnică țară din lume, menținând o formă de guvernare republicană semiprezidențială. Are al 18-lea cel mai mare progres social din lume, aflându-se înaintea altor țări vest-europene precum Franța, Spania și Italia. Membru fondator al NATO și al Comunității Țărilor de Limbă Portugheză, este, de asemenea, membră a numeroase alte organizații internaționale, inclusiv Organizația Națiunilor Unite, Uniunea Europeană, zona euro și OCDE.
Portugalia este un pionier al reformei consumului de substanțe, decriminalizând posesia de droguri pentru uz personal în 2001. După ani de investiții și cooperare, Portugalia a marcat un punct culminant al folosirii energiei regenerabile la nivel mondial⁠(d) în 2016, atunci când a reușit să se alimenteze timp de 107 ore consecutive exclusiv din energie hidroelectrică, eoliană și solară.

## Istoria

### Istoria timpurie: precelții și celții
Istoria timpurie a Portugaliei este una comună cu restul Peninsulei Iberice situată în sud-vestul Europei. Numele de Portugalia derivă din alăturarea denumirilor romano-celtice Portus Cale⁠(d). Regiunea a fost colonizată de precelți și celți, care au dat naștere popoarelor antice ale gallaecilor, lusitanilor⁠(d), celticilor⁠(d) și cyneților⁠(d), și a fost vizitată de fenicieni și cartaginezi⁠(d), încorporată în dominioanele Republicii Romane ca provincia Lusitania și parțial Gallaecia, după 45 î.e.n. până la 298 e.n., recolonizată de suebi, buri⁠(d), și vizigoți, și cucerită de mauri. Alte influențe includ vestigii alane din secolul al V-lea, descoperite în Alenquer (din denumirea germanică veche Alankerk, de la Alan+kerk; cu sensul de templu al Alanilor), Coimbra și Lisabona.
Regiunea Portugaliei de astăzi a fost locuită de omul de Neanderthal și apoi de către Homo sapiens, care cutreierau regiunea de nord a peninsulei Iberice. Acestea erau societăți de subzistență care, deși nu aveau așezări prospere, erau oarecum organizate. Portugalia neolitică a experimentat domesticirea animalelor de pășunat, creșterea unor culturi de cereale și fluviale și pescuitul maritim.
Se crede de către unii cercetători că la începutul primului mileniu î.e.n., mai multe valuri de celți au invadat Portugalia din Europa Centrală și prin uniuni mixte cu populațiile locale au format diferite grupuri etnice, cu multe triburi.
Printre aceste triburi, cele mai de seamă au fost au fost calaicii sau gallaeci din nordul Portugaliei, lusitanii din centru⁠(d), celticii din Alentejo⁠(d), și cyneții sau conii din Algarve⁠(d). Printre cele mai mici triburi sau sub-diviziuni de triburi s-au numărat bracarii, coelernii, equaesii, grovii, interamicii, leunii, luanquii, limicii, narbasii, nemetatii, paesurii, quaquernii, seurbii, tamaganii, tapolii, turdulii, Turduli Veteres, Turdulorum Oppida, turodii, și zoelae. Au fost înființate și câteva târguri mici, semi-permanente, de coastă (cum ar fi Tavira) în Algarve de către fenicieni-cartaginezi.

### Lusitania și Gallaecia romane

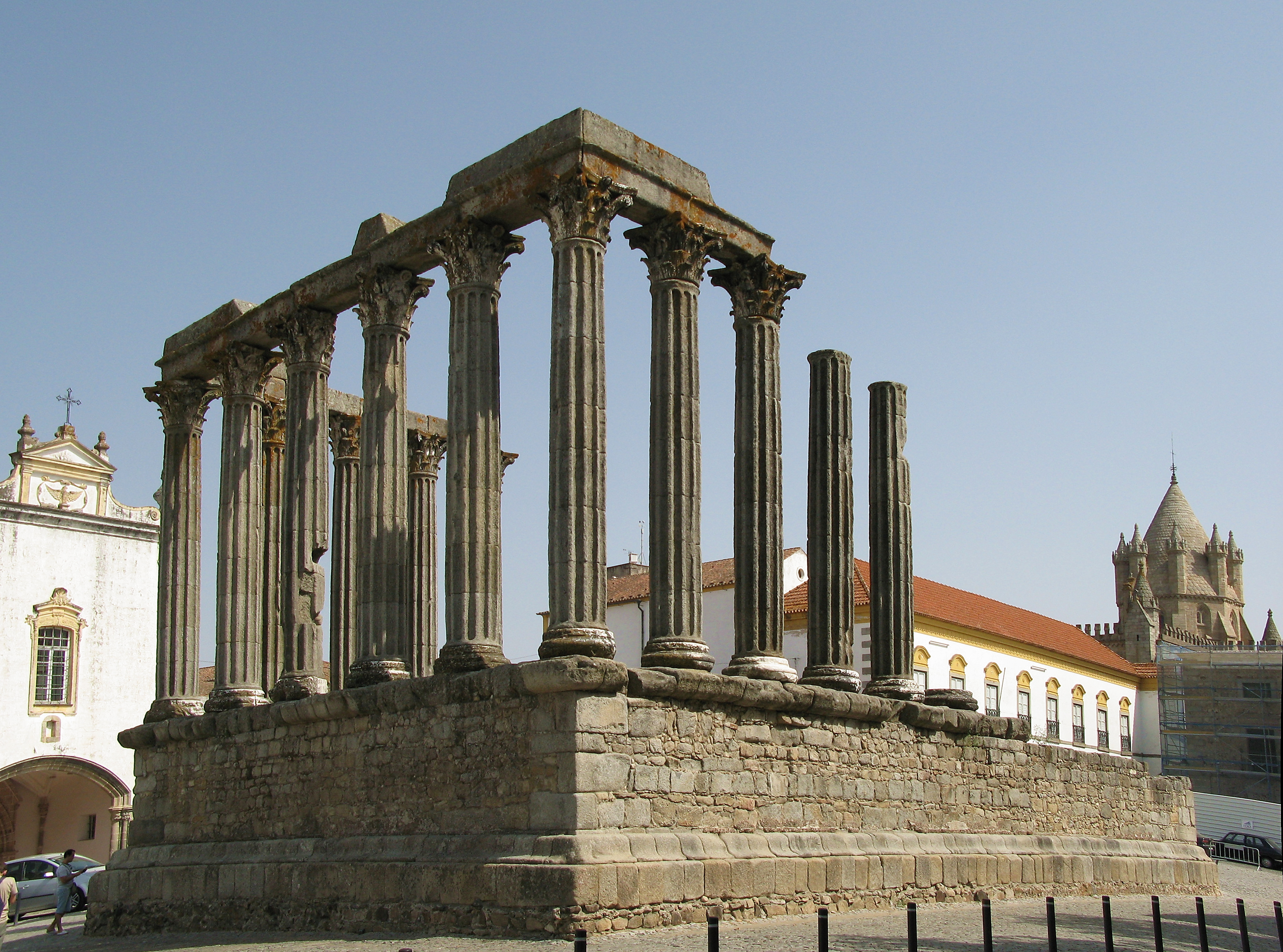
este una dintre cele mai bine conservate structuri romane din țară.

Romanii au invadat Peninsula Iberică pentru prima oară în 219 î.e.n. În ultimele zile ale lui Iulius Cezar, aproape întreaga peninsulă a fost anexată Republicii Romane. Cartaginezii, inamicii Romei în Războaiele Punice, au fost expulzați din coloniile de pe coastă.
Cucerirea romană a ceea ce acum face parte din Portugalia modernă a durat aproape două sute de ani și a costat multe vieți de tineri soldați și ale celor care au fost condamnați la moarte sigură în sclavie în mine atunci când nu erau vânduți ca sclavi în alte părți ale imperiului. Cucerirea a trebuit să facă un pas înapoi în 150 î.e.n., când a izbucnit o răscoală în nord. Lusitanii și alte triburi indigene, sub conducerea lui Viriathus⁠(d), au preluat controlul asupra întregii Iberii de vest.
Roma a trimis numeroase legiuni și cei mai buni generali ai săi în Lusitania să înăbușe revolta, dar fără nici un rezultat—lusitanii au continuat să cucerească teritoriu. Conducătorii romani au hotărât atunci să-și schimbe strategia: i-au mituit pe aliații lui Viriathus să-l omoare pe acesta. În 139 î.e.n., Viriathus a fost asasinat, și Tautalus a devenit lider.
Roma a instaurat un regim colonial. Romanizarea completă a Lusitaniei a fost desăvârșită abia în epoca vizigotă.
În 27 î.e.n., Lusitania a obținut statutul de provincie romană. Mai târziu, s-a mai înființat o provincie în Lusitania nordică, provincie cunoscută sub numele de Gallaecia, cu capitala în Bracara Augusta, astăzi Braga.
Există încă multe ruine de castre (dealuri foritficate⁠(d)) în toată Portugalia modernă și rămășițe ale culturii Castro.
Numeroase situri romane sunt împrăștiate în Portugalia actuală, unele așezări urbane fiind destul de mari, ca Conímbriga⁠(d) și Mirobriga⁠(d). Cea dintâi este una dintre cele mai mari așezări romane din Portugalia, aflată la 16 km de Coimbra, și aceasta dezvoltată pe locul unei foste localități romane, Aeminium⁠(d)). Situl are și un muzeu care expune obiectele găsite de arheologi în timpul săpăturilor.
Mai multe lucrări de inginerie, cum ar fi băile, templele, podurile, drumurile, circurile, teatrele și casele de locuit sunt conservate în întreaga țară. S-au găsit și monede, dintre care unele bătute în Lusitania, precum și numeroase piese de ceramică. Printre istoricii contemporani se numără Paulus Orosius (c. 375-418) și Hydatius⁠(d) (c. 400-469), episcop de Aquae Flaviae⁠(d), care a relatat despre ultimii ani ai dominației romane și sosirea triburilor germanice.

### Regatele germanice: suebii și vizigoții

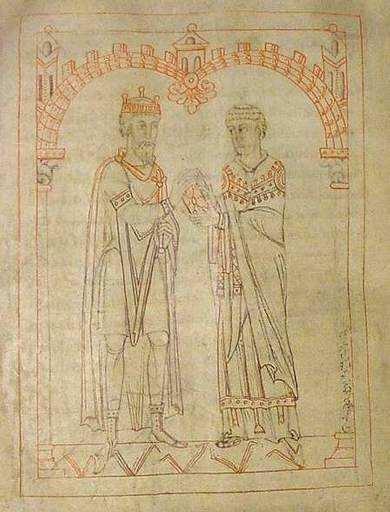
și sf. dintr-un manuscris din 1145 din De virtutibus quattuor de Martin.

La începutul secolul al V-lea, triburile germanice, anume suebii și vandalii (silingii și hasdingii), împreună cu aliații lor, sarmații și alanii, au invadat Peninsula Iberică unde aveau să-și întemeieze un regat. Regatul Suebilor⁠(d) a fost regatul germanic post-roman înființat în fostele provincii romane de Gallaecia-Lusitania.
Pe la 410 și în timpul secolului al VI-lea, el a devenit regat oficial provlamat, iar regele Hermeric a încheiat un tratat de pace cu gallaecii înainte de a-și lăsa domnia moștenire fiului său, Rechila⁠(d). În 448, Réchila a murit, lăsând conducerea statului aflat în expansiune lui Rechiar⁠(d).
În anul 500, în Iberia s-a instaurat Regatul Vizigot, cu centrul în zona Toledo. Vizigoții i-au învins în cele din urmă pe suebi și le-au cucerit capitala Bracara (Braga din ziua de azi) în 584-585, în urma înfrângerilor consecutive ale ultimilor doi regi suebi Andeca⁠(d) și Malaric⁠(d). Fostul regat al suebilor a devenit apoi cea de-a șasea provincie a Regatul Vizigot Hispania.
Pentru următorii 300 de ani și până în anul 700, întreaga Peninsulă Iberică a fost dominată de vizigoți. Această perioadă a durat până în 711, când regele Roderic⁠(d) (Rodrigo) a fost ucis în timp ce se opunea unei invazii maure dinspre sud. Din diversele grupuri germanice care s-au stabilit în vestul Iberiei, suebii au lăsat cea mai de durată moștenire culturală în ceea ce astăzi sunt Portugalia, Galicia și Asturia.

### Perioada islamică și Reconquista
Portugalia continentală de astăzi, împreună cu mare parte din Spania, a făcut parte din Califatul Umayyad între 711 e.n. – 1249 e.n., în urma cuceririi de către Califatul Umayyad a Peninsulei Iberice în 711 e.n. Această ocupație a durat de la câteva zeci de ani în nord, până la circa cinci secole, în sud.
După înfrângerea vizigoților în doar câteva luni, Califatul Umayyad a început să se extindă rapid în peninsulă. Începând cu anul 711, teritoriul pe care este acum Portugalia a devenit parte a vastului Califat Umayyad cu centrul în Damasc, care se întindea de la râul Indus de pe subcontinentul Indian (în Pakistanul de astăzi) până în sudul Franței, până la prăbușirea acestuia în 750. În acel an, partea de vest a imperiului și-a câștigat independența sub Abd-ar-Rahman I, cu înființarea Emiratului de Cordoba. După aproape două secole, Emiratul a devenit Califatul de Cordoba în 929, până la dizolvarea acesteia un secol mai târziu, în 1031, în nu mai puțin de 23 de mici regate, numite regatele Taifa.
Guvernatorii acestor regate taifa se proclamau fiecare emir în provincia lui și stabileau relații diplomatice cu regatele creștine din nord. Majoritatea Portugaliei a căzut în mâinile Taifalei din Badajoz⁠(d) din dinastia Aftasidă, și după o scurtă perioadă a unei efemere Taifale de Lisabona⁠(d) în 1022, a căzut sub dominația Taifalei de Sevilla⁠(d) a poeților Abbadizi⁠(d). Perioada taifalelor s-a încheiat cu cucerirea almoravizilor care au venit din Maroc în 1086 câștigând o victorie decisivă în Bătălia de la Sargrajas⁠(d), urmați un secol mai târziu, în 1147, după a doua perioadă de taifale, de almohazii veniți și ei tot din Marrakesh.
Al-Andalus a fost împărțită în diferite districte numite Kura. Gharb Al-Andalus a fost, la apogeul său, constituit din zece kurale, fiecare cu o capitală și un guvernator al ei. Principalele orașe ale perioadei în Portugalia erau Beja, Silves, Alcácer do Sal, Santarém și Lisabona.
Populația musulmană din regiune consta, în principal, din iberici autohtoni convertiți la Islam (așa-numiții Muwallad sau Muladi) și berberi. Arabii erau în principal nobili din Siria și Oman și, deși puțini la număr, ei constituiau elita conducătoare a populației. Berberii erau la început originari din munții Atlas și Rif din Africa de Nord și erau, în esență, nomazi.

### Comitatul Portucale

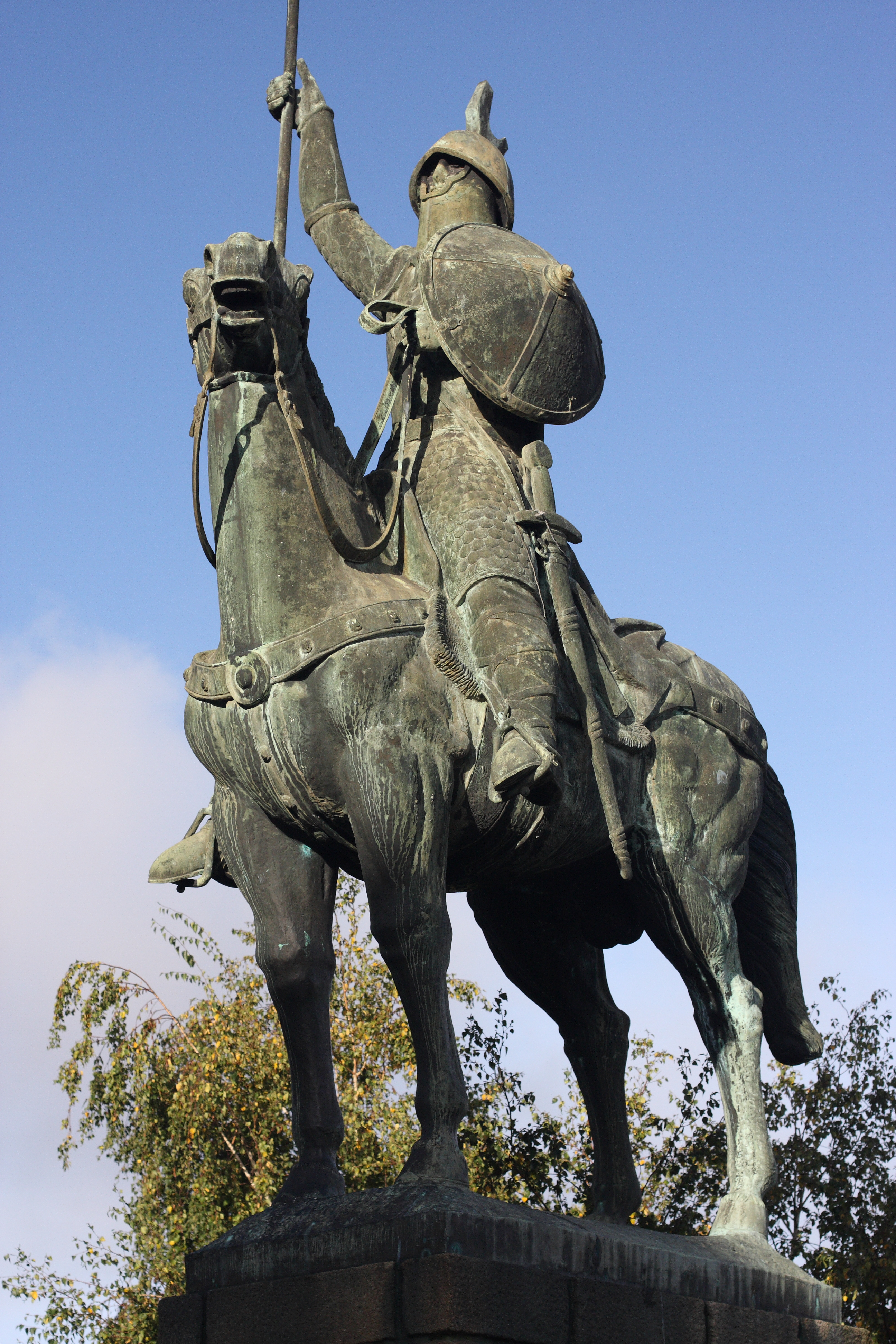
Statuia a contelui, primul domnitor al.

Un nobil vizigot asturian pe nume Pelagius de Asturia a fost ales în 718 e.n. conducător de mulți dintre nobilii vizigoți izgoniți. Pelagius a cerut ridicarea a tuturor armatelor vizigote creștine rămase la luptă împotriva maurilor și să se regrupeze teritoriile montane necucerite din Asturii, zonă cunoscută astăzi ca Munți Cantabrici, în ceea ce este astăzi mica regiune muntoasă din nord-vestul Spaniei, adiacentă Golfului Biscaya.
Planul lui Pelagius a fost de a utiliza Munții Cantabrici ca loc de refugiu și protecție de invadatorii mauri. Apoi, el a propus regruparea armatelor creștine din Peninsula Iberică și folosirea Munților Cantabrici ca rampă de lansare a recuceririi pământurilor lor. În acest proces, după ce i-a învins pe mauri în Bătălia de la Covadonga în 722 e.n., Pelagius a fost proclamat rege, fondând astfel Regatul creștin al Asturiilor și începând războiul de recucerirea creștină cunoscut în portugheză ca Reconquista Cristã.
La sfârșitul secolului al IX-lea, regiunea Portugaliei dintre râurile Minho și Douro, a fost eliberată sau recucerită de la Mauri de către Vimara Peres,⁠(d) la ordinele regelui Alfonso al III-lea al Asturiilor. Găsind că regiunea avea anterior două mari orașe—Portus Cale, în zona de coastă, și Braga în interior, multe alte orașe fiind acum pustii—a hotărât să o repopuleze și să le reconstruiască cu refugiați portughezi galicieni și cu alți creștini.
Vimara Peres a organizat regiunea eliberată de la mauri, și a ridicat-o la statutul de comitat, numind-o comitatul Portugalia⁠(d) după marele oraș-port al regiunii—Portus Cale' sau Porto de astăzi. Unul dintre primele orașe fondate de Vimara Peres în această perioadă este Vimaranes, cunoscut astăzi ca Guimarães – „leagănul poporului portughez” sau „orașul-leagăn” (Cidade Berço în portugheză).
După anexarea comitatului Portugalia într-unul din mai multele comitate care alcătuiau Regatul Asturiilor, Regele Alfonso al III-lea al Asturiilor l-a înnobilat pe Vimara Peres în 868 e.n., ca primul conte de Portus Cale (Portugalia). Regiunea a devenit cunoscut sub numele de Portucale, Portugale, și în același timp Portugália — comitatul Portugalia⁠(d).

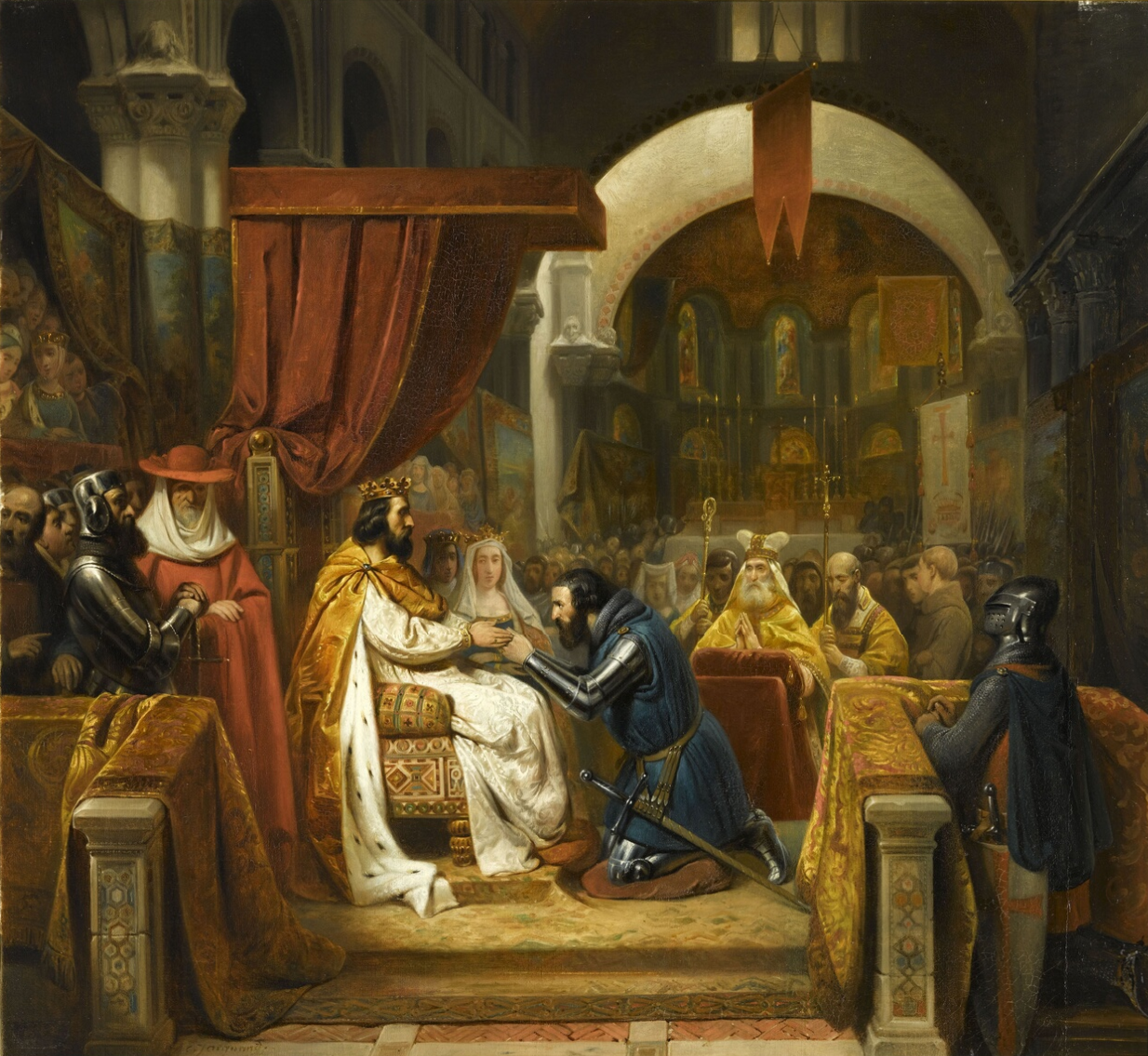
Alfonso al VI-lea de León învestindu-l pe, în 1093.

Mai târziu, Regatul Asturiilor a fost împărțit în mai multe regate creștine din nordul Spaniei, din cauza diviziunilor dinastice ale moștenirii printre urmașii regelui. Cu abdicarea silită a lui Alfonso al III-lea „cel Mare” al Asturiilor de către fiii săi în 910, regatul Asturiilor a fost împărțit în trei regate separate: León, Galicia și Asturiile. Cele trei regate au fost în cele din urmă reunite în 924 (León și Galicia în 914, Asturiile mai târziu) sub coroana de León.
În timpul secolului de lupte intestine pentru dominație între regatele creștine din nord, comitatul Portugalia forma partea de sud a Regatului Galiciei. Uneori, Regatul Galiției exista ca entitate independentă pentru perioade scurte de timp, dar, de obicei, el însuși forma o parte importantă a Regatului León. În toată această perioadă, locuitorii comitatului Portugalia, ca galicieni, aveau dificultăți în a păstra autonomia Galiciei cu limba și cultura ei distincte (galiciano-portugheză⁠(d)) față de cultural leoneză, ori de câte ori statutul Regatului Galiciei se schimba în raport cu Regatul León. Ca rezultat al diviziunii politice, galiciano-portughezii și-au pierdut unitatea atunci când comitatul Portugalia s-a separat de Regatul Galiției (la rândul lui dependent de Regatul de León) pentru a stabili Regatul Portugaliei.
În 1093, Alfonso al VI-lea de León și Castilia a acordat comitatul lui Henric de Burgundia⁠(d) și l-a căsătorit cu fiica lui, Teresa León⁠(d), ca răsplată pentru rolul său în recucerirea teritoriilor de la Mauri. Henric și-a instalat capitala noului său comitat în Bracara Augusta (Braga de astăzi), capitala provinciei romane antice și, de asemenea, capitala anterioară a mai multor regate de-a lungul primului mileniu.

### Independența și Epoca Afonsină

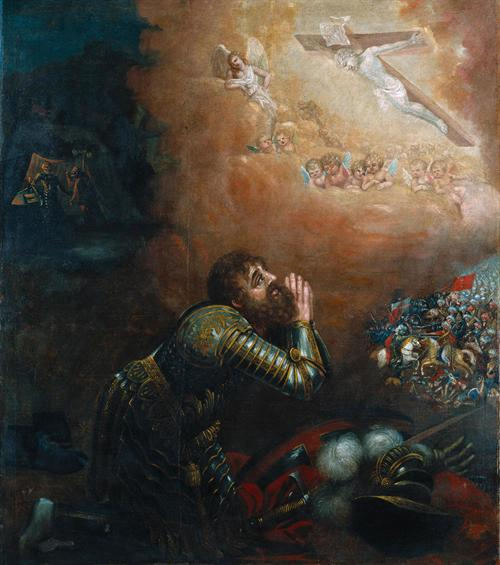
Afonso Henriques primind intervenția divină în (1139), la care a fost aclamat rege al portughezilor.

La 24 iunie 1128, a avut loc bătălia de São Mamede⁠(d) în apropiere de Guimarães. Afonso Henriques, contele de Portugalia, a învins-o pe mama lui, contesa Teresa⁠(d) și pe iubitul acesteia, Fernando Perez de Traba⁠(d), impunându-se astfel ca unic conducător. Afonso a trimis apoi armatele împotriva maurilor, înspre sud.
Campaniile lui Afonso au fost încununate de succes și, la 25 iulie 1139, a obținut o victorie zdrobitoare în bătălia de la Ourique⁠(d) și, imediat după aceea, a fost în unanimitate proclamat rege al Portugaliei de către soldații săi. Aceasta este în mod tradițional considerată a fi ocazia cu care comitatul Portugalia, ca fief al Regatului León, a fost transformat în Regatul Portugaliei independent.
Afonso a stabilit atunci primul cortes portughez⁠(d) la Lamego, unde a fost încoronat de către arhiepiscopul de Braga, deși valabilitatea acestei adunări de la Lamego a fost contestată și bănuită a fi un mit creat în timpul Războiului Portughez de Restaurație⁠(d). Afonso a fost recunoscut în 1143 de către regele Alfonso VII-lea al Leónului și Castiliei și, în 1179, și de papa Alexandru al III-lea.
În timpul perioadei Reconquista, creștinii au recucerit Peninsula Iberică de sub dominația maură. Afonso Henriques și succesorii săi, ajutați de ordinele monastice militare⁠(d), au înaintat spre sud pentru a-i alunga pe mauri. În acest moment, Portugalia acoperea aproximativ jumătate din teritoriul ei actual. În 1249, Reconquista s-a încheiat cu capturarea Algarvei și cu izgonirea definitivă a ultimelor așezări maure de pe coasta de sud, aducând Portugalia aproximativ la frontierele ei actuale.
Într-una din aceste situații de conflict cu Regatul Castiliei, Dinis I al Portugaliei a semnat cu regele Fernando IV-lea al Castiliei (care a fost reprezentat, minor fiind, de către mama sa, regina María de Molinillo⁠(d)) tratatul de la Alcañices (1297)⁠(d), care prevedea că Portugalia abolește tratatele convenite îndreptate împotriva Regatului Castiliei pentru sprijinirea tânărului Juan de Castilla⁠(d). Acest tratat stabilea, printre altele, delimitarea frontierelor între regatul Portugaliei și regatului León, cuprinzând și orașul disputat Olivenza.
Domniile lui Dinis I (Denis), Afonso al IV-lea și Pedro I (Petru I) au fost în mare parte dominate de pace cu regatele creștine din Iberia.
În 1348 și 1349, Portugalia, ca și restul Europei, a fost devastată de Moartea Neagră. În 1373, Portugalia a făcut o alianță cu Anglia⁠(d), care este cea mai lungă durată de alianță din lume. De-a lungul timpului aceasta a mers dincolo de cooperarea geo-politică și militară (protejarea intereselor reciproce din Africa, America și Asia împotriva rivalilor francezi, spanioli și olandezi) și a menținut legături comerciale și culturale puternice între cei doui vechi aliați europeni. În special în regiunea Porto, este vizibilă influența engleză până în ziua de astăzi.

### Epoca Ioanină și cea a Marilor Descoperiri
În 1383, Ioan I al Castiliei, soțul lui Beatrice a Portugaliei și ginerele lui Ferdinand I al Portugaliei, a revendicat tronul țării. O facțiune de mici nobili și oameni de rând, în frunte cu Ioan de Aviz (care avea mai târziu să devină regele Ioan I al Portugaliei) și comandată de generalul Nuno Alvares Pereira⁠(d) i-a învins pe castilieni în bătălia de la Aljubarrota⁠(d). Cu această luptă, casa de Aviz a devenit dinastie domnitoare în Portugalia.
Portugalia s-a aflat în avangarda explorării maritime a europenilor și a Epocii Marilor Descoperiri. Prințul Henric Navigatorul, fiul regelui Joao I, a devenit sponsorul principal și beneficiar al acestui demers. În această perioadă, Portugalia a explorat Oceanul Atlantic, descoperind mai multe arhipelaguri atlantice, cum ar fi Azore, Madeira, și Capul Verde⁠(d), a explorat coasta africană, a colonizat unele zone din Africa, a descoperit o rută spre India,⁠(d) pe la Capul Bunei Speranțe, a descoperit Brazilia⁠(d), a explorat Oceanul Indian, a stabilit rute comerciale în majoritatea Asiei de Sud, și a trimis primele misiuni comerciale și diplomatice directe din Europa în China⁠(d) și Japonia.
În 1415, Portugalia a obținut primele sale colonii de peste mări prin cucerirea Ceutei, primul târg musulman prosper din Africa de Nord. Au urmat primele descoperiri în Oceanul Atlantic: Madeira și Azore, care au condus la primele mișcări pentru colonizare.
De-a lungul secolului al XV-lea, exploratorii portughezi au navigat pe coasta Africii, înființând posturi comerciale pentru mai multe tipuri de mărfuri comerciabile la acea dată, variind de la aur la sclavi, căutând o rută spre India și mirodeniile ei, mult râvnite în Europa.
Tratatul de la Tordesillas a fost menit să soluționeze disputa ivită după întoarcerea lui Cristofor Columb, și a fost aranjat de papa Alexandru al VI-lea, mediator între Portugalia și Spania. Acesta a fost semnat la 7 iunie 1494, și a împărțit teritoriile nou descoperite din afara Europei între cele două țări de-a lungul unui meridian aflat la 370 de leghe vest de Insulele Capului Verde (pe coasta de vest a Africii).
În 1498, Vasco da Gama a ajuns în India și a adus prosperitate economică Portugaliei și populației ei de 1,7 milioane de locuitori, ajutând la începutul Renașterii Portugheze⁠(d). În 1500, exploratorul portughez Gaspar Corte-Real⁠(d) în ceea ce astăzi este Canada și a fondat orașul Portugal Cove–St. Philip's⁠(d), Newfoundland și Labrador, cu mult înainte de venirea francezilor și englezilor, în secolul al XVII-lea, una dintre multele acțiuni portugheze de colonizare a Americilor.
În 1500, Pedro Álvares Cabral a descoperit Brazilia și a revendicat-o pentru Portugalia. Zece ani mai târziu, Afonso de Albuquerque a cucerit Goa din India, Muscat și Ormuz în Strâmtoarea Persană, și Malacca, astăzi un stat⁠(d) în Malaezia. Astfel, imperiul portughez ajunsese să domine comerțul în Oceanul Indian și în Atlanticul de Sud. Marinarii portughezi au pornit către Asia de Est navigând spre est din Europa, debarcând în locuri cum ar fi Taiwan, Japonia, insula Timor, și în Moluce.
Deși pentru o perioadă lungă de timp se credea că olandezii au fost primii europeni⁠(d) care au ajuns în Australia, există, de asemenea, unele dovezi că portughezii ar fi descoperit Australia⁠(d) în 1521.
Tratatul de la Zaragoza, semnat la 22 aprilie 1529 între Portugalia și Spania, specifica și anti-meridianul liniei de demarcare specificate în tratatul de la Tordesillas.
Toți acești factori au făcut din Portugalia una dintre cele mai mari puteri economice, militare și politice din secolul al XV-lea până la sfârșitul secolului al XVI-lea.

### Uniunea Iberică, Restaurația și începutul epocii brigantine

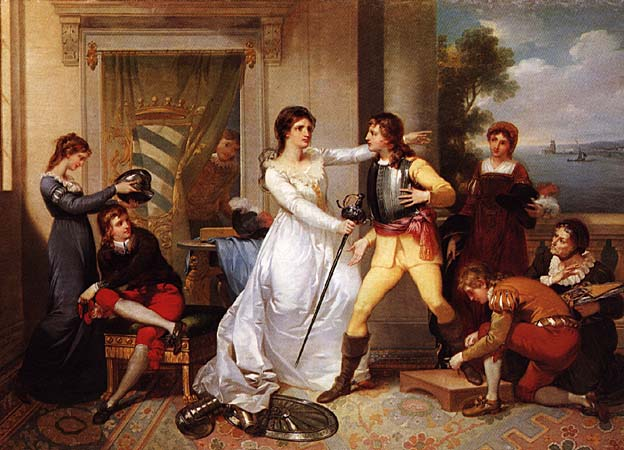
D. Filipa de Vilhena înarmându-și fiii (1801), legendă a.

Suveranitatea Portugaliei a fost întreruptă între 1580 și 1640. Aceasta s-a întâmplat pentru că ultimii doi regi din casa de Aviz⁠(d) – regele Sebastian, care a murit în bătălia de la Alcácer Quibir⁠(d) în Maroc, și unchiul și urmașul său, Regele Henric al Portugaliei⁠(d) – au murit amândoi fără moștenitori, ceea ce a dus la criza succesiunii portugheze din 1580⁠(d).
Ulterior, Filip al II-lea al Spaniei a revendicat tronul și astfel a devenit Filip I al Portugaliei. Deși Portugalia nu și-a pierdut independența formală, ea a fost guvernată de același monarh care domnea și asupra Imperiului Spaniol, formând pentru scurt timp o uniune a celor două regate. În acest moment, Spania devenise un teritoriu geografic. Unirea celor două coroane a privat Portugalia de o politică externă independentă și a condus la implicarea sa în Războiul de Optzeci de Ani între Spania și Țările de Jos.
Războiul a dus la o deteriorarea relațiilor cu cel mai vechi aliat al Portugaliei, Anglia⁠(d), și pierderea Hormuzului⁠(d), un târg strategic situat între Iran și Oman. Din 1595 până în 1663, Războiul Olandezo-Portughez⁠(d) a însemnat în primul rând invadarea de către companiile olandeze a multor colonii și interese comerciale portugheze în Brazilia, Africa, India și Orientul Îndepărtat, ceea ce a dus la pierderea monopolului portughez asupra comerțului maritim indian.

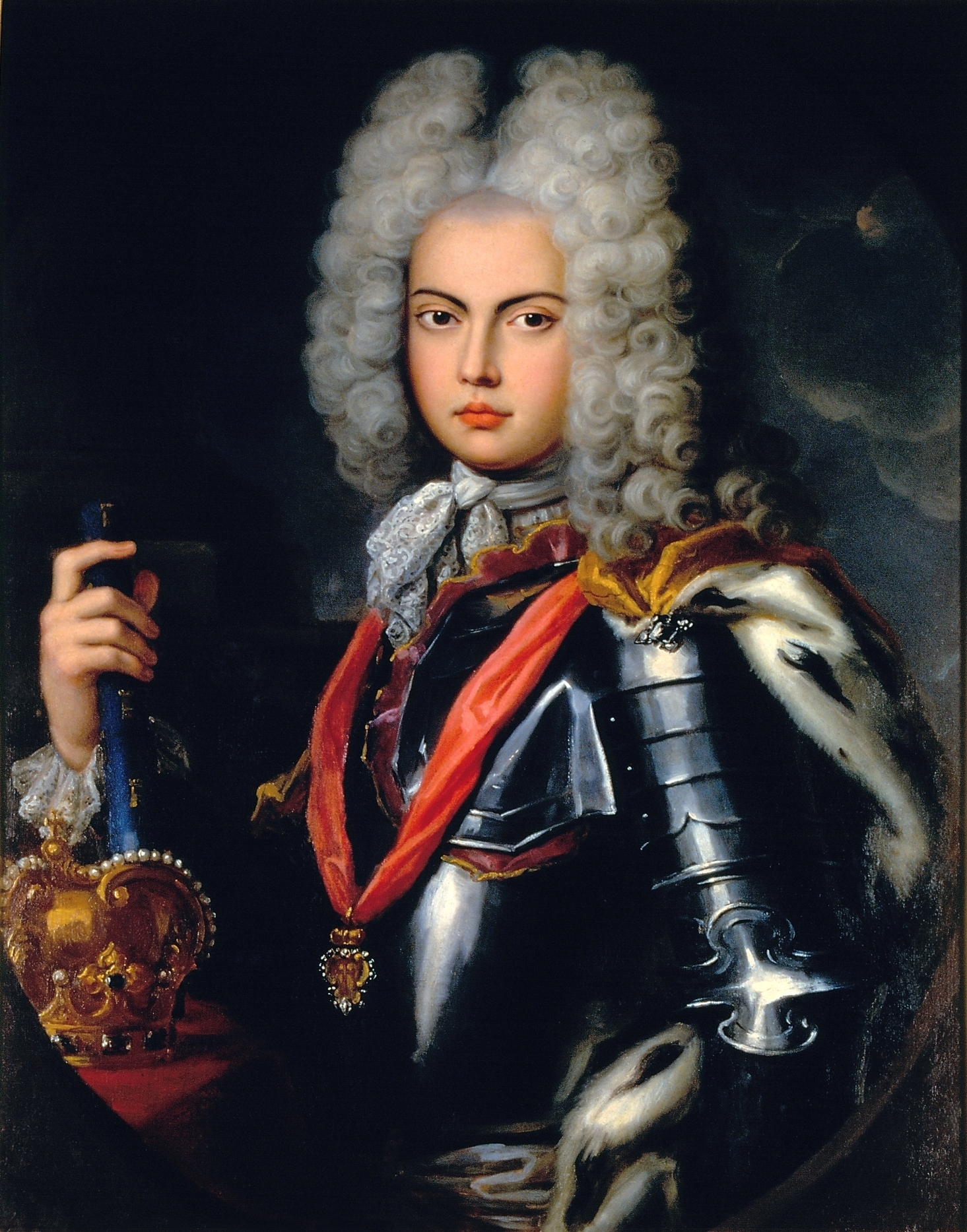
Regele Ioan al V-lea a patronat numeroase opere artistice, el câștigând epitetul de Regele Soare Portughez.

În 1640, Ioan al IV-lea a condus o revoltă susținută de nobilii nemulțumiți și a fost proclamat rege. Războiul Restaurației Portugheze⁠(d) între Portugalia și Imperiul Spaniol, declanșat în urma revoltei din 1640, a pus capăt celor șaizeci de ani de Uniune Iberică⁠(d) sub Casa de Habsburg. Acesta a fost începutul Casei de Braganza⁠(d), care a domnit în Portugalia până în anul 1910.
Fiul cel mare al regelui Ioan al IV-lea a venit pe tron ca Afonso al VI-lea, dar disabilitățile sale fizice și mintale l-au făcut să fie copleșit de Luís de Vasconcelos e Sousa, al treilea conte de Castelo Melhor⁠(d). Într-o lovitură de stat organizată de soția regelui, Maria Francisca de Savoia, și de fratele său, Pedro, Duce de Beja, Regele Afonso al VI-lea a fost declarat incompetent mintal și exilat mai întâi în Azore și apoi la Palatul Regal din Sintra⁠(d), lângă Lisabona. După moartea lui Afonso, Pedro a urcat pe tron ca regele Pedro al II-lea. Domnia lui Pedro a dus la consolidarea independenței naționale, la expansiunea imperială, și la investiții în producția internă.
Pedro al II-lea, fiul lui Ioan al V-lea, a condus un regim caracterizat prin afluxul de aur în cuferele trezoreriei regale, furnizat în mare parte de către cincimea regală⁠(d) (impozit pe metale prețioase), care era primit din coloniile portugheze din Brazilia⁠(d) și Maranhão⁠(d). Acționând ca un monarh absolut, Ioan aproape a epuizat veniturile fiscale ale țării pe ambițioase lucrări de arhitectură, mai ales Palatul Mafra⁠(d), și pe comenzi și adăugiri la considerabilele sale colecți de artă și literatură.
Estimările oficiale – și majoritatea estimărilor făcute până în prezent – plasează numărul emigranților portughezi în Brazilia Colonială în timpul goanei după aur din secolul al XVIII-lea la circa 600.000. Aceasta a reprezentat una dintre cele mai mari mișcări de populație din Europa în coloniile din America din perioada colonială.

### Epoca Pombalină și Iluminismul

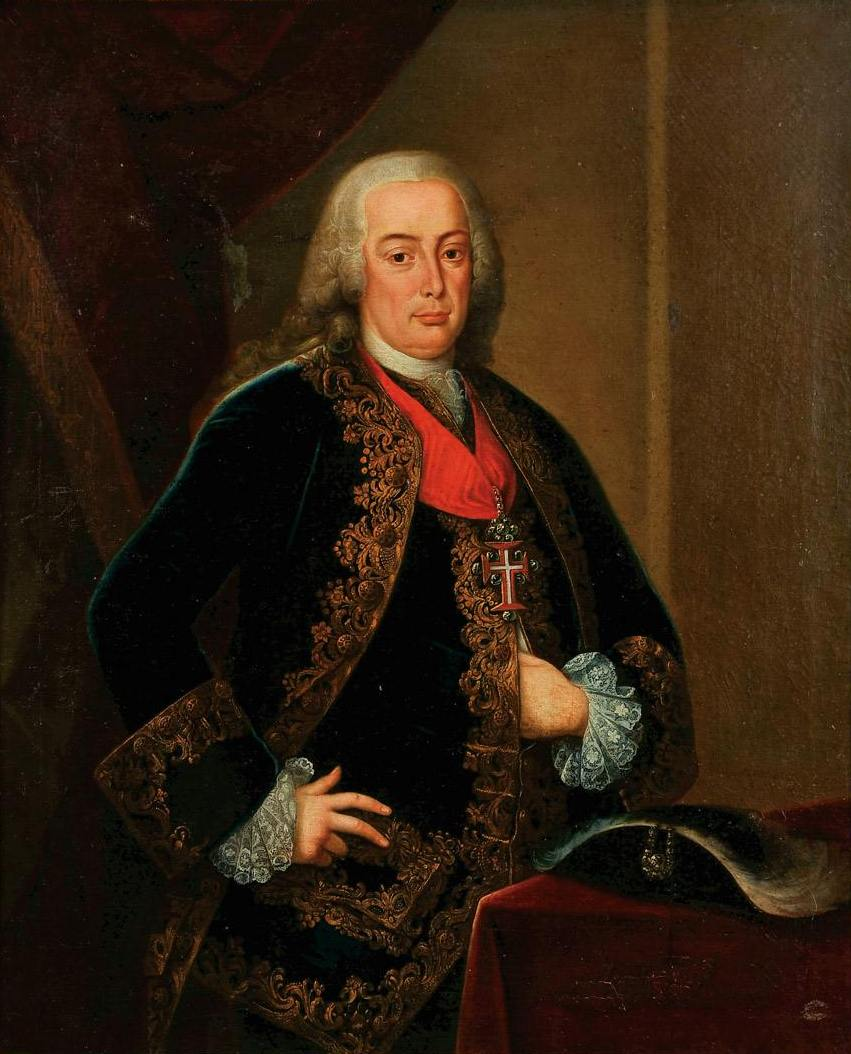
a fost efectiv la putere în Portugalia în timpul domniei Regelui Iosif I.

În 1738, Sebastian José de Carvalho e Melo, primul marchiz de Pombal⁠(d), și-a început cariera diplomatică ca ambasador portughez la Londra și mai târziu, la Viena. Regina consoartă a Portugaliei, arhiducesa Maria Anne Josefa de Austria, ținea la Melo; și, după ce prima lui soție a murit, ea a aranjat a doua căsătorie a văduvului de Melo cu fiica feldmareșalului austriac Leopold Josef, conte von Daun. Regele Ioan al V-lea al Portugaliei, nu a fost însă mulțumit și l-a rechemat pe Melo în Portugalia în 1749. Ioan al V-lea a murit în anul următor și a fost încoronat fiul său, Iosif I al Portugaliei. Spre deosebire de tatăl său, Iosif îl stima pe de Melo și, cu aprobarea reginei-mamă, l-a numit pe Melo ministru de externe.
Cum încrederea regelui în de Melo a crescut, regele i-a încredințat mai mult control asupra statului. Prin 1755, Sebastião de Melo a fost numit prim-ministru. Impresionat de succesele economice britanice la care asistase în calitate de ambasador, a implementat cu succes poltici economice similare în Portugalia. El a abolit sclavia în Portugalia și în coloniile portugheze din India; a reorganizat armata și marina; a restructurat Universitatea din Coimbra, și a pus capăt discriminării împotriva diferitelor culte creștine în Portugalia.
Dar cele mai mari reforme ale lui Sebastião de Melo au fost cele economice și financiare, cu crearea mai multor companii și bresle pentru a reglementa fiecare activitate comercială. El a delimitat regiunea de producție a vinului de Porto pentru a asigura calitatea vinului, aceasta fiind prima încercare de a controla calitatea și producția vinului în Europa. El a condus cu mână forte prin impunerea strictă a legii asupra tuturor claselor sociale portugheze, de la marea nobilime până la cei mai săraci muncitori, împreună cu o revizuire pe scară largă a sistemului de impozitare al țării. Aceste reforme i-au adus dușmani în clasele superioare, mai ales printre marea nobilime, care îl considera un parvenit social.
Portugalia a fost lovită de dezastru în dimineața zilei de 1 noiembrie 1755, când Lisabona a fost lovită de un cutremur violent, estimat pe scara actuală a magnitudinii de moment la 8,5–9. Orașul a fost distrus din temelii de cutremur, precum și de tsunami-ul și de incendiile care au urmat. Sebastião de Melo a supraviețuit printr-un mare noroc și apoi s-a angajat imediat în reconstruirea orașului, cu celebrul său citat: „și acum? Ne îngropăm morții și îngrijim pe cei vii.”
În ciuda calamității și a numărului mare de morți, Lisabona nu a suferit nicio epidemie și în mai puțin de un an era deja reconstruită. Noul centru al Lisabonei a fost conceput pentru a rezista la cutremure. S-au construit machete pentru teste, iar efectele unui cutremur au fost simulate prin marșul soldaților în cadență în jurul machetelor. Clădirile și marile piețe din centrul pombalin rămân și astăzi una dintre atracțiile turistice ale Lisabonei. Sebastião de Melo a adus și o contribuție importantă la studiul seismologiei punând la punct o acțiune de colectare de informații de la fiecare parohie din țară.
În urma cutremurului, Iosif I a dat prim-ministrului și mai multă putere, și Sebastião de Melo a devenit un dictator puternic și progresist. Pe măsură ce-i creștea puterea, creșteau în număr și dușmanii lui, și au devenit frecvente disputele cu marea nobilime. În 1758, Iosif I a fost rănit într-o tentativă de asasinat. Famila Távora familie și ducele de Aveiro au fost implicați și au fost executați după un proces rapid. Iezuiții au fost expulzați din țară, iar bunurile lor confiscate de coroană. Sebastião de Melo a trimis în judecată fiecare persoană implicată, chiar și femei și copii. Asta a fost lovitura finală care a frânt puterea aristocrației. Iosif I l-a făcut pe loialul său ministru conte de la Oeiras, în 1759.
În 1762, Spania invadat teritoriul portughez⁠(d) ca parte a Războiului de Șapte Ani, dar până în 1763 status quo-ul între Spania și Portugalia dinainte de război a fost restaurat.
În urma afacerii Távora, noul conte de Oeiras nu se mai confrunta cu nicio opoziție. A făcut „marchiz de Pombal”, în 1770, și a guvernat efectiv Portugalia până la moartea lui Iosif I în anul 1779. Cu toate acestea, istoricii susțin și că „iluminismul” lui Pombal, deși amplu, a fost în primul rând un mecanism pentru promovarea autocrației în detrimentul libertății individuale și, mai ales, un aparat pentru zdrobirea opoziției, suprimarea criticilor, și promovarea exploatării economice coloniale, precum și intensificarea cenzurii scrisului și consolidarea controlului și profitului personal.

### Epoca napoleoniană
Noua conducătoare, regina Maria I a Portugaliei, îl displacea pe marchiz pentru puterea pe care o acumulase, și nu l-a iertat pentru cruzimea cu care a tratat familia Távora și, la urcarea pe tron, l-a îndepărtat din toate funcțiile politice. Pombal a murit pe moșia sa de la Pombal în 1782.
În toamna lui 1807, Napoleon a deplasat trupe franceze prin Spania pentru a invada Portugalia. Între 1807 și 1811, forțele anglo-portugheze au repurtat victorii împotriva invaziei franceze a Portugaliei, în timp ce familia regală și nobilimea portugheză, inclusiv Maria I, s-au mutat în teritoriul portughez al Braziliei⁠(d), la acea dată colonie a Imperiului Portughez, în America de Sud. Acest episod este cunoscut ca Transferul Curții Portugheze în Brazilia⁠(d).
După ocupația de către Napoleon, Portugalia și-a început un lent dar inexorabil declin care a durat până în secolul al XX-lea. Acest declin a fost grăbit de independența obținută în 1822 de cea mai mare posesiune colonială a sa, Brazilia. În 1807, când armata lui Napoleon se apropia de Lisabona, principele regent⁠(d) João al VI-lea al Portugaliei și-a mutat curtea⁠(d) în Brazilia și a făcut din Rio de Janeiro capitala Imperiului Portughez. În 1815, Brazilia a fost declarată Regat unit cu Regatul Portugaliei, formând un stat pluricontinental, Regatul Unit al Portugaliei, Braziliei și Algarvelor.

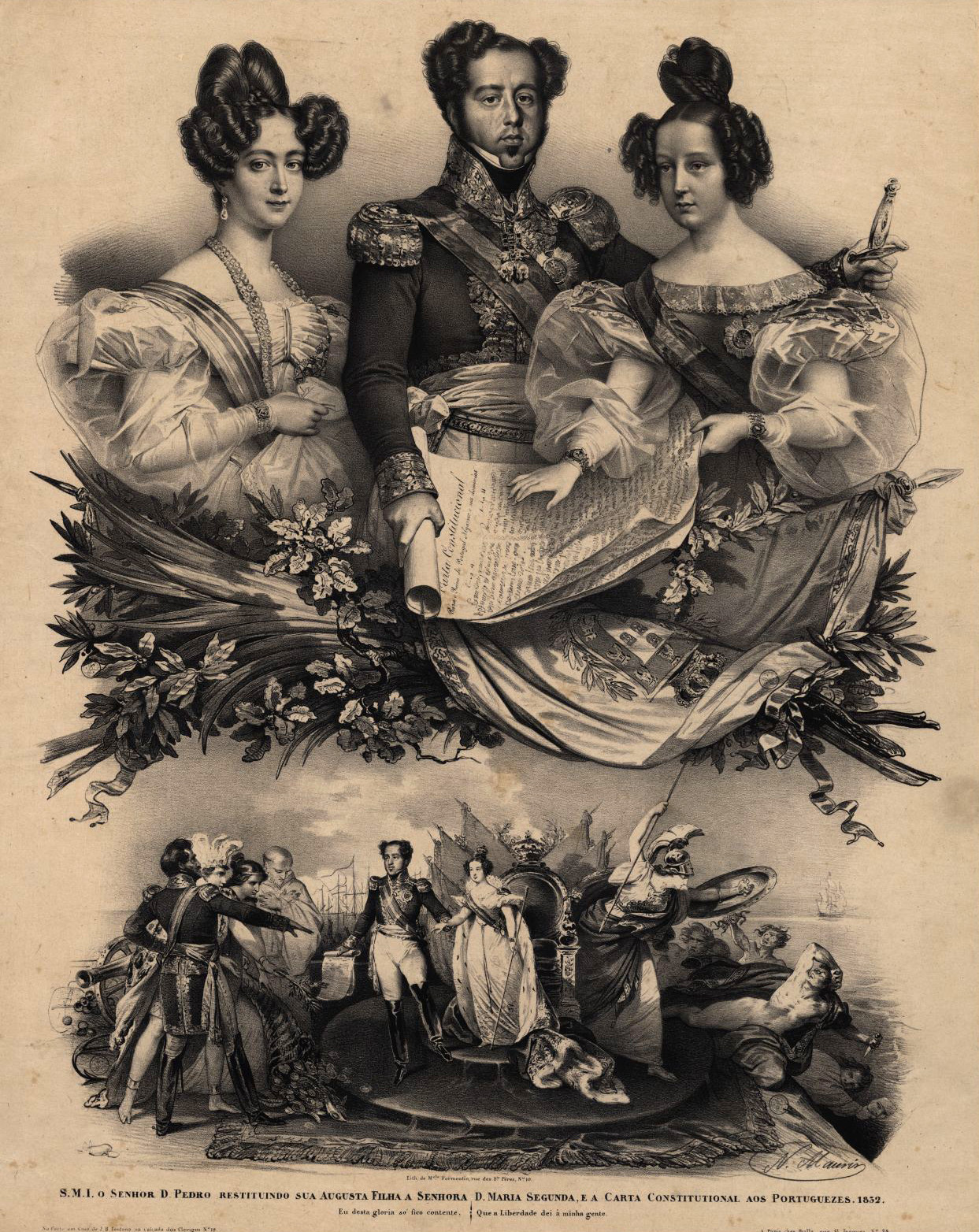
Frontispiciul Constituției Portugheze din 1826 reprezentându-i pe regele-împărat Pedro al IV-lea și pe fiica sa, regina Maria a II-a.

Ca urmare a schimbării de statut și a sosirii familiei regale portugheze, aparatele administrativ, civic, economic⁠(d), militar, educativ și științific⁠(d) braziliene au fost extinse și modernizate. Portughezii și aliații lor britanici au luptat împotriva invaziei franceze⁠(d) și în 1815 situația în Europa se liniștise suficient pentru ca João al VI-lea să se poată întoarce în siguranță la Lisabona. Regele Portugaliei a rămas însă în Brazilia până când Revoluția Liberală din 1820⁠(d), izbucnită în Porto, a cerut întoarcerea sa la Lisabona în 1821.
El s-a întors în Portugalia, dar l-a lăsat pe fiul său, Pedro, în fruntea Braziliei. Când Guvernul Portughez a încercat în anul următor să-și resubordoneze Regatul Braziliei, fiul Pedro, având susținerea cvasiunanimă a elitelor braziliene, a proclamat independența Braziliei⁠(d) față de Portugalia. Provincia Cisplatina⁠(d) (astăzi statul suveran Uruguay), la sud, a fost una dintre ultimele adăugiri la teritoriul Braziliei sub dominație portugheză.
Independența Braziliei a fost recunoscută în 1825, când împăratul Pedro I i-a acordat tatălui său titlul onorific de Împărat al Braziliei. Moartea lui Ioan al VI-lea în 1826 a dus la probleme grave de succesiune. Deși Pedro îi era moștenitor, și a domnit pentru scurt timp cu numele de Pedro al IV-lea, statutul său de monarh brazilian era văzut ca impediment la deținerea tronului portughez de către ambele națiuni. Pedro a abdicat în favoarea fiicei sale, Maria a II-a. Fratele lui Pedro, Infantele Miguel, a revendicat însă tronul în semn de protest. După ce o propunere de căsătorie între Miguel și Maria a eșuat, Miguel a preluat puterea cu numele de regele Miguel I, în 1828. Pentru a apăra dreptul la tron al fiicei sale, Pedro a declanșat Războiul Liberal⁠(d) pentru a o repune pe fiica sa pe tron și pentru a transforma Portugalia în monarhie constituțională. Războiul a luat sfârșit în 1834, cu înfrângerea lui Miguel, promulgarea unei constituții și revenirea pe tron a reginei Maria a II-a.

### Monarhia constituțională
Fiul reginei Maria a II-a și al regelui Ferdinand al II-lea, regele Pedro al V-lea, a modernizat țara în timpul scurtei sale domnii (1853–1861). În timpul său, s-au construit drumuri, telegraf și căi ferate și s-au făcut îmbunătățiri în domeniul sanitar. Popularitatea sa a crescut când, în timpul unei epidemii de holeră din 1853–1856, a vizitat spitale dând cadouri și alinându-i pe bolnavi. Domnia lui Pedro a fost scurtă, el murind de holeră în 1861, după o serie de decese în familia regală, inclusiv ale celor doi frați ai săi, Infantele Fernando⁠(d) și Infantele João, duce de Beja, și al soției sale, Stephanie de Hohenzollern-Sigmaringen. Neavând copii, i-a urmat la tron fratele său, Luís I al Portugaliei, care a continuat modernizarea.
La apogeul colonialismului european din secolul al XIX-lea, Portugalia deja își pierduse teritoriile din America de Sud și aproape toate bazele din Asia. Luanda, Benguela, Bissau, Lourenço Marques, Porto Amboim și Insula Mozambic erau printre cele mai vechi oraș-port fondate de portughezi pe teritoriul Africii. În această fază, colonialismul portughez s-a concentrat pe transformarea avanposturilor africane în teritorii de mărimea unor țări, pentru a concura cu alte puteri europene prezente acolo.
După Conferința de la Berlin din 1884, teritoriilor Africii Portugheze li s-au stabilit oficial frontierele la cererea Portugaliei pentru a proteja interesele seculare ale țării pe continent de rivalitățile iscate de Lupta pentru Africa. Orașele Africii Portugheze, ca Huambo, Sá da Bandeira, Silva Porto, Malanje, Tete, Gurúè, Chimoio și Lichinga au apărut ori s-au extins spre interiorul continentului începând cu această perioadă. Au apărut și noi orașe de coastă, ca Beira, Moçâmedes, Lobito, Xai-Xai, Nacala și Pemba, Mozambic. Chiar înainte de începutul secolului al XX-lea, căi ferate cum ar fi linia Benguela⁠(d) din Angola, și linia Beira⁠(d) din Mozambic, au început a fi construite pentru a lega zonele de coastă cu unele regiuni din interiorul continentului.
Printre alte episoade din această perioadă de prezență portugheză în Africa se numără și Ultimatumul Britanic din 1890⁠(d). Acesta a obligat armata portugheză să se retragă din teritoriul aflat între coloniile portugheze Mozambic și Angola (astăzi, mare parte din Zimbabwe și Zambia), care fusese revendicat de Portugalia și inclus în „Harta Roz⁠(d)”, care intra în conflict cu aspirațiile britanice de construire a unei căi ferate Cairo-Cape Town⁠(d).
Teritoriile portugheze din Africa erau Capul Verde⁠(d), São Tomé și Príncipe⁠(d), Guinea Portugheză⁠(d), Angola și Mozambic. Mica cetate Ouidah pe coasta Dahomey-ului, s-a aflat și ea sub dominație portugheză. În plus, Portugalia continua să dețină teritoriile asiatice ale Indiei Portugheze⁠(d), Timorului Portughez⁠(d) și Macau.
La 1 februarie 1908, regele Dom Carlos I al Portugaliei și moștenitorul tronului⁠(d), principele regal Dom Luís Filipe, duce de Braganza, au fost asasinați la Lisabona⁠(d). Sub domnia sa, Portugalia declarase de două ori falimentul – la 14 iunie 1892, și din nou la 10 mai 1902 – ceea ce a dus la agitații sociale, perturbarea economiei, proteste, revolte și critici ale monarhiei. Manuel al II-lea al Portugaliei a devenit noul rege, dar a fost în cele din urmă detronat de revoluția din 5 octombrie 1910, care a abolit regimul și a instaurat republica în Portugalia.

### Prima Republică și Estado Novo

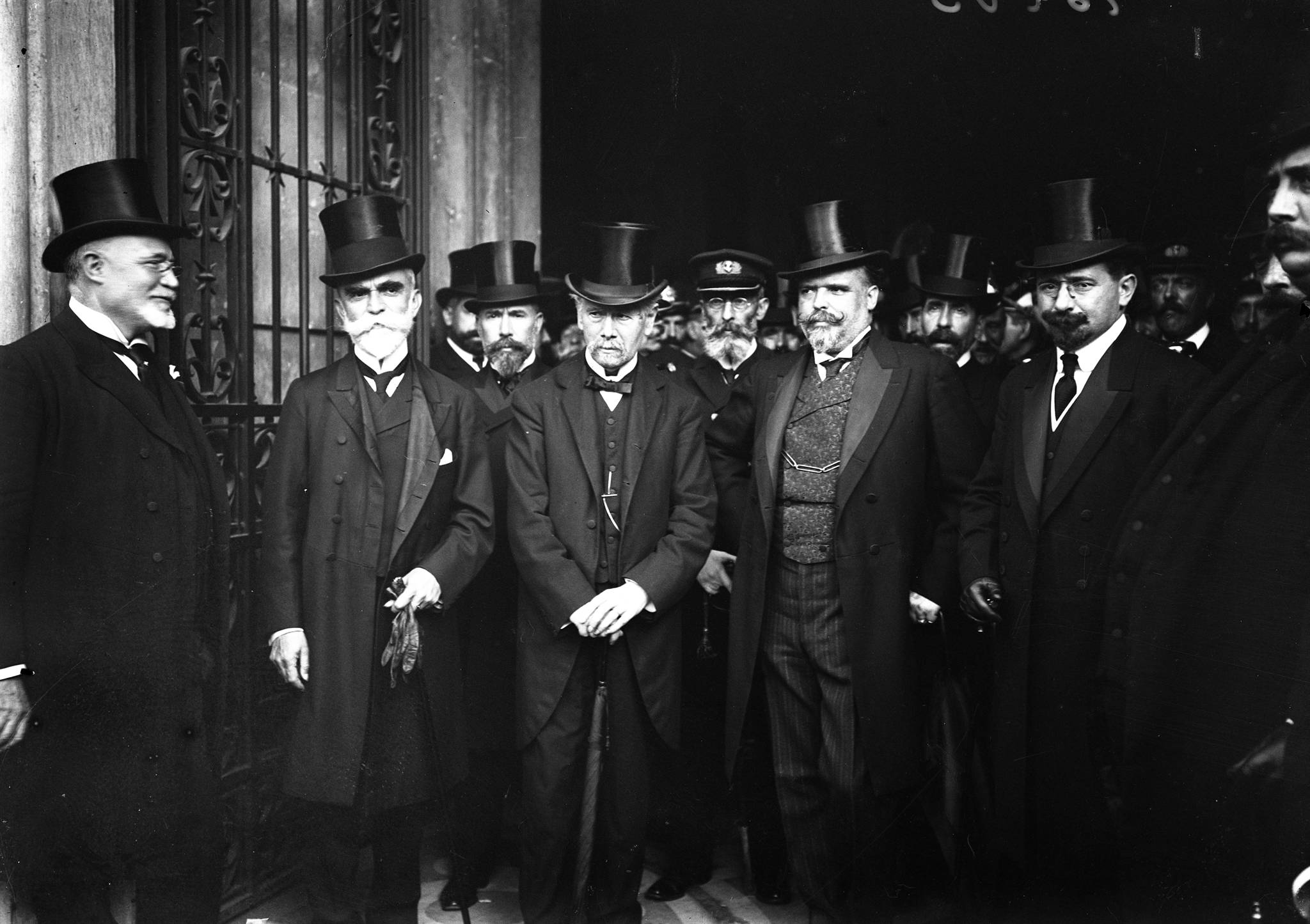
De la stânga la dreapta: președintele, președintele Teófilo Braga, președintele, și prim-ministrul ; 1911.

Instabilitatea politică și slăbiciunile economice au fost teren fertil pentru haos și frământări în timpul Primei Republici Portugheze. Aceste condiții aveau să conducă la tentativa și eșecul Monarhiei Nordului⁠(d), la lovitura de stat din 28 mai 1926⁠(d), și la instaurarea Dictaturii Naționale (Ditadura Nacional⁠(d)). Aceasta, la rândul ei, a dus la instaurarea dictaturii de dreapta Estado Novo sub António de Oliveira Salazar în 1933.
Portugalia a fost una din cele doar cinci țări europene care au rămas neutre în al Doilea Război Mondial. Din anii 1940 până în anii 1960, Portugalia a devenit membru fondator al NATO, OCDE și a Asociației Europene a Liberului Schimb (EFTA). Treptat, au fost inițiate noile proiecte de dezvoltare economică și mutarea cetățenilor portughezi din metropolă spre provinciile de peste mări din Africa, Angola și Mozambic, cele mai mari și mai bogate astfel de teritorii, fiind principalele ținte ale acestor inițiative. Aceste acțiuni au fost utilizate pentru a afirma statutul Portugaliei de națiune transcontinentală⁠(d) și nu imperiu colonial.
După ce India și-a dobândit independența în 1947, locuitorii pro-indieni din Dadra și Nagar Haveli, cu susținerea guvernului indian și cu ajutorul organizațiilor pro-independență, au scos teritoriile Dadra și Nagar Haveli de sub dominație portugheză în 1954. În 1961, anexarea așezării Ouidah de către Republica Dahomey⁠(d) a fost începutul unui proces care a dus la disoluția finală a Imperiului Portughez.

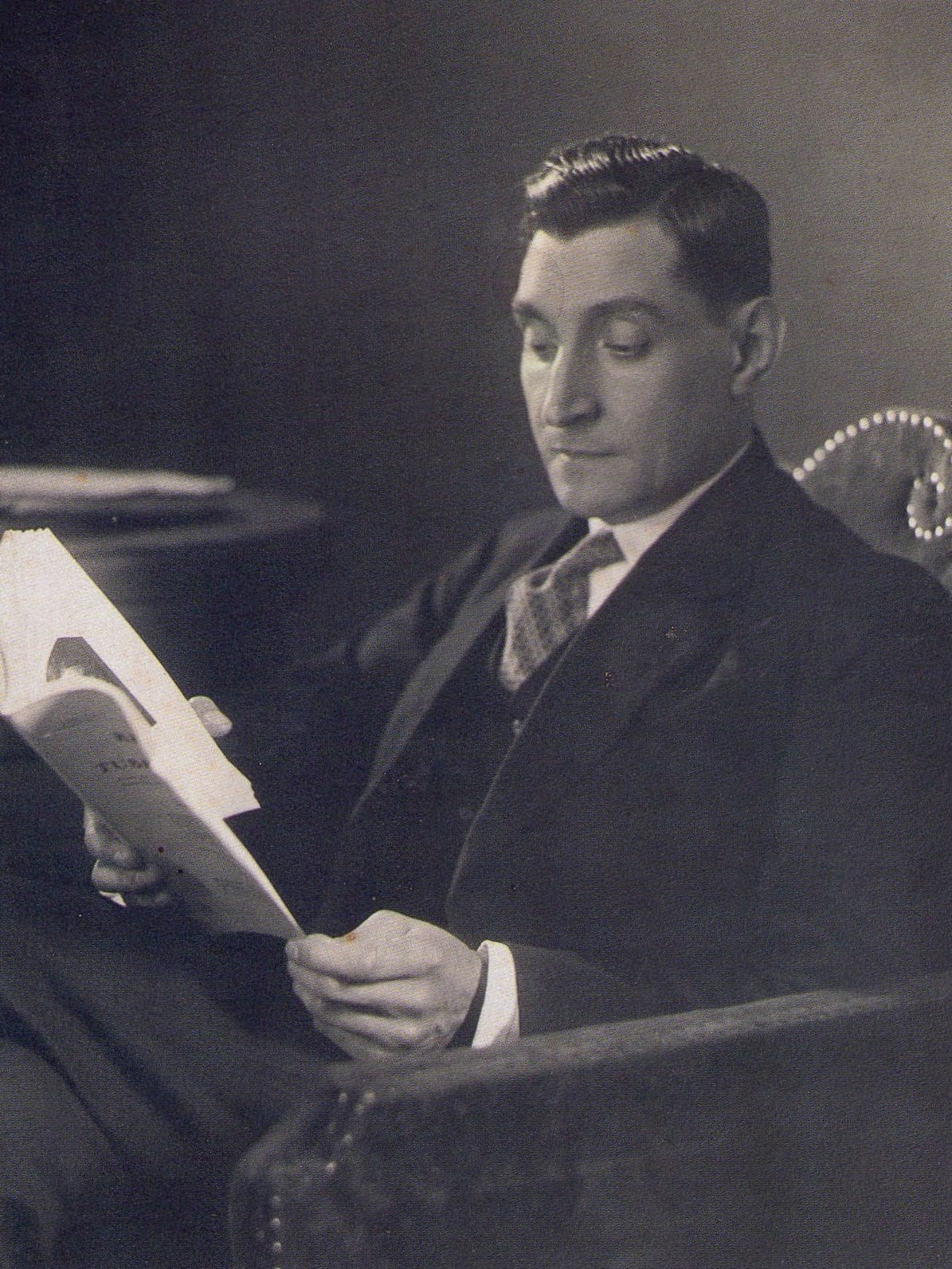
António de Oliveira Salazar a condus Portugalia din 1932 până în 1968, în cadrul regimului Estado Novo.

Conform recensământului din 1921, São João Baptista de Ajudá avea 5 locuitori și, la momentul ultimatumului Guvernului din Dahomey, avea doar 2 locuitori ce reprezentau suveranitatea portugheză.
O altă retragere forțată dintr-un teritoriu de peste mări a avut loc în decembrie 1961 când Portugalia a refuzat să predea teritoriile Goa, Daman și Diu. Ca urmare, armata și marina portugheze au fost implicate într-un conflict armat în colonia din India Portugheză⁠(d) împotriva Forțelor Armate Indiene⁠(d).
Operațiunile s-au soldat cu înfrângerea⁠(d) și capitularea micii garnizoane defensive portugheze, care a fost obligată să se predea unei forțe militare mult mai mari. Rezultatul a fost pierderea restului teritoriilor portugheze de pe subcontinentul indian. Regimul portughez a refuzat să recunoască suveranitatea indiană asupra teritoriilor anexate, care au continuat să fie reprezentate în Adunarea Națională a Portugaliei până la lovitura de stat militară din 1974.
Tot la începutul anilor 1960, mișcările pentru independență din provinciile portugheze de peste mări Angola, Mozambic și Guineea⁠(d) din Africa au dus la Războiul Colonial Portughez (1961–1974).
De-a lungul războiului colonial, Portugalia s-a confruntat cu nemulțumiri crescânde, embargouri asupra armelor și alte măsuri punitive impuse de majoritatea comunității internaționale. Regumul autoritar și conservator Estado Novo, instalat și guvernat la început de António de Oliveira Salazar și condus după 1968 de Marcello Caetano⁠(d), a încercat însă să conserve imperiul intercontinental cu o suprafață totală de 2.168.071 km2.

### Revoluția Garoafelor și integrarea europeană

înainte de independență în 1975.

Guvernul și armata portugheze s-au opus decolonizării⁠(d) teritoriilor de peste mări până în aprilie 1974, când o lovitură de stat militară de stânga, fără vărsare de sânge, la Lisabona, denumită Revoluția Garoafelor, a deschis calea independenței teritoriilor de peste mări din Africa și Asia, precum și pe cea a restaurării democrației după doi ani de tranziție, denumiți PREC (Processo Revolucionário Em Curso⁠(d)). Această perioadă a fost caracterizată de frământări sociale și de lupte pentru putere între forțele politice de stânga și cele de dreapta. Retragerea din teritoriile de peste mări și acceptarea declarațiilor de independență de către reprezentanții portughezi la negocierile cu acestea, care aveau să ducă la apariția de noi state independente în 1975, au condus la un exod masiv al cetățenilor portughezi din teritoriile africane ale Portugaliei (mai ales din Angola și Mozambic).
Peste un milion de refugiați portughezi⁠(d) au fugit din fostele provincii portugheze deoarece coloniștii albi nu erau de regulă considerați parte a noii identități a fostelor colonii portugheze din Africa și Asia. Mário Soares și António de Almeida Santos⁠(d) au fost însărcinați cu organizarea independenței teritoriilor de peste mări ale Portugaliei. Până în 1975, toate teritoriile portugheze din Africa erau independente și Portugalia a ținut primele sale alegeri democratice⁠(d) după 50 de ani de regim totalitar.
Portugalia a continuat să fie guvernată de o Junta de Salvare Națională⁠(d) până la alegerile legislative din 1976. Acestea au fost câștigate de Partidul Socialist Portughez (PS) și Mário Soares, liderul acestuia, a devenit prim-ministru al primului guvern constituțional la 23 iulie. Mário Soares avea să fie prim-ministru din 1976 până în 1978 și din nou între 1983 și 1985. Din această funcție, Soares a încercat să reia creșterea economică și dezvoltarea care fuseseră realizate în anii dinaintea Revoluției Garoafelor, în ultimul deceniu al regimului anterior. El a inițiat procesul de aderare la Comunitatea Economică Europeană (CEE) demarând negocierile de aderare încă din 1977.

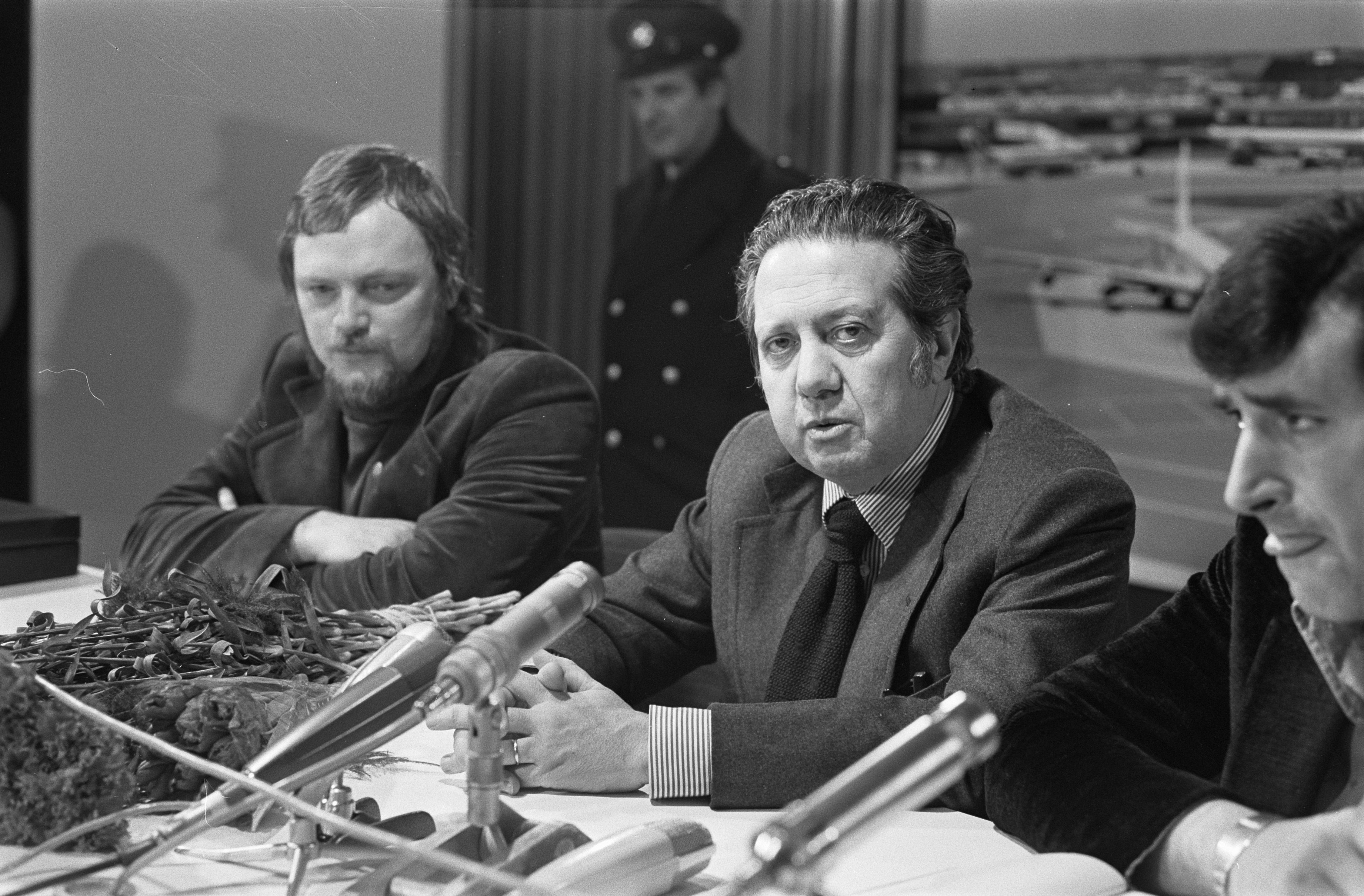
Mário Soares a devenit primul premier al Portugaliei ales democratic în 1976.

Portugalia a pendulat între socialism și neoliberalism. S-au înfăptuit o reformă agrară⁠(d) și unele naționalizări; Constituția Portugheză (aprobată în 1976) a fost rescrisă pentru a face loc unor principii socialiste și comuniste. Până la revizuirile constituționale din 1982 și 1989, constituția a fost astfel un document cu mare încărcătură ideologică și cu numeroase referiri la socialism, la drepturile muncitorilor și la o dorită economie socialistă⁠(d). Situația economică a Portugaliei după tranziția la democrație a obligat guvernul să pună în aplicare programe de stabilizare monitorizate de Fondul Monetar Internațional (FMI) în 1977–78 și 1983–85.
În 1986, Portugalia a aderat la Comunitatea Economică Europeană, care ulterior avea să devină Uniunea Europeană (UE). În anii următori, economia Portugaliei a progresat considerabil ca urmare a fondurilor structurale și de coeziune ale CEE/UE și datorită deschiderii unor piețe externe pentru companiile portugheze.
Ultimul teritoriu de peste mări al Portugaliei, Macau, a fost cedat pe cale pașnică Republicii Populare Chineze în 1999, conform unei declarații comune din 1987. În 2002, independența Timorului de Est (Asia) a fost recunoscută oficial de Portugalia, după un proces incomplet de decolonizare inițiat în 1975 în urma Revoluției Garoafelor, dar întrerupt de o invazie indoneziană urmată de o ocupație militară⁠(d).

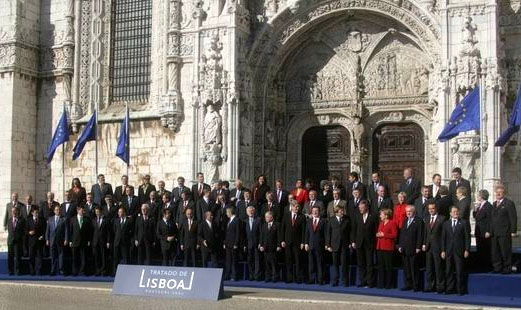
Tratatul de la Lisabona a fost semnat în 2007, când Portugalia deținea președinția Consiliului European.

La 26 martie 1995, Portugalia a început să implementeze reglementările Zonei Schengen, eliminând controlul la frontiera terestră cu Spania și pe relațiile aeriene cu alte țări Schengen întârind simultan controalele cu statele nemembre. În 1996 țara a devenit cofondatoare a Comunității Țărilor Lusofone (CPLP) cu sediul la Lisabona. Expo '98⁠(d) a avut loc în Portugalia și în 1999 țara a devenit una dintre fondatoarele monedei euro și ale zonei euro.
La 5 iulie 2004, José Manuel Barroso, pe atunci prim-ministru al Portugaliei⁠(d), a fost nominalizat pentru funcția de președinte al Comisiei Europene, cea mai puternică funcție din Uniunea Europeană. La 1 decembrie 2009, a intrat în vigoare Tratatul de la Lisabona, după ce a fost semnat de statele membre ale Uniunii Europene la 13 decembrie 2007 la mănăstirea Jerónimos⁠(d) din Lisabona.
Perturbările economice și creșterea nesustenabilă a costurilor de creditare în urma crizei financiare de la sfârșitul anilor 2000⁠(d) a obligat țara să negocieze în 2011 cu FMI și cu Uniunea Europeană, prin Mecanismul European de Stabilitate Financiară⁠(d) (EFSM) și Facilitățile Europene de Stabilitate Financiară⁠(d) (EFSF), credit care a ajutat țara să-și stabilizeze finanțele.

## Geografie
Teritoriul Portugaliei include o zonă din Peninsula Iberică (denumită de majoritatea portughezilor continentul) și două arhipelaguri din Oceanul Atlantic: Insulele Madeira și Azore. Se întinde între paralelele de 32°⁠(d) și 43° latitudine nordică⁠(d), și între meridianele de 32°⁠(d) și 6° longitudine vestică⁠(d).
Portugalia continentală⁠(d) este divizată de râul său principal, Tagus, care curge din Spania și se varsă în Atlantic prin Estuarul Tagus, la Lisabona. Peisajul nordic este muntos spre interior, cu mai multe platouri crestate de văi de râuri, în timp ce spre sud, inclusiv în regiunile Algarve și Alentejo, este caracterizat prin șesuri.
Cel mai înalt vârf al Portugaliei este Muntele Pico de pe Insula Pico din Azore. Acest vechi vulcan, cu o altitudine maximă de 2.351 m este un simbol reprezentativ al Azorelor, în timp ce Serra da Estrela de pe continent (cu vârful la 1.991 m peste nivelul mării) este o atracție sezonieră importantă pentru schiori și entuziaștii sporturilor de iarnă.
Arhipelagurile Madeira și Azore sunt împrăștiate în Oceanul Atlantic: Azorele sunt niște culmi ale dorsalei Atlantice la o triplă intersecție tectonică, iar Madeira sunt vârfurile unei creste submarine produsă de geologia unui punct fierbinte tectonic. Geologic, aceste insule sunt formate prin evenimente vulcanice și seismice. Ultima erupție vulcanică terestră a avut loc în 1957–58 (Capelinhos⁠(d)) și sporadic au loc cutremure minore, de obicei de intensitate redusă.
Zona economică exclusivă a Portugaliei⁠(d), o zonă maritimă asupra căreia portughezii au drepturi speciale de prospectare și utilizare a resurselor marine, are 1.727.408 km2 și este a treia zonă economică exclusivă din Uniunea Europeană ca mărime și a 11-a din lume.

### Clima

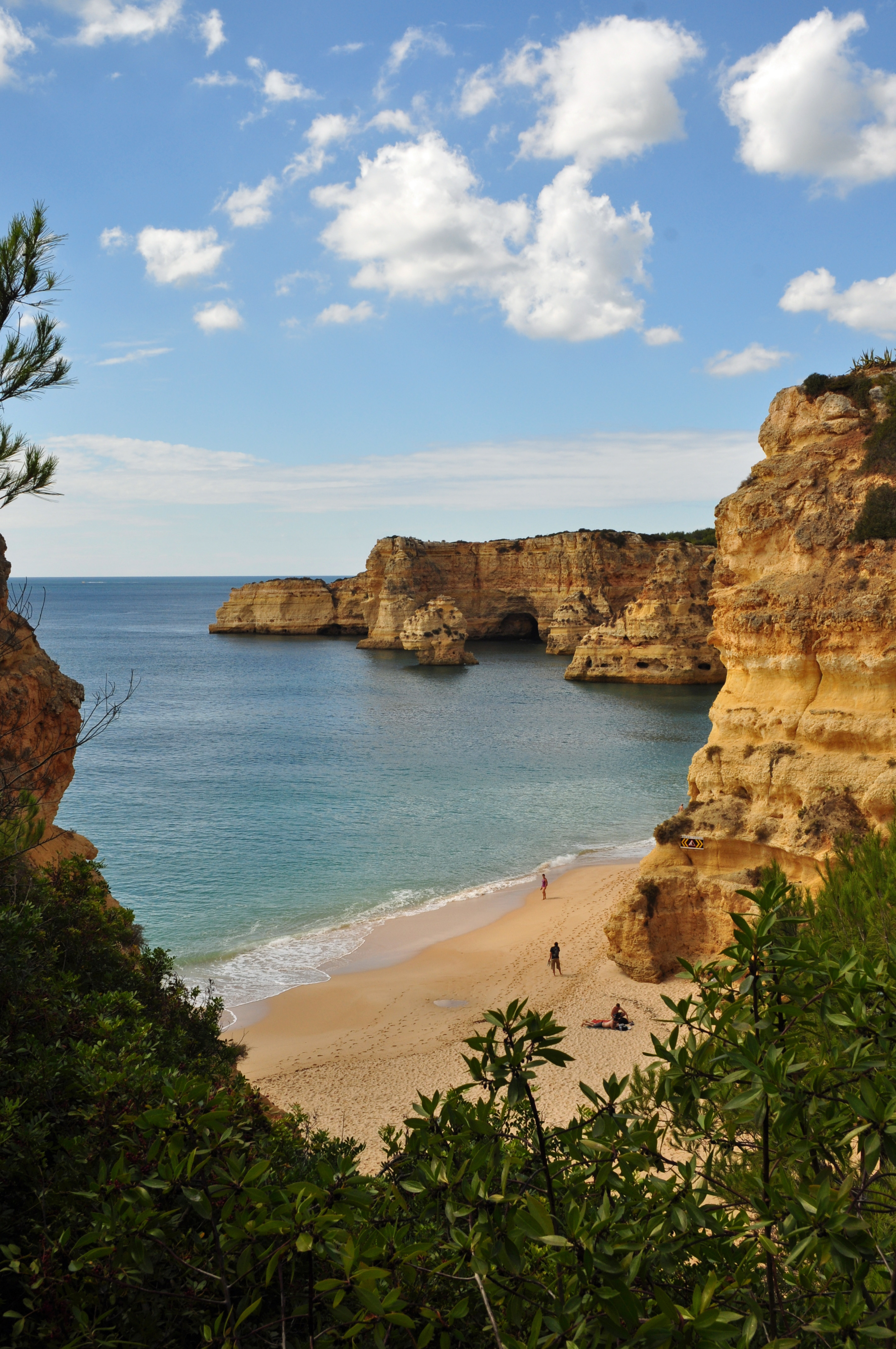
din Lagoa, Algarve este considerată de Ghidul Michelin una dintre cele mai frumoase 10 plaje din Europa și una din cele mai frumoase 100 din lume.

Portugalia este definită ca având climă mediteraneană (Csa în sud, în interior, și în regiunea Douro; Csb în nord, centru și pe coastele Alentejo; climă oceanică mixtă de-a lungul jumătății nordice a coastei precum și climă semiaridă sau de stepă — BSk în unele părți sudice ale regiunii Beja — conform to the clasificării climatice Köppen-Geiger), și este una din cele mai calde țări europene: media anuală a temperaturii în Portugalia continentală⁠(d) variază de la 8–12 °C în interiorul muntos până la 16–18 °C în sud și în bazinul râului Guadiana. Există însă și variații de la câmpie la munte: Rivas Martinez prezintă câteva zone bioclimatice ale Portugaliei. Algarvele, separate de regiunea Alentejo de munți de până la 900 m în Alto de Fóia, au o climă similară cu cea a coastelor sudice ale Spaniei sau Australiei de Sud-Vest.
Precipitațiile medii anuale pe continent variază de la puțin peste 3.200 mm în munții din nord până la sub 300 mm în zona râului Massueime, lângă Côa, de-a lungul râului Douro. Muntele Pico este atestat ca fiind cea mai ploioasă zonă a țării (peste 6.250 mm pe an), conform Portuguese Institute for Sea and Atmosphere⁠(d) (în traducere, Institutul Portughez al Mării și Atmosferei).
În unele zone, cum ar fi bazinul Guadiana, temperaturile medii anuale pot crește până la 28 °C, iar maximele verii trec adesea peste 40 °C. Temperatura maximă înregistrată vreodată în Portugalia a fost de 47,4 °C la Amareleja⁠(d), deși, conform datelor din satelit, nu acesta este cel mai fierbinte punct din timpul verii.
Zăpezile cad regulat pe timp de iarnă în nordul și centrul zonei interioare a țării, în regiuni ca Guarda, Bragança, Viseu și Vila Real, mai ales la munte. Iarna, temperaturile pot scădea și sub −10 °C mai ales în Serra da Estrela, Parcul Național Peneda-Gerês⁠(d), Serra do Marão⁠(d) și Serra de Montesinho⁠(d). În aceste zone, poate cădea zăpadă oricând din octombrie până în mai. În sudul țării, ninsorile sunt rare, dar apar totuși la altitudini mari. Deși temperatura minimă absolută înregistrată de IPMA⁠(d) este de −16 °C la Penhas da Saúde⁠(d) și Miranda do Douro, s-au efectuat și măsurători care au arătat temperaturi mai scăzute, cum ar fi −17,5 °C, măsurate de Institutul Politehnic Bragança la marginea orașului în 1983, și sub −20 °C în Serra da Estrela.
Portugalia are între 2500 și 3200 de ore de lumină solară pe an, o medie de 4–6 h zilnic iarna și 10–12 h zilnic vara, cele mai mari valori înregistrându-se în sud-est și cele mai mici în nord-vest.
Temperatura suprafeței mării pe coasta de vest a Portugaliei continentale variază de la 13–15 °C iarna la 18–22 °C vara, în timp ce pe coasta de sud, ea se încrie între 15 °C iarna și 23 °C, atingând ocazional și 26 °C.
Arhipelagurile Azore și Madeira au climă subtropicală, deși există variații de la insulă la insulă, ceea ce face ca prognozarea vremii să fie foarte dificilă (din cauza reliefului accidentat). Madeira și Azorele au o gamă mai restrânsă de temperaturi, media anuală depășind 20 °C pe coastă (conform Institutului Meteorologic Portughez). Unele insulde din Azore au luni mai uscate vara. Ca urmare, unele insule din Azore au fost identificate ca având climă mediteraneană (atât de tip Csa cât și de tip Csb), în timp ce altele (cum ar fi Flores⁠(d) sau Corvo⁠(d)) sunt clasificate ca temperat-maritime (Cfb) și, respectiv, subtropicale umede (Cfa), conform clasificării Köppen-Geiger.

Insula Porto Santo din Madeira are o climă semiaridă de stepă (BSh). Insulele Savage⁠(d), care fac parte din teritoriul regional Madeira și sunt rezervație naturală, sunt unice prin aceea că sunt clasificate ca având climă deșertică (BWh) cu precipitații anuale medii de circa 150 mm. Temperatura apei mării în arhipelaguri variază de la 17–18 °C iarna la 24–25 °C vara, ajungând uneori la 25 °C.

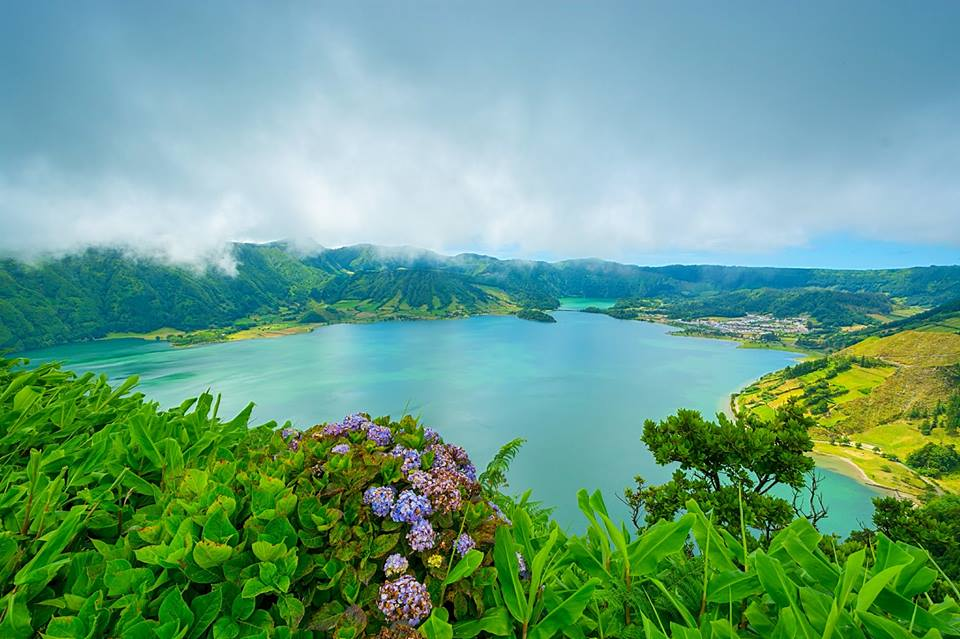
Lagunele vulcanice Sete Cidades⁠(d), de pe insula São Miguel.
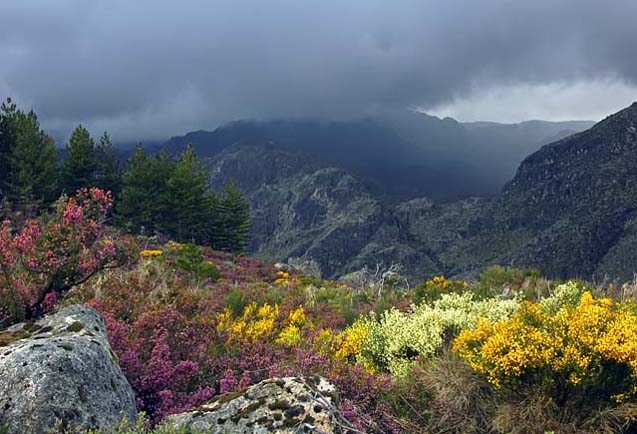
Serra da Estrela, cel mai înalt lanț muntos din Portugalia continentală⁠(d).
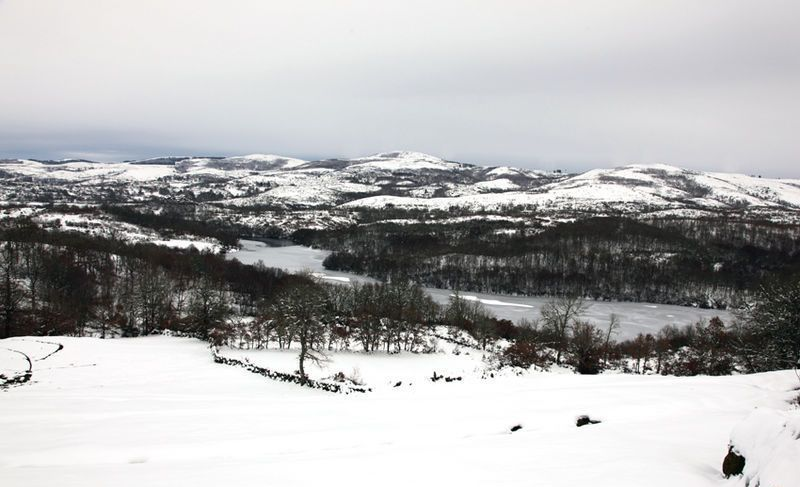
Peisaj de iarnă lângă Montalegre⁠(d).
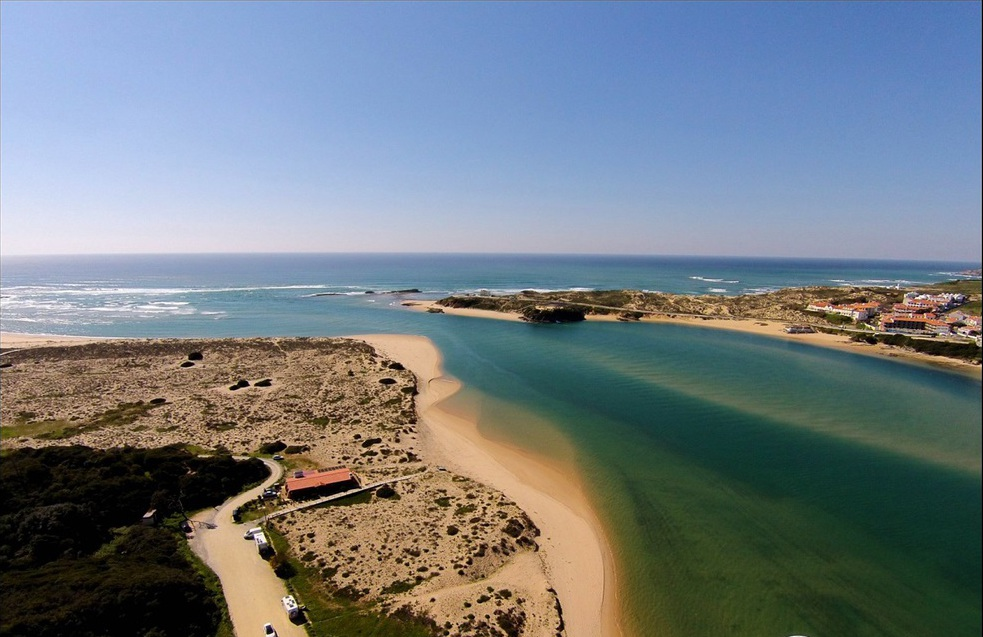
Plajă la Vila Nova de Milfontes⁠(d), în regiunea Alentejo.

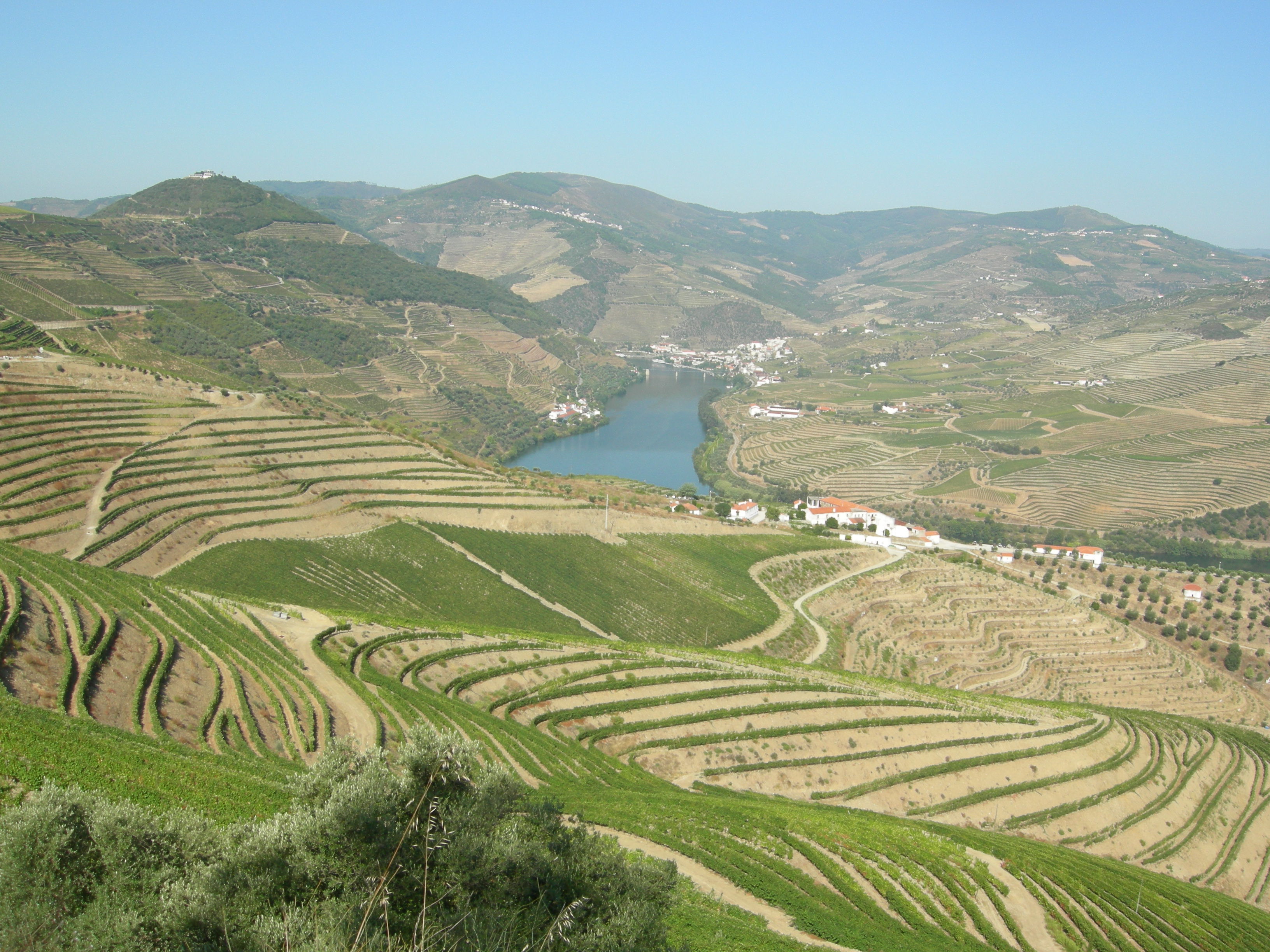
Dealuri cultivate în valea râului Douro din Portugalia de Nord.
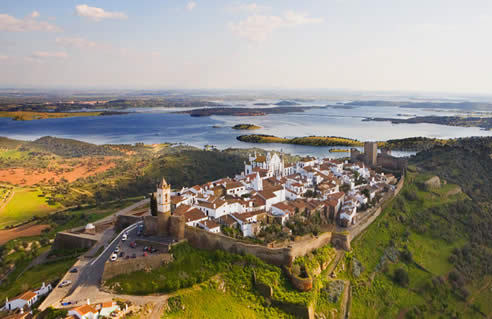
Monsaraz⁠(d) cu lacul de acumulare Alqueva în fundal, în Alentejo.
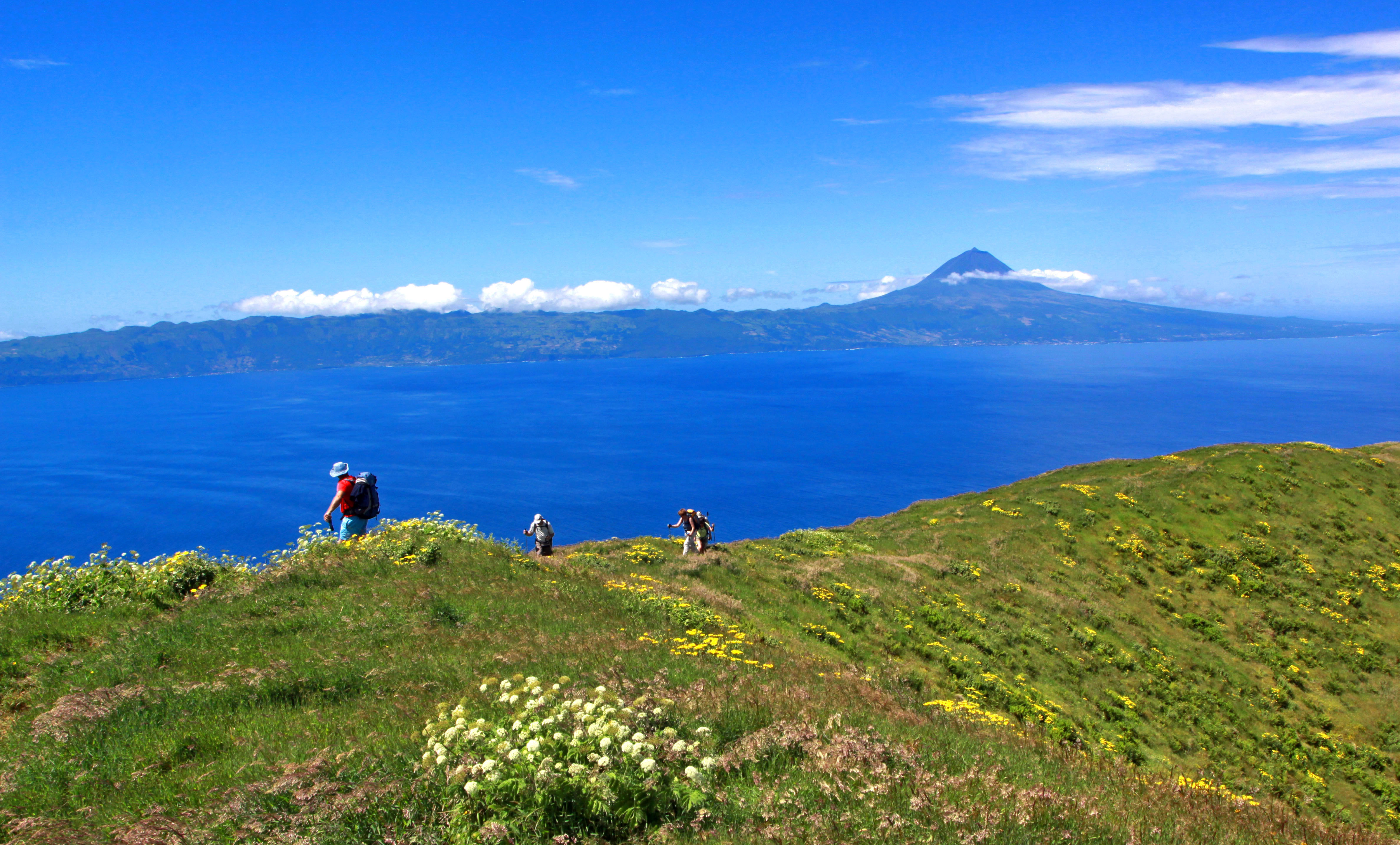
Insula Pico și Muntele Pico, cel mai înalt munte din Portugalia, văzute de pe Insula São Jorge⁠(d).
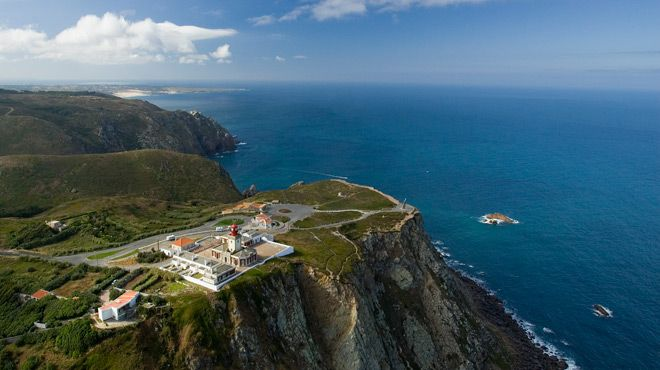
Cabo da Roca, cel mai vestic punct al Europei continentale.
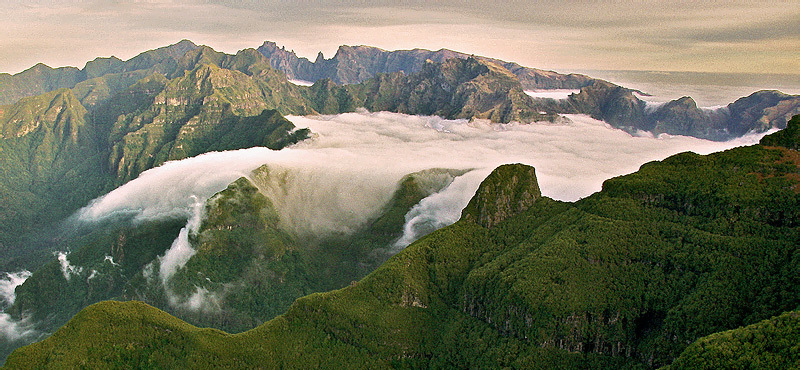
Vedere din munții de pe insula Madeira.

### Biodiversitatea

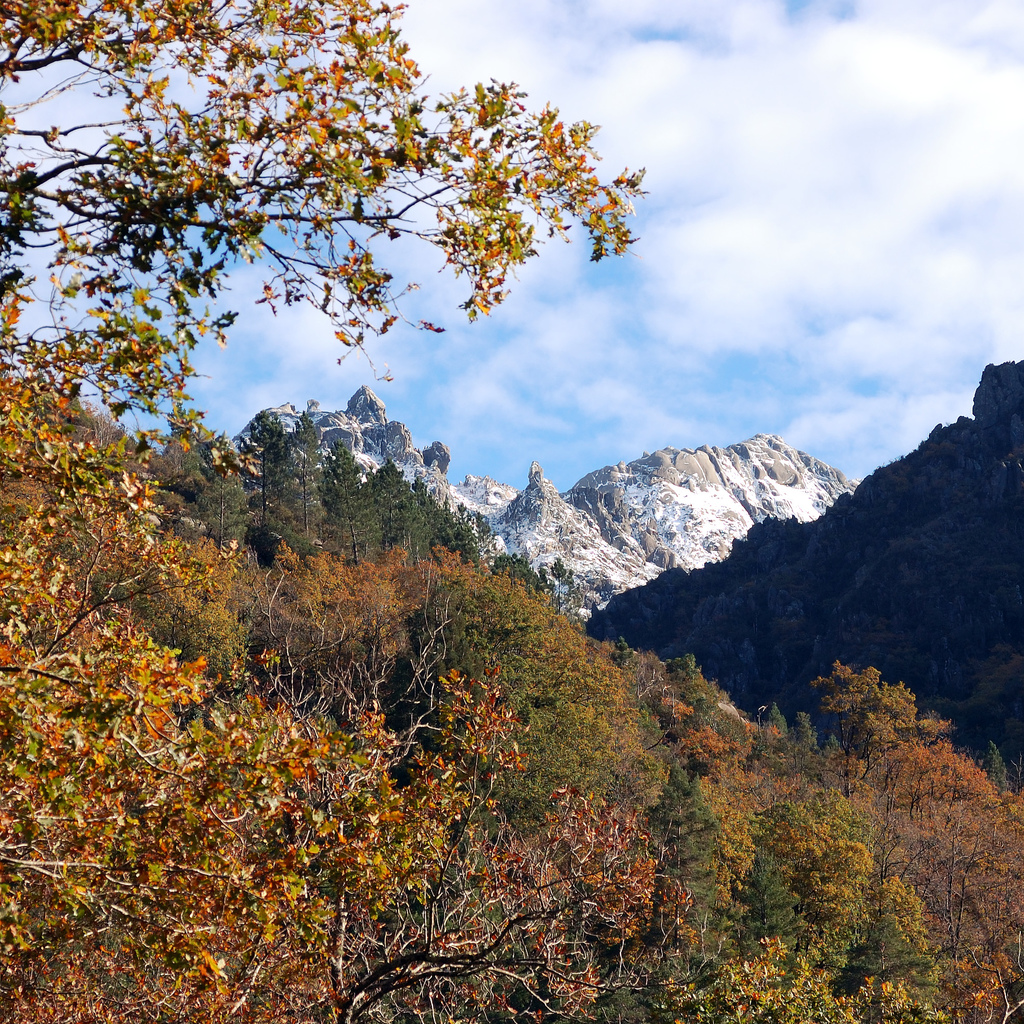
este singurul parc național din Portugalia.

Deși oamenii ocupă teritoriul Portugaliei de mii de ani, încă mai rămân părți din vegetația inițială. În Gerês se găsesc păduri mature atât de foioase, cât și de conifere, din pădurea mediteraneană de dimensiuni mondiale mai rămân câteva părți extrem de rare în munții Arrábida, și o pădure subtropicală de laurissilva, datând din perioada terțiară, acoperă cea mai mare arie continuă a sa din lume pe insula principală a arhipelagului Madeira. Datorită scăderii populației umane și datorită exodului rural, stejarul de Pirinei și alți arbori indigeni au început să reocupe multe zone abandonate.
Mistrețul, capra roșcată iberică, cerbul și căprioara iberică și-au extins mult arealul în ultimele decenii. S-au găsit recent mistreți umblând noaptea în interiorul unor arii urbane mari, ca Setubal. Ariile protejate ale Portugaliei⁠(d) cuprind un parc național (în portugheză Parque Nacional), 12 parcuri naturale (în portugheză Parque Natural), nouă rezervații naturale (în portugheză Reserva Natural), cinci monumente ale naturii (în portugheză Monumento Natural), și șapte peisaje protejate (în portugheză Paisagem Protegida); între acestea, Parcul Național Peneda-Gerês⁠(d), Parcul Natural Serra da Estrela⁠(d) și Paul d'Arzila⁠(d).
Aceste medii naturale sunt modelate de flora diversă, și cuprind specii foarte răspândite de pin (mai ales Pin maritim și Pinus pinea), stejarul (Quercus robur), stejarul de Pirinei (Quercus pyrenaica⁠(d)) castanul (Castanea sativa), stejarul de plută (Quercus suber), stejarul de stâncă (Quercus ilex⁠(d)) sau stejarul portughez (Quercus faginea⁠(d)). Datorită valorii lor economice, unele specii ale genului Eucalyptus au fost introduse și sunt acum frecvente, deși sunt specii invazive cu impact negativ asupra mediului.
Laurel forest⁠(d) este un tip unic de pădure subtropicală umedă găsită în puține zone din Europa și din lume: în Azore, și mai ales pe insula Madeira, există păduri mari, endemice de Laurisilva (pe cea din urmă insulă, este și protejată ca rezervație naturală). Există mai multe specii diverse de faună mamiferă, reprezentată de vulpe, bursuc, râs iberic, lup iberic⁠(d), capră sălbatică (Capra pyrenaica⁠(d)), pisică sălbatică (Felis silvestris), iepure, nevăstuică, dihor, cameleon, mangustă, zibetă⁠(d), ursul brun (observat lângă Rio Minho, lângă Peneda-Gerês) și multe altele. Portugalia este o oprire importantă pentru păsările migratoare, în unele locuri cum ar fi Capul Sf. Vincent⁠(d) sau munții Monchique⁠(d), unde toamna mii de păsări traversează marea din Europa în Africa și primăvara invers.
Majoritatea speciilor de păsări se adună în Peninsula Iberică deoarece este cea mai apropiată porțiune mare de uscat între Europa de Nord și Africa. Șase sute de specii de păsări sunt prezente în Portugalia (fie pentru cuibărit, fie periodic în timpul migrației), și în fiecare an se identifică noi specii care cuibăresc. Arhipelagurile Azore și Madeira sunt și ele zone de oprire pentru păsări americane, europene și africane, în timp ce în Portugalia continentală se întâlnesc mai ales specii europene și africane.
Sunt peste 100 de specii de pește de apă dulce, de la uriașul somn european (în Parcul Natural Internațional Tagus) până la specii endemice mici care trăiesc doar în lacuri mici (de exemplu, în partea vestică a țării). Unele din aceste specii rare și localizate sunt amenințate de pierderea habitatului, de poluare și secetă. Up-wellingul de-a lungul coastei vestice a Portugaliei face ca marea să fie extrem de bogată în nutrienți și în diverse specii de pește de mare; apele maritime portugheze sunt unele din cele mai bogate din lume. Sunt prezente mii de specii de pește de mare, cum ar fi sardina⁠(d) (Sardina pilchardus), tonul⁠(d) și macroul de Atlantic. Speciile bioluminiscente sunt și ele bine reprezentate.
Sunt multe specii endemice de insecte, majoritatea găsite în anumite părți ale Portugaliei, în vreme ce unele sunt răspândite în toată țara, ca rădașca⁠(d) (Lucanus cervus) și cicada. Insule Macaroneziene (Azore și Madeira) au multe specii endemice (de păsări, reptile, lilieci, insecte, melci) care au evoluat independent de alte regiuni ale Portugaliei. În Madeira, de exemplu, se pot observa peste 250 de specii de gastropode de uscat.

## Guvernarea și administrarea
De la ratificarea Constituției din 1976⁠(d), Portugalia este republică semi-prezidențială democratic-reprezentativă, cu capitala la Lisabona, cel mai mare oraș al țării. Constituția stipulează divizarea și separarea puterilor între patru organisme denumite „organe de suveranitate”: președintele⁠(d), guvernul⁠(d), Adunarea Republicii⁠(d) și instanțele judecătorești⁠(d).
Președintele, care este ales pe un mandat de cinci ani, are un rol executiv. Adunarea Republicii este un parlament unicameral format din 230 de deputați aleși pentru mandate de patru ani. Guvernul este condus de prim-ministru⁠(d) și cuprinde miniștri și secretari de stat. Instanțele judecătorești sunt organizate pe mai multe niveluri, între ramurile judecătorească, administrativă și fiscală. O Curte Constituțională⁠(d) cu 13 membri analizează constituționaliatea legilor.
Portugalia are un sistem politic multipartid cu guvernare la nivel național, regional și local. Adunarea Republicii, Adunările Regionale și autoritățile comunelor și parohiilor sunt dominate de două partide politice, Partidul Socialist și Partidul Social Democrat⁠(d), pe lângă Coaliția Unitară Democratică⁠(d) (Partidul Comunist Portughez⁠(d) și Partidul Ecologist „Verzii”⁠(d)), Blocul de Stânga⁠(d) și Centrul Democratic și Social – Partidul Popular⁠(d), care adună de regulă între 5 și 15%.

### Președinția

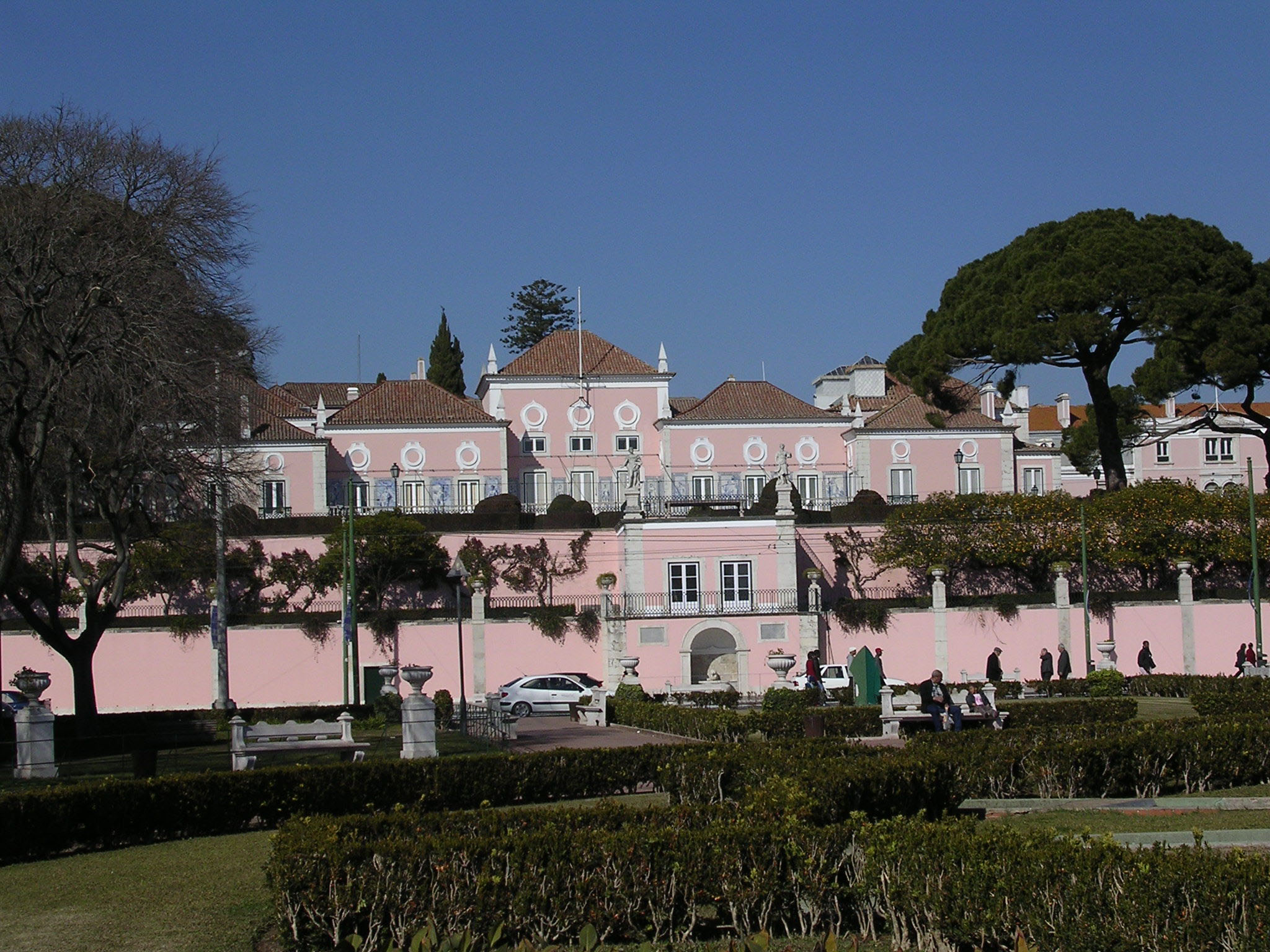
servește drept reședință oficială a.

Șeful statului portughez este președintele⁠(d), ales pe mandat de cinci ani prin vot universal direct. Are atribuții rezervate⁠(d) și de supervizare. Între atribuțiile prezidențiale se numără numirea prim-ministrului și altor membri ai Guvernului (în raport cu care președintele ține cont și de rezultatele alegerilor legislative); demiterea prim-ministrului; dizolvarea Adunării Republicii (și convocarea de alegeri legislative anticipate); are drept de veto asupra legilor (drept care peste care Adunarea poate trece); și declararea stării de război sau de asediu. Președintele este și comandant suprem list of Latin phrases (E)⁠(d) al Forțelor Armate.
Președintele este sfătuit de Consiliul de Stat⁠(d), format din șase ofițeri civili de rang înalt, orice fost președinte ales sub autoritatea Constituției din 1976, cinci membri aleși de Adunare și cinci numiți de președinte.

### Guvernul

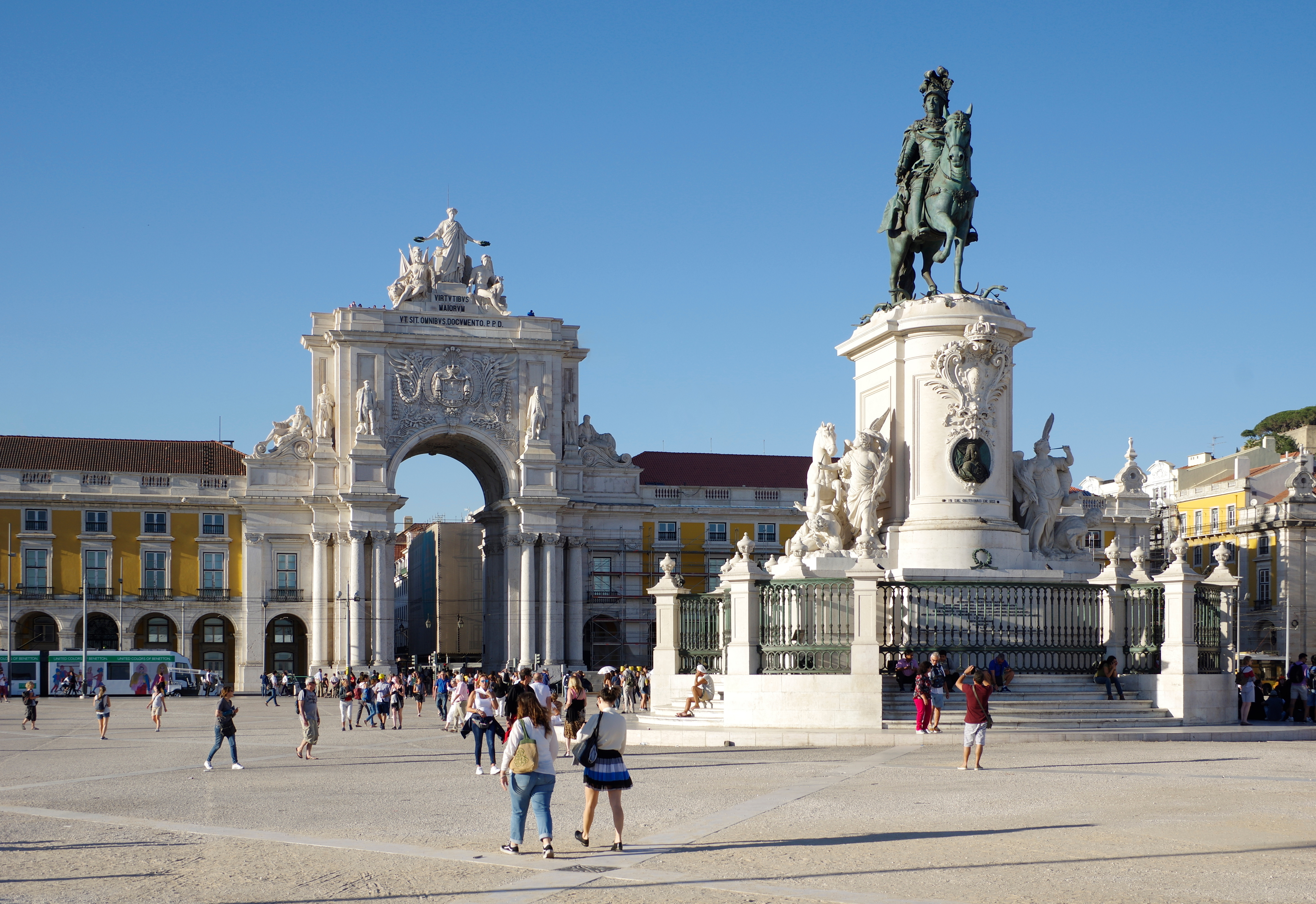
Praça do Comércio găzduiește mai multe ministere ale.

Guvernul este condus de prim-ministrul⁠(d) numit de președinte, și cuprinde și unul sau mai mulți viceprim-miniștri, miniștri, secretari de stat și subsecretari de stat.
Guvernul este atât organul suveran care execută politica generală a țării cât și corpul superior al administrației publice.
El are puteri esențialmente executive, dar și puteri legislative limitate. Guvernul poate legifera propria organizare, în unele domenii în care este delegat de Adunarea Republicii și poate adopta regulamente de aplicare a legilor cu caracter mai general adoptate de Adunare.
Consiliul de Miniștri⁠(d) – prezidat de prim-ministru (sau de președinte) și de miniștri – este cabinetul. Fiecare guvern trebuie să definească liniile generale ale politicilor sale într-un program de guvernare, și să-l prezinte Adunării pentru o perioadă obligatorie de deliberări. Dacă Adunarea nu respinge programul de guvernare prin majoritate absolută a deputaților, atunci cabinetul este considerat a fi confirmat în funcție.

### Parlamentul
Adunarea Republicii⁠(d) este parlamentul național al Portugaliei. Este principalul organ legislativ, deși și Guvernul are unele atribuții legislative restrânse.

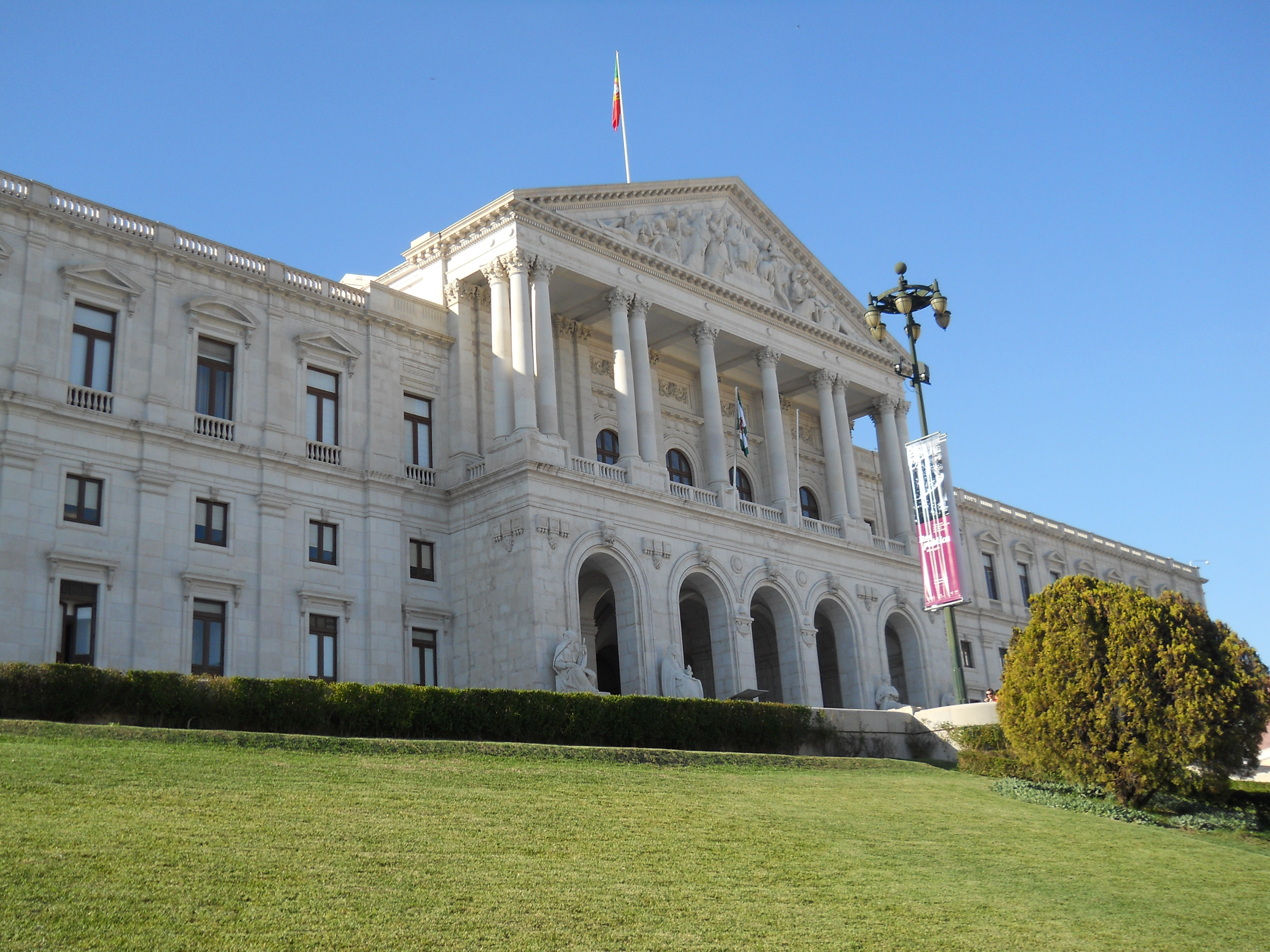
este sediul.

Adunarea Republicii este unicamerală, și formată din până la 230 de deputați. Aleși prin vot universal cu reprezentare proporțională, deputații au mandate de patru ani.
Actualmente partidul de guvernământ (PS) și coalița sa neoficială (BE, PCP, PEV) controlează cele mai multe mandate în parlament. PSD și CDS-PP formează opoziția, iar PAN deține un singur mandat.

### Puterea judecătorească și particularități ale legislației

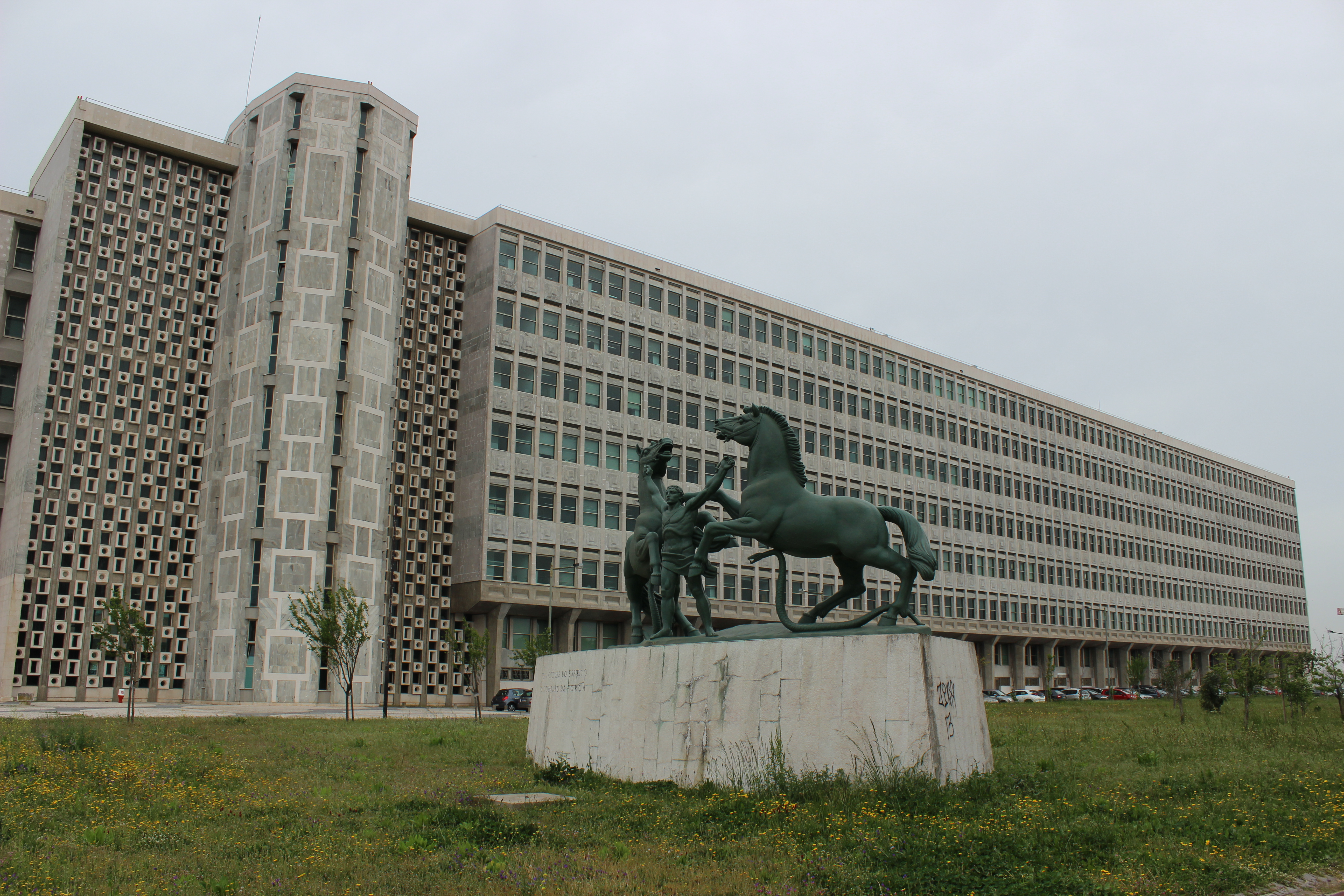
Palatul Justiției din Lisabona găzduiește instanțele judecătorești ale comărcii judiciare a Districtului Lisabona.

Sistemul legal portughez este unul de inspirație napoleoniană, similar celor din Europa continentală. Printre principalele legi se numără Constituția (1976, cu modificări), Codul Civil Portughez⁠(d) (1966, cu modificări) și Codul Penal al Portugaliei⁠(d) (1982, cu modificări). Alte legi relevante sunt Codul Comercial (1888, cu modificări) și Codul de Procedură Civilă (1961, cu modificări).
Instanțele naționale supreme sunt Curtea Supremă de Justiție⁠(d) și Curtea Constituțională⁠(d). Ministerul Public⁠(d), condus de procurorul general, constituie organismul independent al procurorilor. Legile portugheze s-au aplicat și în fostele colonii și teritorii și continuă să influențeze practica din aceste țări.
Portugalia a fost una dintre primele țări din lume care au abolit pedeapsa capitală. Sentința maximă este limitată la 25 de ani.
Portugalia a decriminalizat și utilizarea drogurilor comune în 2001, fiind prima țară din lume care face acest lucru. Portugalia a decriminalizat efectiv posesia tuturor drogurilor care sunt încă ilegale în alte țări dezvoltate, între aceste droguri numărându-se cannabis, cocaina, heroina și LSD. Deși posesia este legală, traficul și posesia a unei cantități care depășește „cantitatea de uz personal pentru 10 zile” se pedepsesc încă cu încarcerare și amendă. Persoanele prinse cu cantități mici asupra lor sunt îndrumate către o clinică de dezintoxicare, dar internarea acolo nu este obligatorie. În ciuda criticilor venite dinspre alte țări europene, care afirmau că consumul de droguri în Portugalia va crește enorm, în realitate consumul de droguri a scăzut, îmrepună cu numărul de cazuri de infectare cu HIV, din 2001 până în 2009 ambele ajungând la 50% din valoarea inițială. Utilizarea drogurilor de către tinerii de 16-18 ani a scăzut și ea, singurul care a crescut puțin în cadrul acestei categorii de vârstă fiind consumul de marijuana.

### Drepturile LGBT+ în Portugalia
Drepturile LGBT+⁠(d) au crescut substanțial în ultimii ani. La 31 mai 2010, Portugalia a devenit a șasea țară din Europa și a opta din lume care a recunoscut legal căsătoria între persoane de același sex⁠(d) la nivel național. Legea a intrat în vigoare la 5 iunie 2010. Adopțiile de copii pentru cupluri de același sex sunt permise de la 1 martie 2016, iar accesul cuplurilor de două femei la reproducere asistată există din 13 mai 2016. În ianuarie 2017, noua lege a identității de sex a simplificat procesul de schimbare a sexului și numelui pentru persoanele transgender, ceea ce a ușurat schimbarea identității de sex pentru minori.

### Aplicarea legii

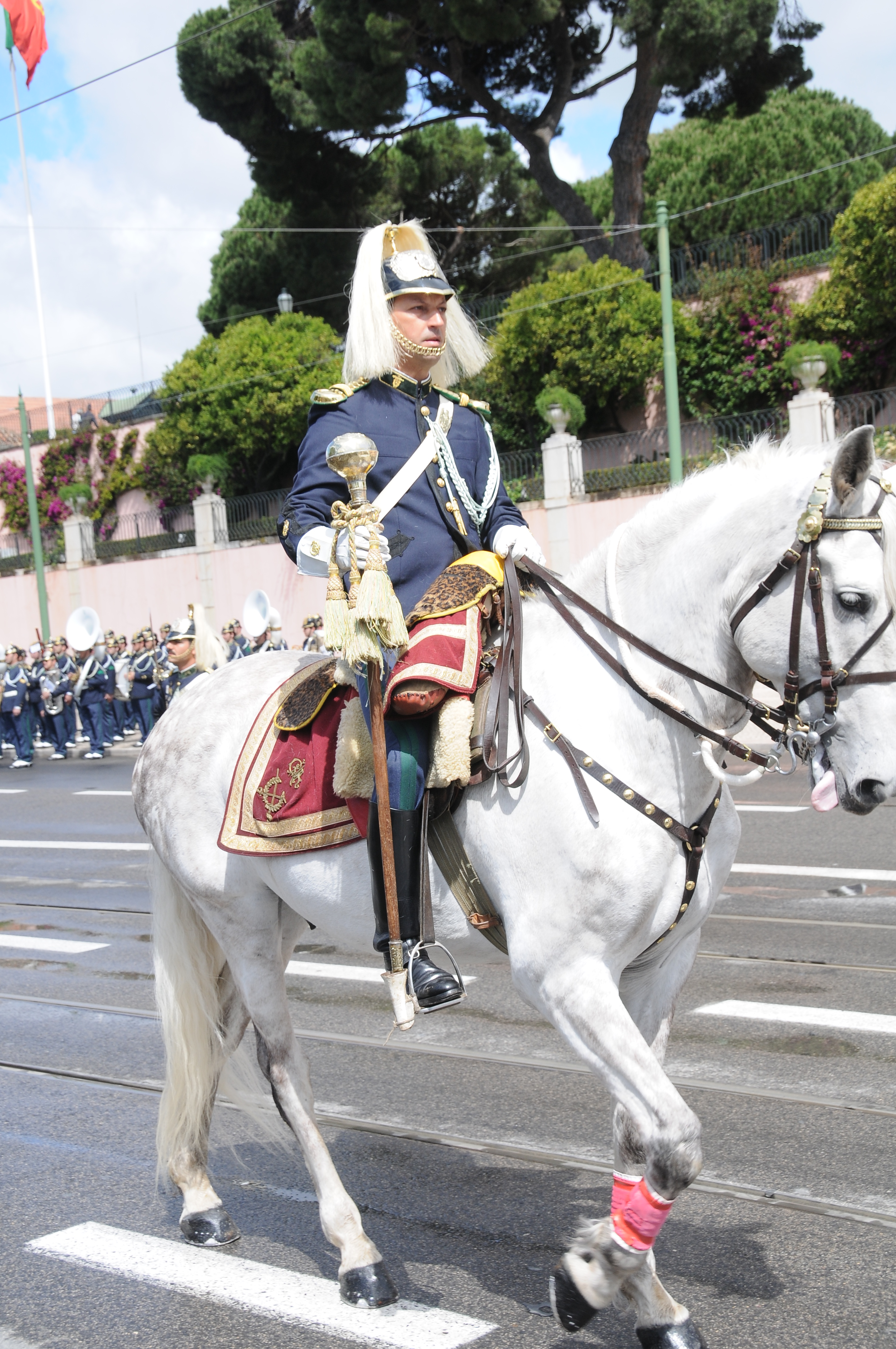
Cavalerist din garda de onoare a Gărzii Naționale Republicane.

Principalele organizații polițienești din Portugalia sunt Garda Națională Republicană – GNR (Garda Națională Republicană), care formează trupele de jandarmerie; Polícia de Segurança Pública⁠(d) – PSP (Poliția de Siguranță Publică), o forță de poliție civilă care activează în zonele urbane; și Polícia Judiciária⁠(d) – PJ (Poliția Judiciară), o poliție specializată în anchete penale, supervizată de Ministerul Public⁠(d).

### Împărțire administrativă
Portugalia este divizată administrativ în 308 de comune⁠(d) (portugheză municípios sau concelho⁠(d)), care, după o reformă în 2013⁠(d) au fost împărțite în 3092 de parohii civile (în portugheză Freguesia). Din punct de vedere operațional, comunele și parohiile civile, împreună cu guvernul național, sunt singurele autorități publice locale oficial identificate de guvernul Portugaliei (de exemplu, satele, orașele și marile orașe nu au statut legal, dar pot fi folosite pentru organizarea unor servicii). În scopuri statistice, guvernul portughez recunoaște și NUTS⁠(d), comunități inter-municipale și, neoficial, sistemul districtelor, utilizat până la integrarea europeană (și eliminat treptat de guvernul național). Portugalia continentală este compusă din 18 districte, arhipelagurile Azore și Madeira fiind guvernate ca regiuni autonome; cele mai mari unități, înființate la 1976, sunt fie Portugalia continentală⁠(d) (în portugheză Portugal Continental) și regiunile autonome ale Portugaliei (Azore și Madeira).
Cele 18 districte ale Portugaliei continentale sunt: Aveiro, Beja, Braga, Bragança, Castelo Branco, Coimbra, Évora, Faro, Guarda, Leiria, Lisbon, Portalegre, Porto, Santarém, Setúbal, Viana do Castelo, Vila Real și Viseu – fiecare district fiind denumit după reședința sa.
În cadrul sistemului european NUTS (Nomenclatura Unităților Teritoriale în scop Statistic⁠(d)), Portugalia este împărțită și în șapte regiuni: Azore, Alentejo, Algarve, Centro, Lisabona, Madeira și Norte, și, cu excepția Azorelor și Madeirei, aceste zone NUTS sunt împărțite în 28 de subregiuni.

### Relații externe

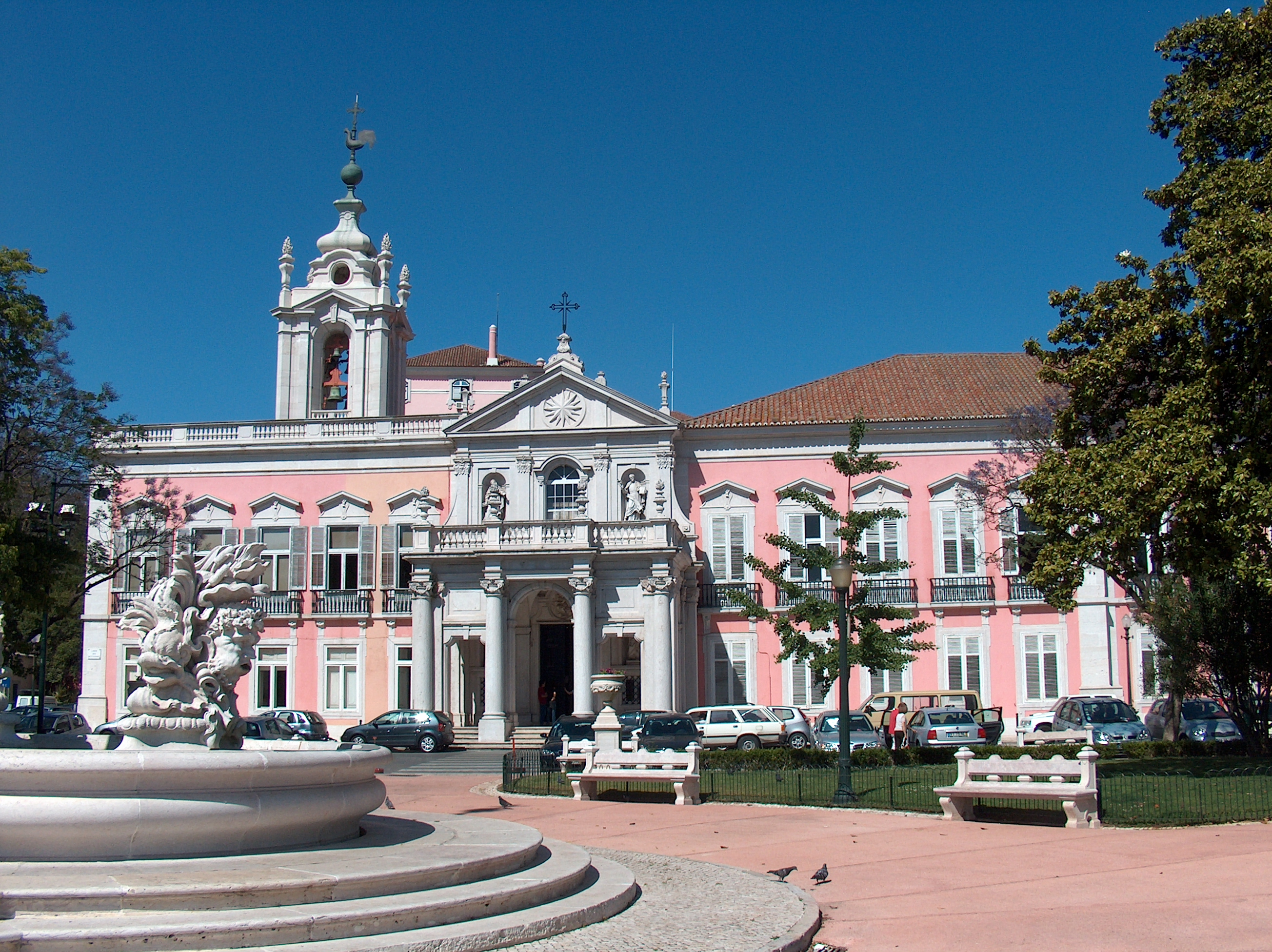
găzduiește.

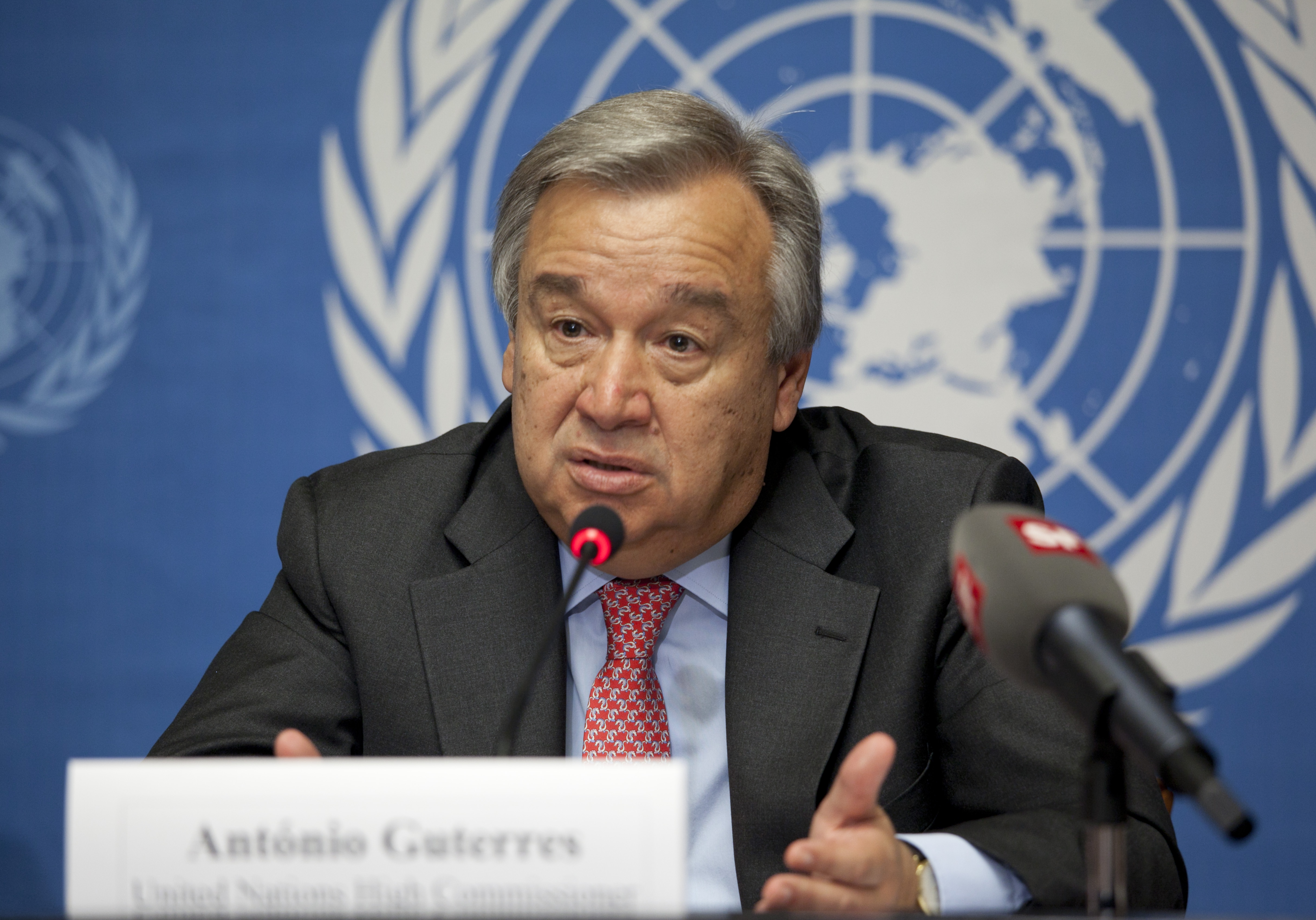
Actualul secretar general al Națiunilor Unite, fostul prim-ministru portughez António Guterres.

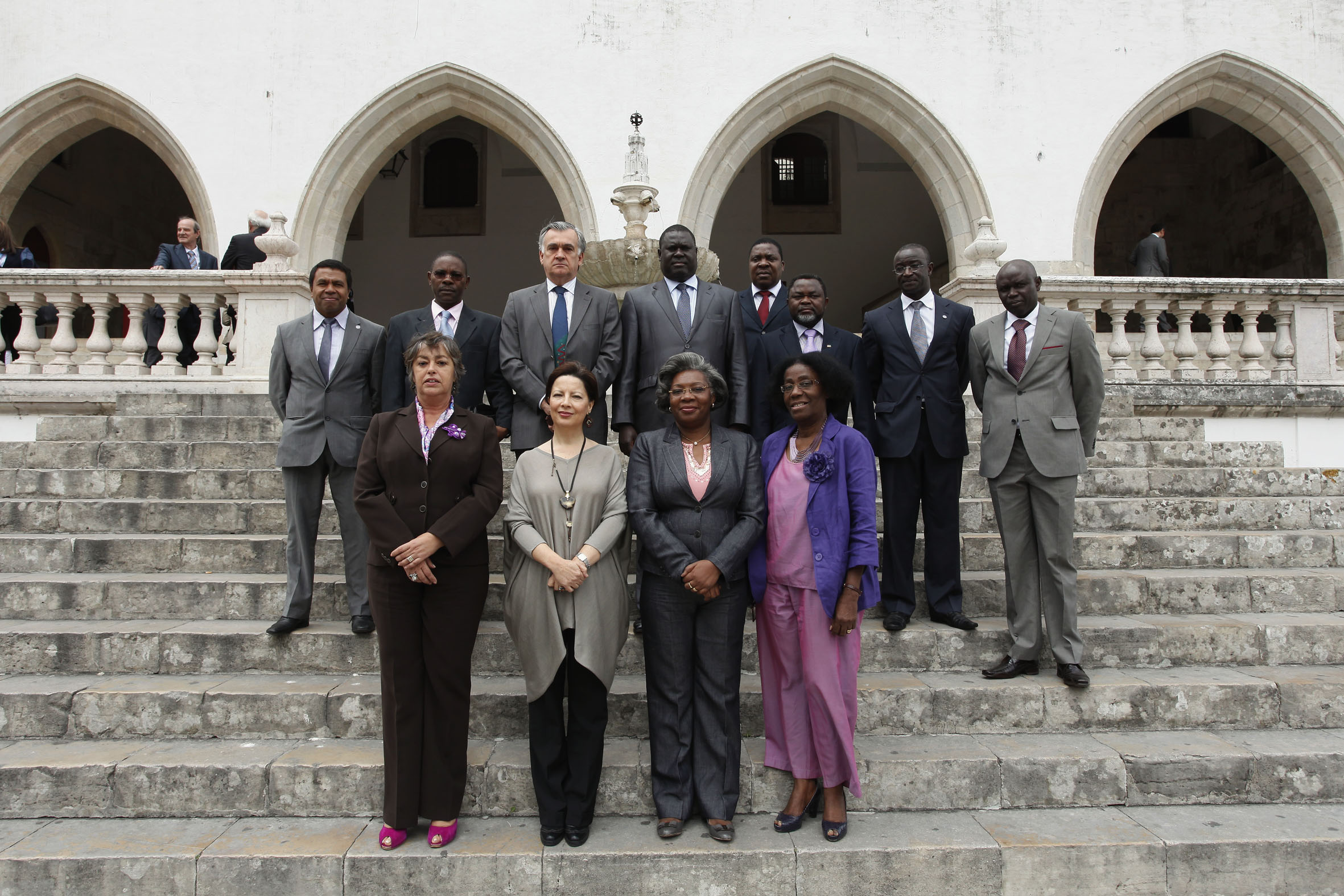
Întâlnire la Comunitatea Țărilor Lusofone (CPLP) ci sediul la Lisabona.

Stat-membru al Națiunilor Unite din 1955, Portugalia este și membru fondator al NATO (1949), OCDE (1961) și EFTA (1960); s-a retras din ultima dintre aceste organizații în 1986 pentru a adera la Comunitatea Economică Europeană, care a devenit în 1993 Uniunea Europeană. În 1996, a cofondat Comunitatea Țărilor Lusofone (CPLP), care are ca obiectiv încurajarea legăturilor economice și culturale între țările lusofone⁠(d) din lume.
António Guterres, care a fost prim-ministru al Portugaliei între 1995 și 2002 și înalt comisar al ONU pentru Refugiați între 2005 și 2015, a devenit secretar general al ONU la 1 ianuarie 2017; el a devenit primul secretar general din Europa de Vest de la austriacul Kurt Waldheim (1972–1981), primul fost șef de guvern care a devenit secretar general și primul secretar general născut după înființarea ONU la 26 iunie 1945.
Portugalia este și membru cu drepturi depline al Uniunii Latine (1983) și al Organizației Statelor Ibero-Americane (1949). Are o relație de prietenie și un tratat de dublă cetățenie cu fosta sa colonie, Brazilia. Portugalia și Anglia (și ulterior, Regatul Unit al Marii Britanii și Irlandei de Nord) au cel mai vechi acord militar încă funcțional din lume prin Alianța Anglo-Portugheză⁠(d) (Tratatul de la Windsor), semnat în 1373.
Are două dispute teritoriale, ambele cu Spania:
- Olivenza. Sub suveranitate portugheză din 1297, comuna Olivenza a fost cedată Spaniei prin Tratatul de la Badajoz din 1801, după Războiul Portocalelor⁠(d). Portugalia a revendicat-o din nou în 1815 conform Tratatului de la Viena. Din secolul al XIX-lea, ea este continuu guvernată de Spania, care consideră că este teritoriul său, atât de facto cât și de jure.[66]
- Ilhas Selvagens (Insulele Sălbatice⁠(d)). Arhipelagul este sub dominație portugheză dar este mai apropiat geografic de Insulele Canare (165 km) decât de Madeira (280 km). Descoperite în 1364 de navigatori italieni, insulele au aparținut unor persoane private până la 1971, când guvernul portughez le-a achiziționat și a înființat o rezervație naturală ce acoperă întreg arhipelagul. Insulele sunt revendicate de Spania din 1911 iar disputa a produs unele tensiuni politice între cele două țări. Problema principală nu este valoarea lor intrinsecă, ci faptul că ele extind considerabil Zona Economică Exclusivă a Portugaliei.[67]

### Armata
Forțele armate au trei ramuri: Marina⁠(d), Forțele Terestre⁠(d) și Forțele Aeriene⁠(d). Ele servesc în principal drept forță de apărare, a cărei misiune este protejarea integrității teritoriale a țării și de a oferi asistență și securitate pe plan intern și extern. În 2008, cele trei ramuri numărau 39.200 de militari activi, dintre care 7500 femei. Cheltuielile militare ale Portugaliei se ridicau în 2009 la 5,2 miliarde de dolari, reprezentând 2,1 procente din PIB. Serviciul militar obligatoriu a fost abolit în 2004. Vârsta minimă pentru recrutarea voluntarilor este de 18 ani.
Forțele Terestre (21.000 personnel) sunt compuse din trei brigăzi și alte unități mici. O brigadă de infanterie⁠(d) (echipată în principal cu transportoare blindate Pandur II⁠(d)), o brigadă mecanizată⁠(d) (echipată mai ales cu tancuri Leopard 2 A6 și cu transportoare blindate M113⁠(d)) și o Brigadă de Reacție Rapidă⁠(d) (formată din parașutiști și trupe de comando⁠(d)). Marina (10.700 de persoane, dintre care 1.580 sunt pușcași marini⁠(d)), cea mai veche forță navală din lume, are cinci fregate, șapte corvete, două submarine, și 28 de nave de patrulare și auxiliare. Forțele Aeriene (7500 de persoane) sunt dotate în principal cu avioane F-16 Fighting Falcon și Alpha Jet⁠(d).
Pe lângă aceste trei ramuri, mai există și Garda Națională Republicană, o forță de securitate organizată după sistem militar (o jandarmerie) formată din 25.000 de persoane. Această forță se află sub autoritatea comună a Ministerelor Apărării și Internelor. Ea a furnizat detașamente care au participat la operațiuni internaționale în Irak și în Timorul de Est.
Statele Unite întrețin o prezență militară cu 770 de oameni în Baza Aeriană Lajes⁠(d) din Insula Terceira⁠(d), în Azore. Comandamentul Comun Aliat Lisabona⁠(d) (JFC Lisbon) – una dintre cele trei subdiviziuni ale Operațiunilor Aliate de Comandă ale NATO – își are sediul la Oeiras, lângă Lisabona.
În secolul al XX-lea, Portugalia a fost implicată în două mari conflicte: Primul Război Mondial⁠(d) și Războiul Colonial Portughez (1961–1974). După sfârșitul Imperiului Portughez în 1975, Forțele Armate Portugheze au participat la misiuni de menținerea păcii în Timorul de Est, Bosnia, Kosovo, Afganistan, Somalia, Irak (Nassiriya) și Liban. Portugalia a efectuat și câteva operațiuni militare unilaterale independente peste hotare, cum a fost cazul cu intervențiile Forțelor Armate Portugheze în Angola în 1992 și în Guinea-Bissau în 1998 având ca principale obiective protejarea și retragerea cetățenilor portughezi și străini amenințați de conflictele civile locale.

### Finanțele publice

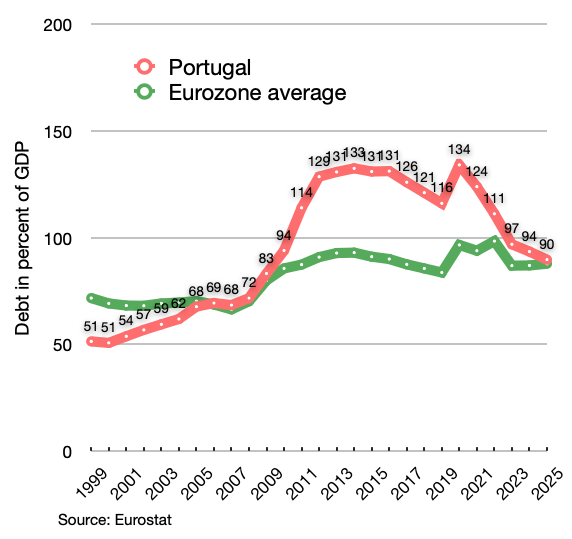
Datoria suverană ca procentaj din economia Portugaliei, comparat cu media zonei euro.

Guvernul portughez este greu îndatorat și a primit un pachet de 78 de miliarde de euro de la Uniunea Europeană și de la Fondul Monetar Internațional în mai 2011. Raportul între datoria Portugaliei și dimensiunile economiei sale era de 107% când a primit pachetul. Ca parte a înțelegerii, guvernul s-a angajat să-și reducă deficitul bugetar de la 9,8 procente din PIB în 2010 la 5,9 procente în 2011, 4,5 procente în 2012 și 3 procente în 2013.
După ce s-a anunțat planul de salvare, guvernul portughez al lui Pedro Passos Coelho a reușit să implementeze măsurile cu intenția de a îmbunătăți situația financiară a statului, inclusiv creșteri de taxe, înghețarea salariilor mici ale bugetarilor și reducerea salariilor mari ale bugetarilor cu 14,3%, împreună cu reducerile de cheltuieli publice. Guvernul portughez a acceptat și să-și elimine golden share-ul deținut la Altice Portugal⁠(d), prin care avea drept de veto asupra unor hotărâri vitale. În 2012, toți bugetarii suferiseră o reducere de salariu de 20% relativ la nivelul din 2010, reducerile ajungând la 25% pentru cei ce câștigau peste 1500 de euro pe lună.
FMI, Comisia Europeană (CE) și Banca Centrală Europeană (BCE) au afirmat în septembrie 2012 că datoria Portugaliei va atinge un maxim de 124% din PIB în 2014. FMI estimase anterior în iulie 2012 un maxim de circa 118,5% din PIB pentru anul 2013. În septembrie 2013, Guvernul Portughez și-a revizuit estimarea datoriei publice a Portugaliei pe 2013 la 127,8%, după un maxim de 130,9% în acea lună.
Un raport publicat în ianuarie 2011 de Diário de Notícias⁠(d) și distribuit în Portugalia de Gradiva, demonstra că în perioada dintre Revoluția Garoafelor din 1974 și anul 2010, guvernele democratice ale Portugaliei⁠(d) au încurajat cheltuieli exagerate și bule de investiții prin parteneriate public–private neclare și prin finanțarea a numeroase proiecte de consultanță ineficiente. Aceasta a permis derapaje⁠(d) considerabile ale lucrărilor publice⁠(d) administrate de stat și a dus la explozia bonusurilor și salariilor managerilor de top. Politicile persistente și de durată de recrutare au ridicat numărul funcționarilor publici redundanți. Creditele riscante, crearea de datorie publică, și fondurile structurale și de coeziune europene au fost gestionate defectuos timp de aproape patru decenii.
După criza financiară din 2007–08⁠(d), se știa în 2008–2009 că două bănci portugheze (Banco Português de Negócios⁠(d) (BPN) și Banco Privado Português⁠(d) (BPP)) acumulaseră de-a lungul anilor pierderi cauzate de proastele investiții, de delapidări și de fraude contabile. Cazul BPN era deosebit de grav din cauza dimensiunilor băncii, a cotei sale de piață și a implicațiilor politice – președintele de atunci al Portugaliei, Cavaco Silva, și unii dintre aliații săi politici mențineau relații personale și de afaceri cu banca și cu președintele ei, care în cele din urmă a fost arestat și acuzat de fraudă și de alte infracțiuni. Pentru a evita o criză financiară gravă cu impact puternic asupra economiei portugheze, guvernul a hotărât să le acorde un pachet de salvare, pe cheltuiala contribuabililor portughezi.

## Economie

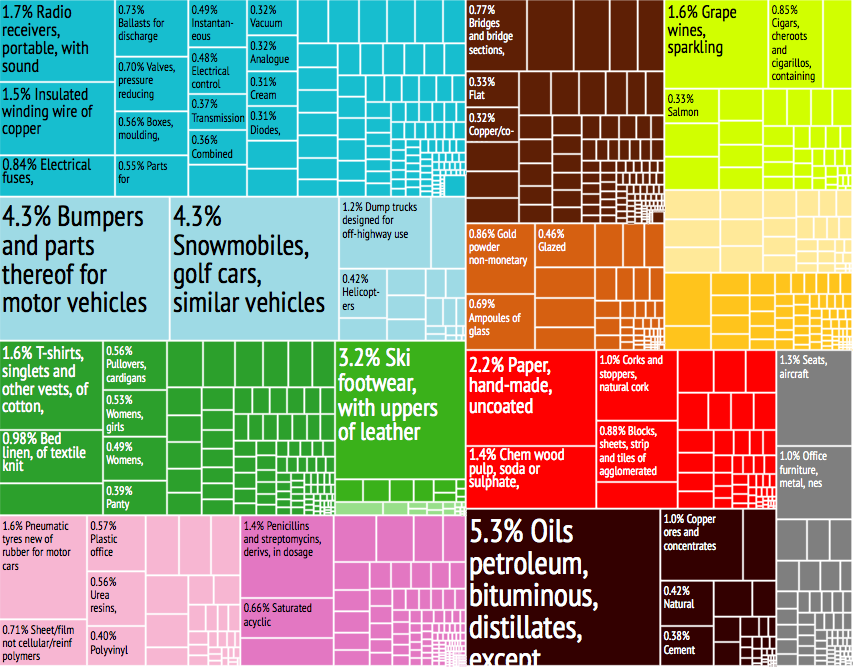
Reprezentare proporțională a exporturilor Portugaliei, în 2012

Portugalia este o țară dezvoltată și cu venit mare, al cărui PIB pe cap de locuitor era în 2014 78% din media UE27 – în creștere față de 76% în 2012. La sfârșitul lui 2016, PIBul Portugaliei ajunsese la 30.612 de dolari pe cap de locuitori, conform raportului OCDE. Moneda Portugaliei este euro (€), care a înlocuit escudoul portughez, iar țara a fost unul dintre membrii fondatori ai zonei euro. Banca centrală a Portugaliei este Banco de Portugal⁠(d), parte integrantă a Sistemului European de Bănci Centrale⁠(d). Majoritatea industriilor, afacerilor și instituțiilor financiare sunt concentrate în zonele metropolitane Lisabona și Porto⁠(d)—districtele Setúbal, Aveiro, Braga, Coimbra și Leiria fiind cele mai mari centre economice din afara acestora. Conform World Travel Awards, Portugalia era principala destinație de practicare a golfului din Europa în 2012 și 2013.
De la Revoluția Garoafelor din 1974, care a culminat cu sfârșitul uneia dintre cele mai notabile faze de expansiune economică⁠(d) din istoria Portugaliei (începând cu anii 1960), a avut loc o importantă schimbare în creșterea economică anuală. După frământările revoluției din 1974 și perioada Processo Revolucionário Em Curso⁠(d), Portugalia a încercat să se adapteze la o economie globală modernă în schimbare, proces care continuă și astăzi. După anii 1990, modelul de dezvoltare economică pe baza consumului⁠(d) a fost modificat treptat către un sistem concentrat pe exporturi, investiții private și dezvoltarea sectorului de înalte tehnologii. Ca urmare, serviciile au depășit industriile mai tradiționale, cum ar fi textilele, încălțămintea, îmbrăcămintea și pluta (Portugalia este principalul producător mondial de plută), produsele de lemn și băuturile.

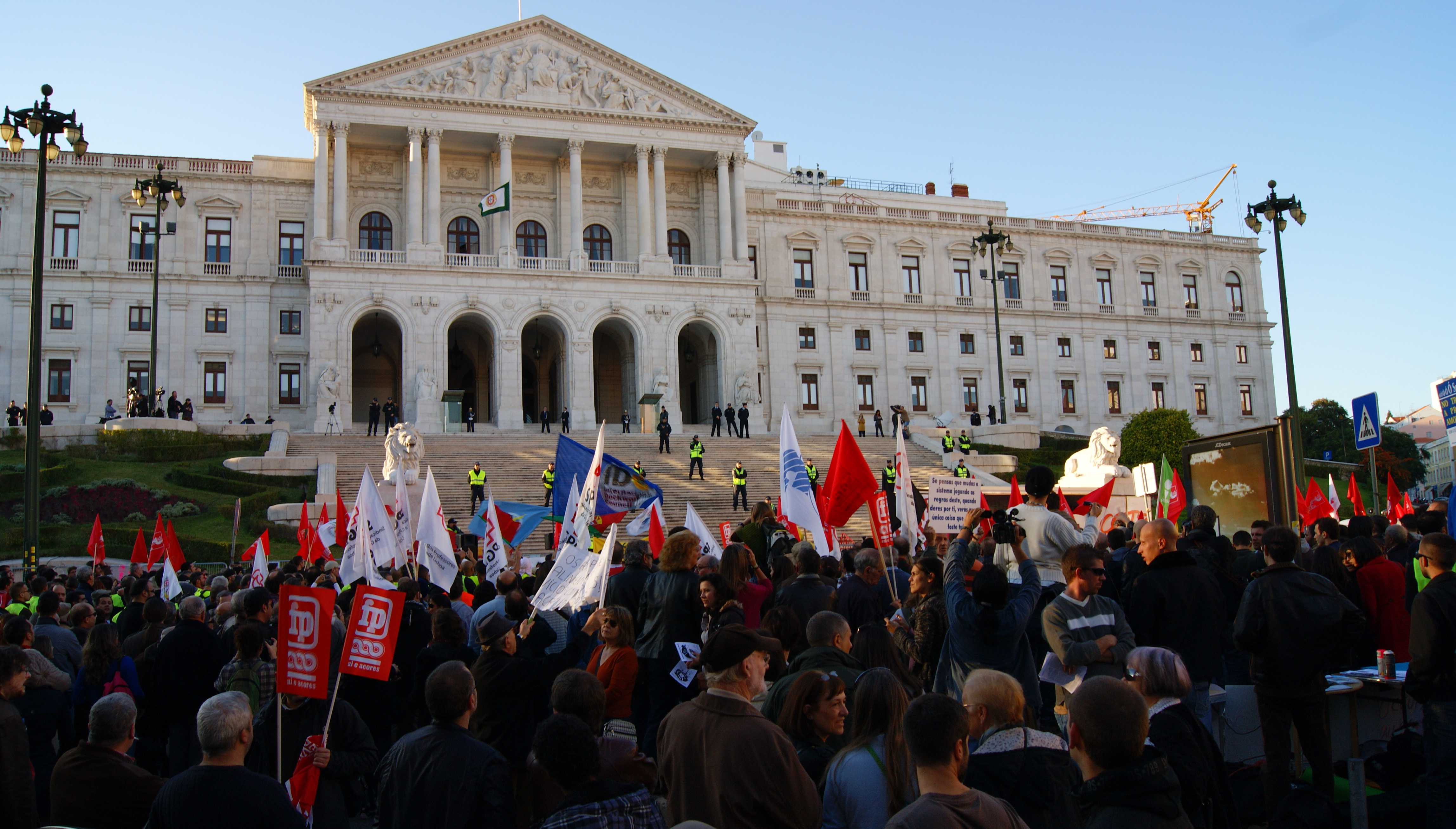
Protestele din noiembrie 2011 împotriva măsurilor de austeritate, în fața

În al doilea deceniu al secolului al XXI-lea, economia portugheză a suferit cea mai severă recesiune de după 1974, care a făcut ca țara să trebuiască să fie salvată de la încetarea de plăți de Comisia Europeană, Banca Centrală Europeană și Fondul Monetar Internațional. Pachetul convenit în 2011 impunea ca Portugalia să pună în aplicare o serie de măsuri de austeritate în schimbul unei finanțări de 78 de miliarde de euro. În mai 2014, țara a ieșit din acord, dar și-a reafirmat angajamentul de a păstra ritmul reformelor. În acel moment, economia se contractase cu 0,7% în primul trimestru al lui 2014, în timp ce șomajul, încă ridicat, își începuse scăderea, ajungând la 15,3%.
Salariul mediu în Portugalia este 910 € pe lună (net), excluzând aici liber-profesioniștii, în timp ce salariul minim, reglementat prin lege, este 530 de euro pe lună (plătit de 14 ori pe an).
Raportul Global al Competitivității⁠(d) pe 2014–2015, publicat de Forumul Economic Mondial, punea Portugalia pe locul al 36-lea pe indicele economic, o creștere abruptă de pe poziția a 51-a unde se afla în 2013–2014.
Indicele Calității Vieții calculat de Economist Intelligence Unit⁠(d) punea Portugalia pe locul 19 în lume pe anul 2005, în fața altor țări avansate economic și tehnologic, ca Franța, Germania, Regatul Unit și Coreea de Sud, dar cu 9 locuri în urma singurului său vecin, Spania; aceasta în ciuda faptului că Portugalia rămâne una din țările cu cel mai mic PIB pe cap de locuitor din Europa de Vest.

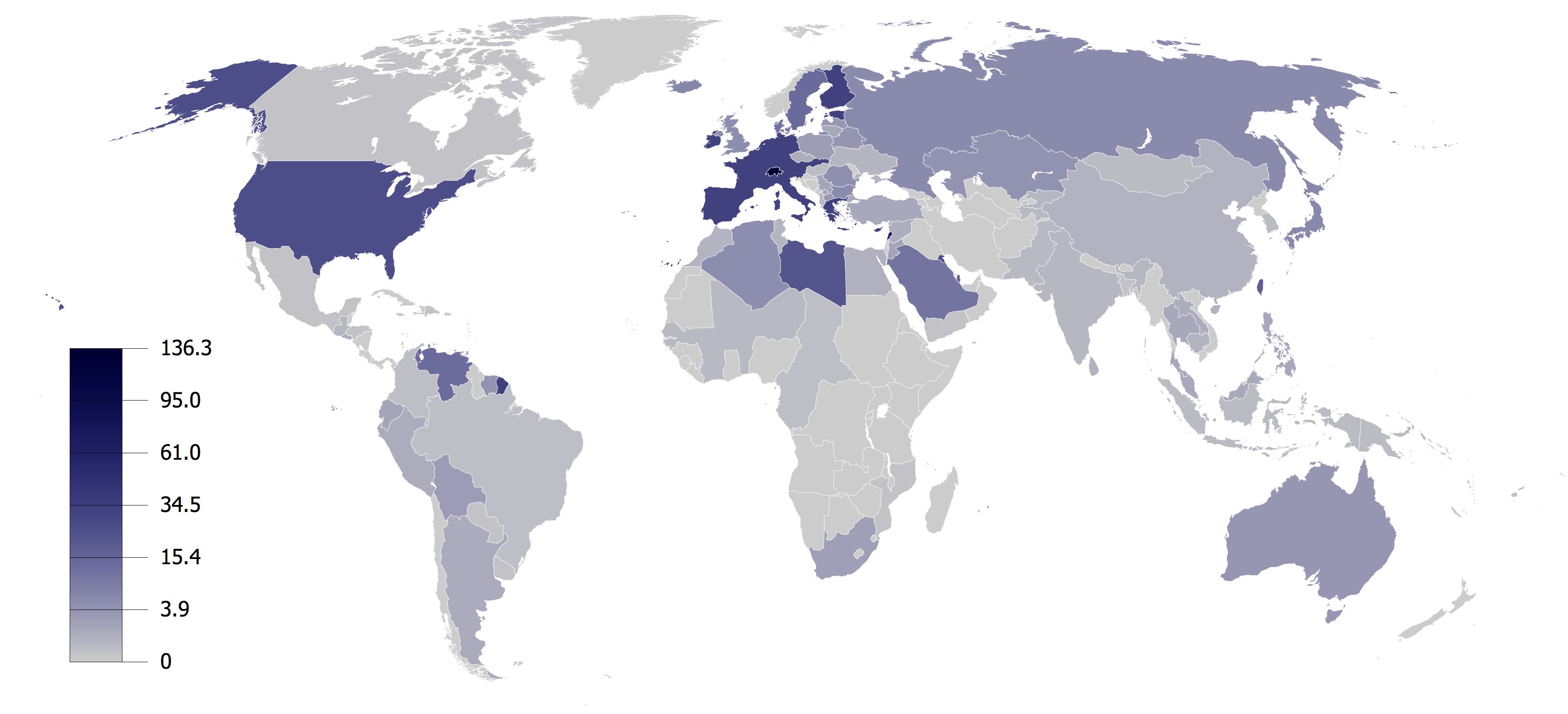
Portugalia are a 13-a cea mai mare din lume.

Printre cele mai mari companii de stat se numără Águas de Portugal⁠(d) (apă), Caixa Geral de Depósitos⁠(d) (bancă), Comboios de Portugal (căi ferate), Companhia das Lezírias⁠(d) (agricultură) și RTP⁠(d) (media). Unele foste entități de stat sunt administrate de holdingul⁠(d) de stat Parpública⁠(d), care este acționar al mai multor companii publice și private. Printre alte companii de stat privatizate recent se numără CTT⁠(d) (poșta), TAP Portugal (companie aeriană) și ANA⁠(d) (aeroporturile).
Companiile listate pe bursa de acțiuni Euronext Lisabona⁠(d), cum ar fi EDP⁠(d), Galp⁠(d), Jerónimo Martins⁠(d), Mota-Engil⁠(d), Novabase⁠(d), Semapa⁠(d), The Navigator Company⁠(d), Altice Portugal⁠(d) și Sonae⁠(d), sunt printre cele mai mari corporații din Portugalia în materie de număr de angajați, venit net și cotă de piață internațională. Euronext Lisabona este principala bursă de acțiuni din Portugalia și face parte din NYSE Euronext, prima bursă globală de acțiuni. PSI-20⁠(d) este cel mai selectiv și celebru indice bursier portughez.
Fondul Monetar Internațional a emis un raport actualizat despre economia Portugaliei la jumătatea lui 2017, cu perspective bune pe termen scurt și cu o creștere a investițiilor și exporturilor față de anii anteriori. Din cauza unui excedent bugetar înregistrat în 2016, țara nu mai era supusă procedurii de deficit excesiv, care fusese implementată în timpul crizei financiare anterioare. Sistemul bancar era mai stabil, deși încă mai existau credite neperformante și datorii ale companiilor. FMI recomanda rezolvarea acestor probleme pentru ca Portugalia să poată atrage mai multe investiții private.

### Sectorul primar
Agricultura în Portugalia⁠(d) se bazează pe unități mici și mijlocii, împrăștiate și aflate în proprietatea unor familii. Sectorul include și o parte de agrobusinessuri⁠(d) mai mari, orientate pe export, care practică agricultura intensivă, între care companii ca Vitacress⁠(d) de la Grupo RAR⁠(d), Sovena Group⁠(d), Lactogal⁠(d), Vale da Rosa⁠(d), Companhia das Lezírias⁠(d) și Valouro⁠(d). Țara produce o gamă largă de produse agricole și animaliere, între care tomate, citrice, legume verzi⁠(d), orez, porumb, grâu, orz, măsline, oleaginoase, fructe cu coajă de lemn, cireșe⁠(d), afine⁠(d), struguri de masă⁠(d), ciuperci comestibile, lactate, carne de pasăre și de vită⁠(d).
Exploatarea forestieră⁠(d) a jucat și ea un important rol economic în comunitățile rurale și în industrie (anume industria hârtiei⁠(d) unde activează The Navigator Company⁠(d), a prelucrării lemnului⁠(d) unde operează Sonae Indústria⁠(d), și a mobilei care includes mai multe fabrici aflate mai ales în zona Paços de Ferreira, centrul operațiunilor industriale majore din Portugalia deținute de IKEA). În 2001, producția agricolă reprezenta 4 procente din PIB național.

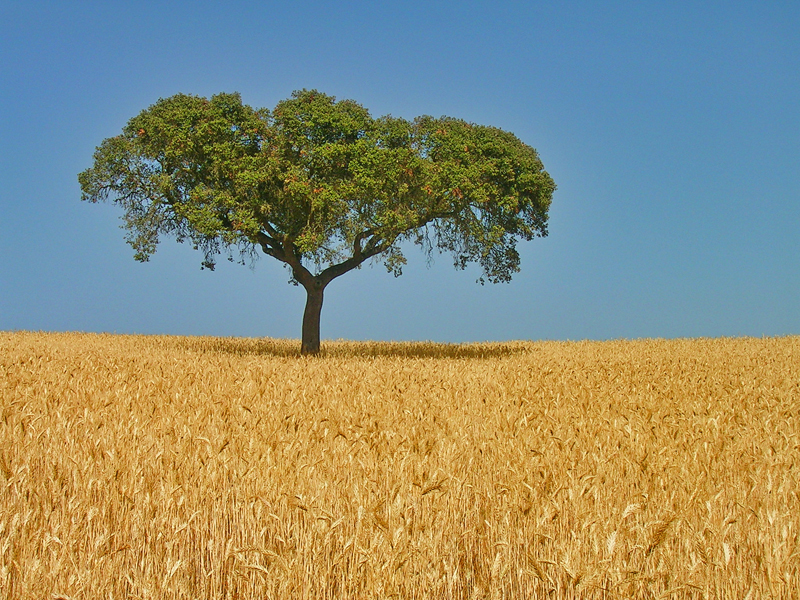
Regiunea Alentejo este cunoscută ca „grânarul Portugaliei”, aici cultivându-se cel mai mult grâu și cel mai mult stejar de plută.

Putere maritimă tradițională, Portugalia are o puternică tradiție în sectorul pescuitului⁠(d) și este una din țările cu cele mai mari niveluri ale consumului de pește pe cap de locuitor. Principalele porturi pescărești din Portugalia (inclusiv Azore și Madeira), după masa totală descărcată pe an, sunt porturile Matosinhos, Peniche, Olhão, Sesimbra⁠(d), Figueira da Foz, Sines, Portimão și Madeira. Produsele portugheze din pește sunt exportate prin mai multe companii, sub mai multe mărci diferite, cum ar fi Ramirez⁠(d), cel mai vechi producător de conserve de pește încă activ.
Portugalia este un important producător european de minereu și se numără printre principalii producători europeni de cupru. Aici se produc cantități notabile de staniu, wolfram și uraniu. Țării însă îi lipsește potențialul de a efectua prospectări de hidrocarburi și aluminiu, limitare care a frânat dezvoltarea sectoarelor minier⁠(d) și metalurgic în Portugalia. Deși are rezerve bogate de fier și cărbune—în special în nord—după revoluția din 1974 și globalizarea economică⁠(d) ce a urmat, competitivitatea scăzută a dus la scăderea activității de extracție a acestor minereuri. Printre cele mai cunoscute mine portugheze care încă mai funcționează se numără Panasqueira⁠(d) și Neves-Corvo⁠(d).

### Sectorul secundar

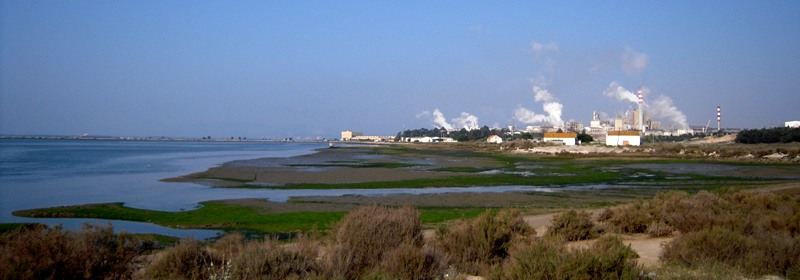
Fabrică de celuloză și hârtie a companiei la Setúbal

Industria este diversificată, cu ramuri de la cea automobilistică (Volkswagen Autoeuropa⁠(d) și Groupe PSA), aerospațială (Embraer și OGMA - Indústria Aeronáutica de Portugal⁠(d)), electronică⁠(d) și textilă⁠(d), la cea alimentară, chimică, a cimentului și a celulozei⁠(d). Fabrica de asamblare Volkswagen Autoeuropa⁠(d) a Grupului Volkswagen din Palmela⁠(d) este printre cele mai mari proiecte de investiții străine directe⁠(d) din Portugalia. Industrii netradiționale bazate pe tehnologii, cum sunt cele aerospațială⁠(d), biotehnologia și tehnologia informației, s-au dezvoltat în mai multe zone din țară. Alverca do Ribatejo, Covilhã, Évora, și Ponte de Sor sunt principalele centre ale industriei aerospațiale din Portugalia, în frunte cu compania braziliană Embraer și cea portugheză OGMA. De la începutul secolului al XXI-lea, s-au înființat numeroase companii de biotehnologie și tehnologia informației, fiind concentrate în zonele metropolitane Lisabona, Porto⁠(d), Braga, Coimbra și Aveiro.

### Sectorul terțiar
Sectoarele bancar și al asigurărilor au înregistrat performanțe bune până la criza financiară de la sfârșitul deceniului anilor 2000⁠(d), aceasta a reflectând parțial o extinderea rapidă în adâncime a pieței din Portugalia. Deși sensibile la diferite tipuri de riscuri de piață, s-a estimat că în ansamblu atât sectorul asigurărilor de viață cât și cel al altor asigurări pot rezista la mai multe șocuri dure, deși impact asupra asiguratorilor individuali variază mult.
Călătoriile și turismul⁠(d) continuă să fie extrem de importante pentru Portugalia. A fost nevoie ca țara să se concentreze pe atracții de nișă, cum ar fi turismul sanitar, natural și rural, pentru a rămâne înaintea concurenților.
Portugalia se numără printre cele mai vizitate 20 de țări din lume, primind în medie 13 milloane de turiști străini anual. În 2014, Portugalia a fost aleasă cea mai bună țară europeană de către USA Today.
Atracțiile turistice ale Portugaliei sunt Lisabona, Algarvele, Madeira, Porto și orașul Coimbra. Numărul de turiști atras de Lisabona pune orașul pe locul al 16-lea în Europa (cu șapte milioane de turiști în hotelurile din oraș în 2006).
De asemenea, între 4–5 milioane de pelerini religioși vizitează Fátima anual, unde legendele creștine spun că Fecioara Maria s-a arătat în fața a trei copii de ciobani în 1917. Sanctuarul din Fátima⁠(d) este unul dintre cele mai mari altare romano-catolice din lume. Guvernul portughez continuă să promoveze și să dezvolte noi destinații turistice, cum ar fi Valea Douro, insula Porto Santo⁠(d), și Alentejo.
Legenda cocoșului din Barcelos vorbește despre intervenția miraculoasă a unui cocoș mort prin s-a demonstrat nevinovăția unui om acuzat și condamant pe nedrept la moarte. Povestea este asociată cu statuia calvarului⁠(d) din secolul al XVII-lea și care face parte din colecția Muzeului Arheologic din Paço dos Condes, un palat gotic din Barcelos, în nord-vestul țării. Reprezentări ale cocoșului din Barcelos⁠(d) sunt vândute turiștilor ca suveniruri.
Tradiția portugheză Bisalhães a olăritului vaselor negre este inclus de UNESCO în lista patrimoniului mondial intangibil.

### Sectorul cuaternar
Cercetarea științifică și tehnologică în Portugalia se efectuează în principal în cadrul unei rețele de unități cercetare-dezvoltare⁠(d) ce aparțin universităților publice⁠(d) și a institutelor autonome de stat în cercetare, ca INETI – Instituto Nacional de Engenharia, Tecnologia e Inovação⁠(d) și INRB – Instituto Nacional dos Recursos Biológicos⁠(d). Finanțarea și managementul sistemului de cercetare se efectuează în principal sub autoritatea Ministerului Științei, Tehnologiei și Învățământului Superior⁠(d) (MCTES), inclusiv prin Foundation for Science and Technology⁠(d) (FCT) subordonată acestuia din urmă.
Cele mai mari unități de R&D ale universităților publice după volumul granturilor de cercetare și a publicațiilor cu recenzie științifică se numără instituțiile de cercetare în bioștiințe cum ar fi Instituto de Medicina Molecular⁠(d), Centrul de Neuroștiințe și Biologie Celulară⁠(d), Institutul de Patologie Moleculară și Imunologie al Universității din Porto⁠(d), Institute for Molecular and Cell Biology⁠(d) și Institutul de Științe Biomedicale Abel Salazar⁠(d).
Printre cele mai mari institute de cercetări private din Portugalia se numără Instituto Gulbenkian de Ciência⁠(d) și Fundația Champalimaud⁠(d), un centru de cercetare în neuroștiințe și oncologie care decernează anual unul dintre cele mai mari premii științifice din lume. Multe companii industriale și de înaltă tehnologie, naționale și multinaționale, efectuează activități de cercetare și dezvoltare. Una dintre cele mai vechi societăți științifice din Portugalia este Academia de Științe din Lisabona⁠(d), fondată în 1779.
Printre eforturile bilaterale iberice de cercetare finanțate de stat se numără Laboratorul Internațional Iberic de Nanotecnologie⁠(d) și platforma de calcul distribuit Ibercivis⁠(d), proiecte de cercetări comune cu Spania. Portugalia este membră a mai multor organizații științifice paneuropene. Printre acestea, se numără Agenția Spațială Europeană (ESA), Laboratorul European de Fizica Particulelor (CERN), ITER, și European Southern Observatory (ESO).
Portugalia are cel mai mare acvariu din Europa, Oceanariul din Lisabona⁠(d), și portughezii au mai multe alte organizații notabile care se ocupă de expoziții științifice și popularizarea științei, cum ar fi agenția de stat Ciência Viva, un program al Ministerului Portughez al Științei și Tehnologiei pentru promovarea culturii științifice și tehnologice în rândul populației portugheze, Muzeul Științific al Universității din Coimbra⁠(d), Muzeul Național de Istorie Naturală⁠(d) de la Universitatea din Lisabona, și Visionarium⁠(d). După apariția și creșterea mai multor parcuri științifice pe mapamond, prin care s-a contribuit la crearea de numeroase afaceri științifice, tehnologice și bazate pe cunoaștere, Portugalia a început să dezvolte mai multe parcuri științifice în toată țara. Printre acestea, se numără Taguspark⁠(d) (în Oeiras), Coimbra iParque⁠(d) (în Coimbra), biocantul⁠(d) (în Cantanhede), Madeira Tecnopolo⁠(d) (în Funchal), Sines Tecnopolo⁠(d) (în Sines), Tecmaia (în Maia) și Parkurbis⁠(d) (în Covilhã). Companiile își mută sediul în parcurile științifice din Portugalia pentru a profita de o serie de servicii de la consiliere financiară și legală până la suport tehnologic și de marketing.
António Egas Moniz, un fizician portughez care a dezvoltat angiografia cerebrală⁠(d) și leucotomia, primit în 1949 Premiul Nobel pentru Fiziologie sau Medicină – este primul portughez laureat al unui Premiu Nobel și singurul într-un domeniu științific.
European Innovation Scoreboard⁠(d) 2011 plasa inovațiile de origine portugheză pe locul al 15-lea, cu creșteri imresionante ale investițiilor și producției inovative.

### Transporturi
La sfârșitul anilor 1970, creșterea economică rapidă⁠(d) a Portugaliei condusese la o creștere a consumului și la achiziția de noi automobile, ceea ce a stabilit transporturile ca destinație prioritară a investițiilor de stat. În anii 1990, din nou, după ce a aderat la Comunitatea Economică Europeană, țara a construit multe noi autostrăzi. Astăzi, țara are o rețea de drumuri de 68.732 km, dintre care aproape 3.000 km fac parte dintr-un sistem de 44 de autostrăzi. Deschisă în 1944, prima autostradă (de la Lisabona la Stadionul Național) a fost un proiect inovator prin care Portugalia a fost una din primele țări din lume care au deschis o autostradă (acest drum a devenit ulterior autostrada Lisabona-Cascais, sau A5).
Deși s-au construit și alte câteva tronsoane prin 1960 și 1970, abia după începutul deceniului anilor 1980 s-a implementat un program extins de construcție de autostrăi. În 1972, Brisa⁠(d), concesionarul drumurilor, s-a înființat pentru a gestiona multe din autostrăzi. Pe multe drumuri se plătesc taxe de utilizare, vezi Via Verde⁠(d). Podul Vasco da Gama este cel mai lung pod din Europa.
Teritoriul de 89.015 km² al Portugaliei Continentale⁠(d) este deservit de patru aeroporturi internaționale aflate lângă principalele orașe, Lisabona, Porto, Faro și Beja. Poziția geografică face din Lisabona un punct de oprire al multor linii aeriene străine. Compania-fanion⁠(d) națională este TAP Portugal, deși și alte linii aeriene interne furnizează servicii de transport aerian. Guvernul a hotărât construirea unui nou aeroport lângă Lisabona, la Alcochete⁠(d), în locul Aeroportului Lisabona Portela, dar acest plan a fost amânat din cauza măsurilor de austeritate. Actualmente, cele mai importante aerporturi sunt la Lisabona, Porto, Faro, Funchal (Madeira), și Ponta Delgada (Azore), gestionate de autoritatea națională aeroportuară ANA – Aeroportos de Portugal⁠(d). Un alt aeroport important este Aeroporto Internacional das Lajes de pe insula Terceira din Azore. Acesta servește drept unul din cele două aeroporturi care deservesc conexiuni cu țări din afara Uniunii Europene pentru nouă insule din Azore. El servește și drept bază militară aeriană a Forțelor Aeriene ale Statelor Unite. Baza continuă să rămână în uz și astăzi.
Sistemul feroviar național se extinde în toată țara și este conectat cu Spania, fiind susținut și administrat de Comboios de Portugal. Transportul feroviar de pasageri și mărfuri se face pe cei 2.791 km de cale ferată, dintre care 1.430 km sunt electrificați și circa 900 km permit viteze de peste 120 km/h. Rețeaua de cale ferată este una cu ecartament foarte larg (iberic) și este gestionată de REFER⁠(d) în timp ce transportul de călători și marfă sunt responsabilitatea Comboios de Portugal (CP), ambele companii publice. În 2006, CP a transportat 133 milioane de pasageri și 9.750.000 t de mărfuri.
Principalele porturi maritime sunt la Sines, Lisabona, Leixões Port⁠(d), Setúbal, Aveiro, Figueira da Foz, și Faro.
Cele două arii metropolitane mari au rețele de transport rapid: Metroul din Lisabona și Metro Sul do Tejo în Zona Metropolitană Lisabona și Metroul din Porto în Zona Metropolitană Porto⁠(d), fiecare cu peste 35 km de linii. În Portugalia, tramvaiul din Lisabona⁠(d) a fost aprovizionat cu material rulant de Companhia de Carris de Ferro de Lisboa (Carris), timp de peste un secol. În Porto, rețeaua de tramvai⁠(d), din care se mai păstrează doar o linie turistică pe malurile râului Douro, a început a fi construită la 12 septembrie 1895 (prima în Peninsula Iberică). Toate marile orașe au propria rețea de transport public, precum și servicii de taxi.

### Energia
Portugalia are resurse considerabile de energie hidroelectrică și eoliană, cele mai eficiente surse de energie regenerabilă. De la începutul secolului al XXI-lea, a apărut o tendință către dezvoltarea unei industrii de energie regenerabilă și de reducere a consumului și utilizării de combustibili fosili. În 2006, cea mai mare centrală solară de la acea dată, Stația de Energie Fotovoltaică Moura⁠(d), a intrat în funcțiune lângă Moura, în sud, în timp ce prima fermă energetică ce exploatează energia valurilor, Ferma de Valuri Aguçadoura⁠(d), s-a deschis în regiunea Norte (2008). La sfârșitul lui 2006, 66% din energia electrică din țară provenea din surse fosile (cărbuni și hidrocarburi), în timp ce 29% provenea din hidroenergie și 6% din energie eoliană.
În 2008, resursele de energie regenerabilă produceau 43% din consumul național de electricitate, deși producția hidroelectrică scăzuse din cauza secetei. În iunie 2010, exporturile de electricitate depășiseră importurile. În perioada ianuarie-mai 2010, 70% din producția națională de energie provenea din surse regenerabile.
Compania națională portugheză de transport energetic, Redes Energéticas Nacionais⁠(d) (REN), utilizează modele sofisticate de predicție a vremii, mai ales a vânturilor, precum și programe pe calculator pentru a calcula energia produsă de diferite centrale de energie regenerabilă. Înainte de revoluția solar-eoliană, Portugalia genera energie electrică în hidrocentrale de mai multe decenii. Noile programe combină vântul cu apa: turbine eoliene pompează apa în rezervoare pe timp de noapte, cea mai vântoasă perioadă; apoi apa este lăsată să curgă la vale prin turbine pe timp de zi, generând electricitate, atunci când cererea de consum este mai mare. Sistemul de distribuție al Portugaliei a devenit și el bidirecțional. În loc doar de a livra energie, el extrage energie și de la cele mai mici generatoare, cum ar fi panourile solare de pe acoperișurile caselor. Guvernul a încurajat agresiv aceste contribuții stabilind un preț special pentru cei care doresc să cumpere generatoare solare de acoperiș.

## Demografie
Institutul Național Portughez de Statistică (în portugheză INE – National Institute of Statistics⁠(d)) estima, pe baza recensământului din 2011, populația la 10.562.178 de locuitori (dintre care 52% femei, 48% bărbați). În 2017 și după cifrele actualizate, se estimează o scădere a populației la 10.294.289 locuitori. Această populație a fost relativ omogenă de-a lungul majorității istoriei sale: o religie unică (romano-catolicismul) și o limbă unică au contribuit la această uniformitate etnică și națională, mai ales după expulzarea maurilor și evreilor. Mai multe dintre aceste minorități au rămas însă în Portugalia, cu condiția convertirii la catolicism, cei care au acceptat aceste condiții fiind denumiți după aceea Mouriscos⁠(d) și Cristãos Novos (creștini noi, sau foști evrei). Un număr mic al foștilor evrei au continuat să practice iudaismul rabinic în secret de-a lungul multor generații, ca în cazul evreilor din Belmonte⁠(d), un mic oraș din interiorul țării, unde astăzi localnicii sunt liberi să practice iudaismul. După 1772, distincția între vechii și noii creștini a fost abolită prin decret. Printre noii creștini portughezi mai cunoscuți s-au numărat matematicianul Pedro Nunes⁠(d) și medicul și naturalistul Garcia de Orta⁠(d).
Portughezii autohtoni sunt un grup etnic iberic, a căror descendență este foarte similară cu alte popoare mediteraneene⁠(d) din Europa de Vest și de Sud, în particular cu spaniolii, și unii francezi și italieni din unele zone cu care împart aceeași descendență, istorie și o proximitate culturală.
Cea mai importantă influență demografică asupra portughezilor moderni pare a fi și cea mai veche; interpretările actuale ale datelor din cromozomii Y și ADN mitocondrial sugerează că portughezii își au originile în popoarele paleolitice care au început să sosească pe continentul european acum circa 45.000 de ani. Toate migrațiile ulterioare au lăsat și ele un impact, genetic și cultural, dar principala sursă demografică a portughezilor rămâne paleoliticul. Studiile genetice arată că populațiile portugheze nu sunt semnificativ diferite de alte populații europene.
Rata totală a fertilității în 2015 era estimată la 1,52 copii născuți/femeie, sub rata de înlocuire de 2,1. În 2016, 52,8% din nașteri au fost înregistrate la femei necăsătorite. Ca și majoritatea țărilor occidentale, Portugalia se confruntă cu problema fertilității reduse: țara are rată a fertilității sub pragul de înlocuire⁠(d) începând din anii 1980.
Structura societății portugheze este caracterizată printr-o inegalitate în creștere, care în 2015 punea țara în treimea inferioară a clasamentului Indicelui Dreptății Sociale pentru Uniunea Europeană.

### Imigrația

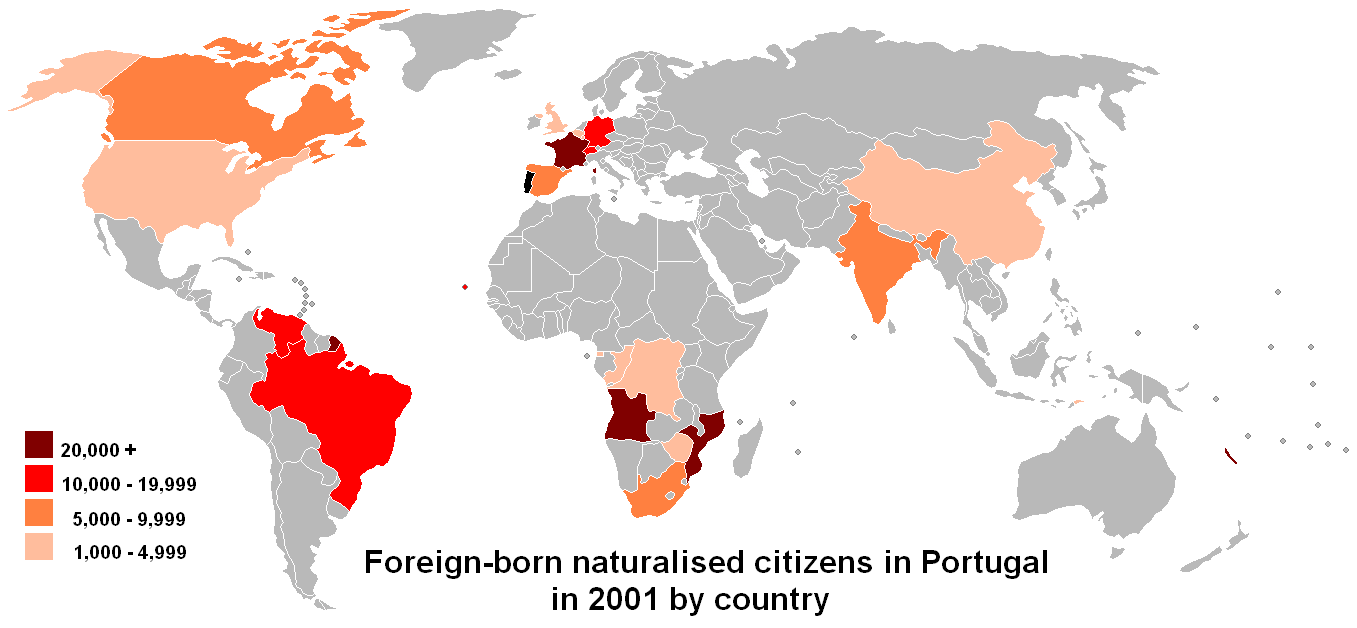
Top origins for foreign-born naturalized citizens of Portugal

În 2007, Portugalia avea 10.617.575 de locuitori dintre care 332.137 erau imigranți⁠(d) legali. În 2015, Portugalia avea 10.341.330 de locuitori, dintre care 383.759 erau imigranți legali, care alcătuiau 3,7% din populație.
La recensământul din 2021, populația rezidentă a țării era de 10.343.066 locuitori, în scădere cu 2,1% față de 2011. Din aceștia, 542.314 erau cetățeni străini (+37% față de 2011), mai ales brazilieni (199,8 mii), angolezi (31,6 mii), capverdieni (27,1 mii), britanici (24,6 mii), ucraineni (21,2 mii), francezi (19,1 mii), chinezi (16,6 mii), bissagoani (15,3 mii), indieni (14,1 mii), români (13,8 mii), italieni (13,8 mii), nepalezi (13,2 mii), spanioli (12,8 mii), germani (11,2 mii) și sao tomezi (10 mii).
Pe continente, 39,8% din străini erau cetățeni ai unor țări din America de Sud, 18% din Africa, 17,6% din U.E., 11,2% din restul Europei, 12,1% din Asia, 1,2% din America de Nord și 0,1% din Oceania.
Istoria colonială a Portugaliei a fost de mult timp o piatră de hotar a identității naționale, ca și poziția geografică în colțul sud-vestic al Europei, pe malul Oceanului Atlantic. A fost una dintre ultimele puteri coloniale vest-europene care a renunțat la teritoriile sale de peste mări (Angola și Mozambic în 1975), predând apoi și administrarea orașului Macau către Republica Populară Chineză la sfârșitul lui 1999. Ca urmare, a influențat și a fost influențată de culturi din fostele colonii, manifestate și prin imigrație din aceste foste teritorii din motive atât economice cât și personale. De mult timp sursă de emigrație (marea majoritate a brazilienilior⁠(d) sunt de origine portugheză), Portugalia a devenit între timp o destinație de imigrație, și nu doar din ultimele teritorii de peste mări din India⁠(d) (până în 1961), Africa⁠(d) (până în 1975), și Orientul Îndepărtat (până în 1999). Circa 800.000 de portughezi s-au întors în Portugalia după ce posesiunile africane ale țării au dobândit independență în 1975.
După anii 1990, împreună cu o explozie a domeniului construcțiilor, câteva valuri de ucraineni, brazilieni, africani lusofoni⁠(d) și nelusofoni s-au stabilit în această țară. Au venit și români din Republica Moldova, kosovari⁠(d) și chinezi⁠(d). Populația de romi a Portugaliei este estimată la circa 40.000.
Mai mulți alți cetățeni europeni, predominant din Regatul Unit, dar și din țări europene nordice, au devenit rezidenți permanenți ai țării (comunitatea britanică fiind formată predominant din pensionari care trăiesc în Algarve și Madeira).

### Religie
| Religiile în Portugalia (recensământ 2011) | Religiile în Portugalia (recensământ 2011) | Religiile în Portugalia (recensământ 2011) | Religiile în Portugalia (recensământ 2011) | Religiile în Portugalia (recensământ 2011) |
| ------------------------------------------ | ------------------------------------------ | ------------------------------------------ | ------------------------------------------ | ------------------------------------------ |
|                                            |                                            |                                            |                                            |                                            |
| Romano-catoliciism                         | Romano-catoliciism                         |                                            | 81.0%                                      | 81.0%                                      |
| Alți creștini                              | Alți creștini                              |                                            | 3.3%                                       | 3.3%                                       |
| Alții                                      | Alții                                      |                                            | 0.6%                                       | 0.6%                                       |
| Fără religie                               | Fără religie                               |                                            | 6.8%                                       | 6.8%                                       |
| Nedeclarată                                | Nedeclarată                                |                                            | 8.3%                                       | 8.3%                                       |

Conform recensământului din 2011, 81.0% din populația portugheză este romano-catolică. Țara are și mici comunități protestante, mormone, musulmane⁠(d), hinduse⁠(d), Sikh⁠(d), ortodoxe, de martori ai lui Iehova, Credința Bahá'í, budiste, iudaice și spiritiste. Influențele din partea religiilor tradiționale africane și chinezești se simt și ele printre mulți oameni, mai ales în domeniile legate de medicina tradițională chinezească sau practica vracilor africani. Circa 6,8% din populație s-a declarat fără religie, și 8,3% nu au dat răspuns despre religia lor.
În 2012, un studiu efectuat de Universitatea Catolică a arătat că 79,5% din portughezi se consideră catolici, și 18% participă regulat la  liturghie⁠(d). Aceste cifre reprezintă o scădere de la procentul de 86,9% catolici în 2001, în aceeași perioadă numărul celor care nu au religie a crescut de la 8,2% la 14,2%.
Multe sărbători, festivaluri și tradiții portugheze au origine sau conotație creștină. Deși relațiile între statul portughez și Biserica Romano-Catolică au fost în general stabile și amiabile din primii ani de statalitate a națiunii portugheze, puterea lor relativă a fluctuat. În secolele al XIII-lea și al XIV-lea⁠(d), biserica s-a bucurat atât de bogății și putere datorită rolului jucat de ea în Reconquista, identificării ei apropiate cu naționalismul portughez timpuriu și cu fondarea sistemului de educație portughez, inclusiv a primei universități.
Creșterea imperiului colonial portughez a făcut din misionari agenți importanți ai colonizării, cu roluri importante în educarea și evanghelizarea⁠(d) popoarelor din toate continentele locuite. Creșterea mișcărilor liberale⁠(d) și republicane incipiente în aceste perioade, culminând cu formarea Primei Republici Portugheze (1910–26), a schimbat rolul și importanța religiei organizate.
Portugalia este un stat secular: biserica și statul au fost formal separate din timpul Primei Republici Portugheze, separație reiterată ulterior în Constituția Portugheză din 1976. În afara Constituției, cele mai importante două documente legate de libertatea religiei în Portugalia sunt Concordatul din 1940 (cu modificări în 1971) între Portugalia și Sfântul Scaun și Legea Libertății de Religie din 2001.

### Limba

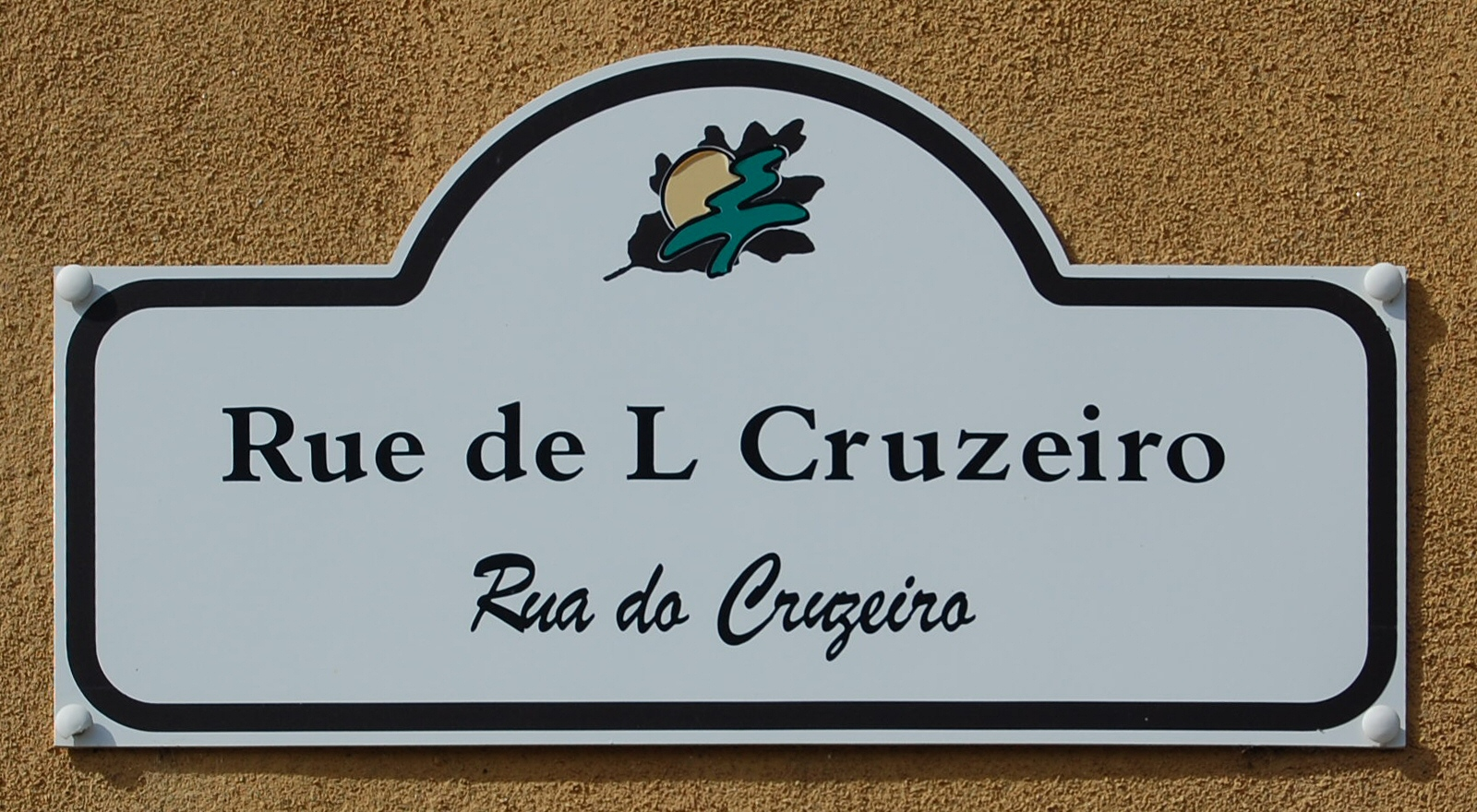
Semn bilingv în portugheză și mirandeză în Miranda do Douro,

Portugheza este a 6-a cea mai vorbită limbă din lume, cu circa 260 de milioane de vorbitori.

Portugheza este limba oficială a Portugaliei. Ea este o limbă romanică apărută în ceea ce astăzi reprezintă Galicia și Portugalia de Nord, individualizată din galiciano-portugheză⁠(d), limba comună a galicienilor și portughezilor înainte de formarea Portugaliei. În special în nordul țării, mai există încă similitudini între culturile galiciană și portugheză. Regiunea Galicia este membru-observator cu rol consultativ în Comunitatea Țărilor Lusofone. Conform Etnologului Limbilor, portugheza și spaniola au o similaritate lexicală de 89% – vorbitorii oricăreia din cele două limbi pot comunica cu cei ai celeilalte.
Portugheza provine din latina vorbită de popoarele preromane ale Peninsulei Iberice⁠(d) — în special celți, tartesieni, lusitani⁠(d) și iberi⁠(d) — romanizate acum circa 2000 de ani. În secolele al XV-lea și al XVI-lea, limba s-a răspândit în toată lumea prin intermediul imperiului colonial și comercial fondat de Portugalia între 1415 și 1999. Portugheza este vorbită ca limbă națională pe cinci continente diferite, Brazilia fiind țara cu cei mai mulți vorbitori de portugheză (209,5 milioane de vorbitori în 2016).
În 2013, portugheza era limbă oficială în Brazilia, Angola, Mozambic, Capul Verde, São Tomé și Príncipe, Guinea-Bissau, Guinea Ecuatorială și Timorul de Est. Aceste țări, plus Regiunea Administrativă Specială Macau a Republicii Populare Chineze, unde portugheza este cooficială împreună cu cantoneza, formează Lusosfera⁠(d), termen extras din numele vechii provincii romane „Lusitania”, care se suprapune peste teritoriul portughez actual de la sud de râul Douro.
Mirandeza este recunoscută ca limbă regională cooficială în câteva comune din nord-estul Portugaliei. Circa 6000 până la 7000 de vorbitori de mirandeză sunt atestați în Portugalia.
Conform International English Proficiency Index⁠(d), în Portugalia nivelul aptitudinilor localnicilor de vorbire a limbii engleze este mai mare decât în țări ca Italia, Franța sau Spania.

### Educație
Sistemul de educație este împărțit în nivelul preșcolar (copii sub 6 ani), educație elementară (nouă ani, în trei subniveluri, obligatoriu), educația secundară (liceul; 3 ani, obligatoriu din 2010), și educația superioară. Universitățile sunt organizate de regulă pe facultăți.
Rata alfabetizării adulților este de 99%. Rata înscrierilor la școlile primare este de 100%.
Conform Programului Internațional de Evaluare a Elevilor (PISA) 2015, elevul portughez mediu de 15 ani se clasează semnificativ peste media OCDE la citit, matematică și științe, pe un similar level cu elevii din Norvegia, Polonia, Danemarca și Belgia, cu 501 puncte (media fiind de 493). Rezultatele elevilor portughezi la testele PISA sunt într-o permanentă îmbunătățire, depășind mai multe state occidentale foarte dezvoltate, ca SUA, Austria, Franța și Suedia.
Circa 40% din cetățenii cu vârstă de facultate (20 de ani) merg la una din instituțiile de învățământ superior ale Portugaliei (față de 50% în Statele Unite și 35% în țările OCDE). Pe lângă faptul că este o destinație pentru studenți internaționali⁠(d), Portugalia este printre principalele țări de origine ale multor studenți internaționali. Toți studenții, interni și internaționali, erau in 2005 în număr de 380.937.
Universitățile portugheze există din 1290. Cea mai veche universitate din Portugalia a fost înființată la Lisabona și apoi s-a mutat la Coimbra. Istoric, în cadrul Imperiului Portughez, portughezii au fondat cea mai veche școală de inginerie din Americi (Instituto Militar de Engenharia⁠(d) din Rio de Janeiro) în 1792, precum și cel mai vechi colegiu medical din Asia (Escola Médico-Cirúrgica⁠(d) din Goa) în 1842. Actualmente, cea mai mare universitate din Portugalia este Universitatea din Lisabona⁠(d).
Procesul de la Bologna a fost adoptat din 2006 de către universitățile și politehnicile portugheze. Învățământul superior în instituțiile de stat este furnizat pe baze competitive, aplicându-se un sistem de numerus clausus printr-o bază de date națională de admiteri. Fiecare instituție de învățământ superior oferă însă și un număr de locuri libere în afara procesului normal de admitere pentru sportivi, persoane de peste 23 de ani, studenți internaționali⁠(d), studenți din alte țări lusofone⁠(d), absolvenți ai altor instituții, studenți din alte instituții (transfer academic), foști studenți (readmitere), și schimb de curriculum, conform unor standarde și reglementări specifice stabilite de fiecare instituție sau facultate.
Majoritatea costurilor studiilor sunt suportate din bani publici. Cu toate acestea, întrucât taxele de studii cresc și cum multe instituții de învățământ superior atrag noi tipuri de studenți (part-time sau la seral), cum ar fi angajați, oameni de afaceri, părinți și pensionari, multe facultăți fac profituri substanțiale de la fiecare student înscris, cu beneficii pentru veniturile universității și fără a pierde din calitatea educației (măsurată în raportul profesori/elevi, calculatoare/elevi, dimensiunea sălii/elevi etc.).
Portugalia a convenit acorduri de cooperare cu MIT și alte instituții americane pentru a promova dezoltarea și a crește eficiența cercetării și învățământului superior în țară.

### Sănătatea
Conform Raportului Dezvoltării Umane, pe 2015, speranța de viață medie în acel an era de 81,3 ani.
Portugalia se clasează pe locul 12 în clasamentul celor mai bune sisteme sanitare din lume, în fața unor țări foarte dezvoltate, ca Regatul Unit, Germania ori Suedia.
Sistemul sanitar portughez se caracterizează prin trei sisteme care coexistă: Serviciul Național de Sănătate (Serviço Nacional de Saúde, SNS), scheme speciale de asigurare socială de sănătate pentru anumite profesii (subsisteme de sănătate) și asigurări sanitare private. SNS furnizează acoperire universală. În plus, circa 25% din populație este acoperită de subsistemele sanitare, 10% de asigurări private și alte 7% de fonduri mutuale.
Ministerul Sănătății este responsabil cu dezvoltarea politicii sanitare precum și cu administrarea SNS. Cinci administrații regionale de sănătate se ocupă cu implementarea obiectivelor politicii naționale de sănătate, dezvoltarea de îndrumări și protocoale, și supervizarea furnizării îngrijirii medicale. Eforturile de descentralizare au avut ca scop mutarea responsabilității administrative și financiare la nivel regional. În practică, însă, autonomia administrațiilor sanitare regionale asupra bugetelor și cheltuielilor este limitată la îngrijirea primară.
SNS este predominant finanțat prin impozite. Contribuțiile angajatorilor (inclusiv statul) și angajaților reprezintă principalele surse de finanțare a subsistemelor sanitare. Plățile directe ale pacienților și asigurările sanitare facultative reprezintă o mare parte a finanțării
Ca și în alte țări Eur-A, majoritatea portughezilor mor de boli netransmisibile⁠(d). Mortalitatea de boli cardiovasculare (CVD) este mai ridicată decât în media zonei Euro, dar principalele sale două componente, bolile cardiace ischemice și bolile cerebrovasculare, prezintă tendințe inverse față de Eur-A, bolile cerebrovasculare⁠(d) fiind cea mai mare sursă unică de mortalitate în Portugalia (17%). Portughezii mor cu 12% mai rar de cancer decât în Eur-A, dar mortalitatea nu scade la fel de rapid ca în Eur-A. Cancerul este mai frecvent la copii și la femeile sub 44 de ani. Deși cancerul pulmonar (într-o creștere lentă în rândul femeilor) și cel mamar (în scădere rapidă) sunt mai rare, cancerul cervical și de prostată sunt mai frecvente. Portugalia are cea mai mare rată a mortalității de diabet în zona Eur-A, cu o creștere bruscă din anii 1980.

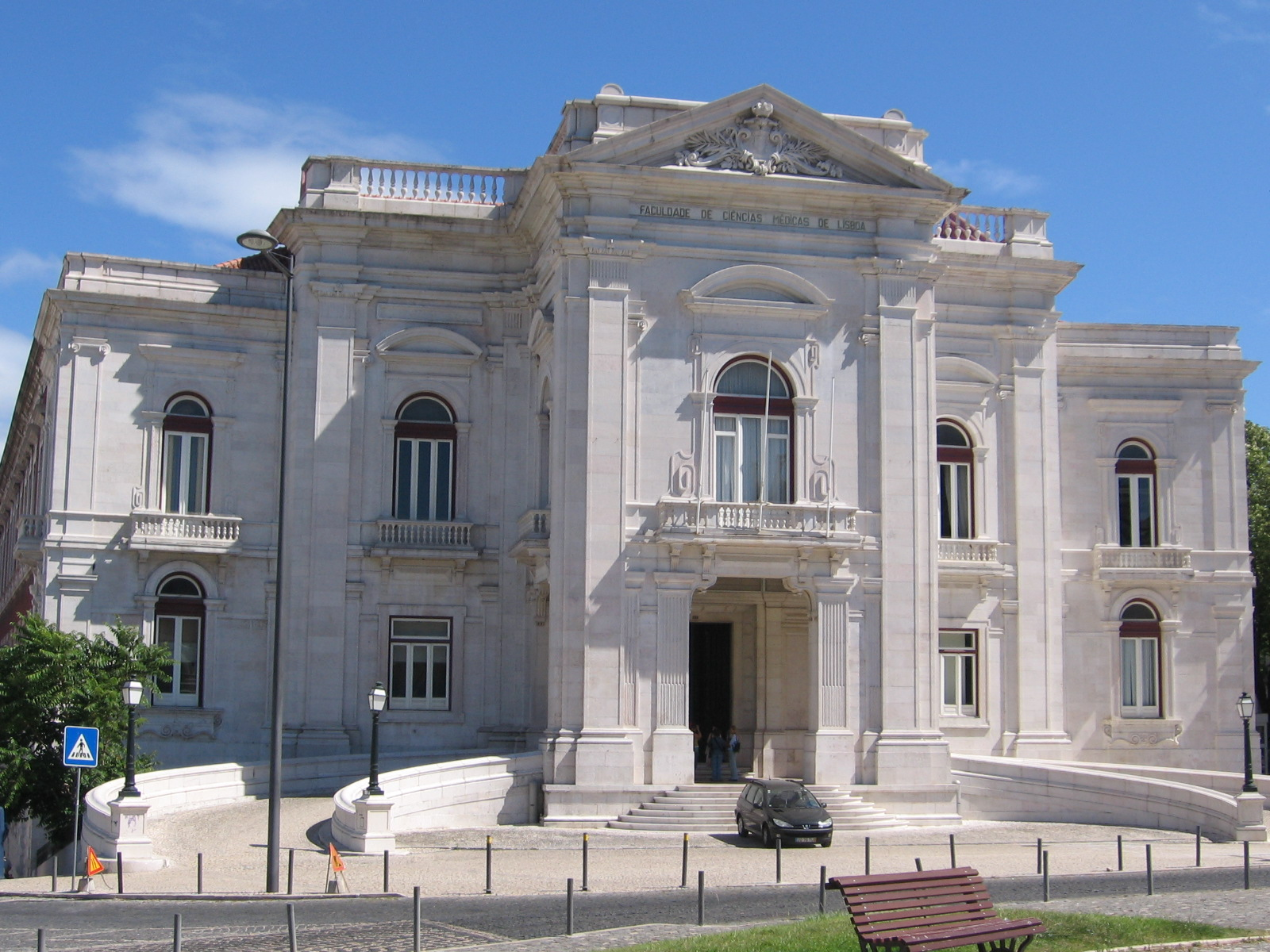
Departamentul de Medicină al

Rata mortalității infantile a scăzut puternic de la sfârșitul anilor 1970, când 24 din 1000 de nou-născuți mureau în primul an de viață. Astăzi, ea se cifrează la 2 decese la 1000 de nou-născuți. Această ameliorare se datorează în principal scăderii mortalității neonatale, de la 15,5 la 2,4 la mie.
Doar o treime din adulți consideră că au sănătate bună sau foarte bună (Kasmel et al., 2004). Este cel mai mic procentaj din țările Eur-A și reflectă situația adversă a țării în termeni de mortalitate și morbiditate selectivă.

## Cultura
Portugalia și-a dezvoltat o cultură specifică, influențată de diferitele civilizații care au traversat Mediterana și continentul european, sau au fost introduse în timpul Epocii Descoperirilor Geografice. În deceniile anilor 1990 și 2000, Portugalia și-a modernizat instituțiile culturale publice, pe lângă Fundația Calouste Gulbenkian⁠(d) înființată în 1956 la Lisabona.
Între acestea se numără Centrul Cultural Belém⁠(d) din Lisabona, Fundația Serralves⁠(d) și Casa da Música⁠(d), ambele în Porto, precum și noi instituții culurale, cum ar fi biblioteci municipale și săli de concerte construite sau renovate în multe localități din toată țara. În Portugalia se află cincisprezece⁠(d) locuri din Patrimoniul Mondial UNESCO, fiind din acest punct de vedere pe locul 8 în Europa și 17 în lume.⁠(d)

### Arhitectura
Arhitectura tradițională este specifică, și cuprinde stitlul manuelin⁠(d), denumit și „gotic târziu portughez”, un stil somptuos de ornamentație arhitecturală din primele decenii ale secolului al XVI-lea. O interpretare de secol al XX-lea a arhitecturii tradiționale, stilul portughez suav⁠(d), apare mai ales în marile orașe, în special Lisabona. Portugalia modernă a dat lumii arhitecți celebri, ca Eduardo Souto de Moura⁠(d), Álvaro Siza Vieira (ambii laureați ai Premiului Pritzker) și Gonçalo Byrne⁠(d). În Portugalia, este notabil și Tomás Taveira⁠(d), în special pentru stadioanele sale.

### Cinematografia
Cinematografia portugheză⁠(d) are o tradiție îndelungată, datând de la nașterea acestui mediu la sfârșitul secolului al XIX-lea. Regizori portughezi de film, ca Arthur Duarte⁠(d), António Lopes Ribeiro⁠(d), António Reis⁠(d), Pedro Costa⁠(d), Manoel de Oliveira, João César Monteiro⁠(d), Edgar Pêra⁠(d), António-Pedro Vasconcelos⁠(d), Fernando Lopes⁠(d), João Botelho⁠(d) și Leonel Vieira⁠(d), sunt printre cei mai cunoscuți. Actori portughezi celebri sunt Joaquim de Almeida⁠(d), Nuno Lopes⁠(d), Daniela Ruah⁠(d), Maria de Medeiros⁠(d), Diogo Infante⁠(d), Soraia Chaves⁠(d), Ribeirinho⁠(d), Lúcia Moniz⁠(d), și Diogo Morgado⁠(d).  

### Literatura
Literatura portugheză literature, una din cele mai vechi literaturi occidentale, s-a dezvoltat atât prin text, cât și prin cântec. Până la 1350, trubadurii galiciano-portughezi⁠(d) și-au răspândit influența literară în mare parte din Peninsula Iberică. Gil Vicente (c. 1465–c. 1536) a fost unul dintre fondatorii tradiției dramatice portugheze.
Aventurierul și poetul Luís de Camões (c. 1524–1580) a scris poemul epic Os Lusíadas⁠(d) (Lusiadele), sub influența Aeneidei lui Virgil. Poezia portugheză modernă își are rădăcinile în stilurile neoclasic și contemporane, ca în cazul lui Fernando Pessoa (1888–1935). Literatura portugheză modernă este reprezentată de autori ca Almeida Garrett, Camilo Castelo Branco, Eça de Queirós, Fernando Pessoa, Sophia de Mello Breyner Andresen⁠(d), António Lobo Antunes și Miguel Torga. Deosebit de popular și respectat este José Saramago, laureat al Premiului Nobel pentru Literatură din 1998.

### Bucătăria
Bucătăria portugheză este una diversă, fiecare regiune având specificul ei. Portughezii consumă mult cod uscat (bacalhau⁠(d) în portugheză), pentru care există sute de rețete. Se spune că există câte un fel de bacalhau⁠(d) pentru fiecare zi a anului. Alte două feluri de mâncare de pește frecvent consumate sunt sardinele⁠(d) și Caldeirada⁠(d), o tocană⁠(d) cu cartofi făcută din mai multe feluri de pește. Rețete portugheze cu carne de vită, porc, miel sau pui sunt Cozido à portuguesa⁠(d), feijoada⁠(d), churrasco⁠(d), leitão (purcel de lapte⁠(d)) și carne de porco à alentejana⁠(d). Un fel de mâncare originar din nord este arroz de sarrabulho (orez fiert în sânge de porc) sau arroz de cabidela (orez și carne de pui în sânge de pui).
Feluri de fast food specifice sunt Francesinha⁠(d) („franțuzica”) din Porto, și sandwich-uri bifanas (porc pe grătar) sau prego (vită la grătar), celebre în toată țara. Arta portugheză a patiseriei își are originea în numeroasele mănăstiri catolice medievale din toată țara. Aceste mănăstiri reușeau, folosind foarte puține ingrediente (mai ales migdale, făină, ouă și puțină băutură alcoolică), să producă o gamă spectaculoasă de produse de patiserie, dintre care pastel de nata⁠(d) (sau pastéis de nata) originare din Lisabona, și ovos moles⁠(d) din Aveiro. În toată țara există numeroase restaurante și mici tasquinhas.
Vinurile portugheze sunt recunoscute pe plan internațional din vremea romanilor, care asociau Portugalia cu zeul lor, Bacchus. Astăzi, țara este cunoscută pentru vinurile sale care au câștigat mai multe premii internaționale. Unele dintre cele mai cunoscute soiuri portugheze sunt vinho verde⁠(d), vinho verde⁠(d), Douro DOC⁠(d), vin de Alentejo⁠(d), Dão DOC⁠(d), Bairrada DOC⁠(d) și variantele dulci: vinul de Porto, vinul de Madeira, și muscat⁠(d) din Setúbal și Favaios⁠(d). Vinurile de Porto și Madeira sunt apreciate în special în multe locuri din lume.

### Muzica
Muzica portugheză⁠(d) cuprinde o gamă variată de genuri. Cel mai celebru este Fado, o muzică urbană melancolică originară din Lisabona, asociată de obicei cu chitara portugheză și cu saudade (dorul). Există și Fado de Coimbra⁠(d), o variantă unică de fado de „serenadă de trubadur”. Pe plan internațional, artiști notabili ai genului sunt Amália Rodrigues, Carlos Paredes⁠(d), José Afonso⁠(d), Mariza, Carlos do Carmo⁠(d), António Chainho⁠(d), Mísia⁠(d), și Madredeus⁠(d).

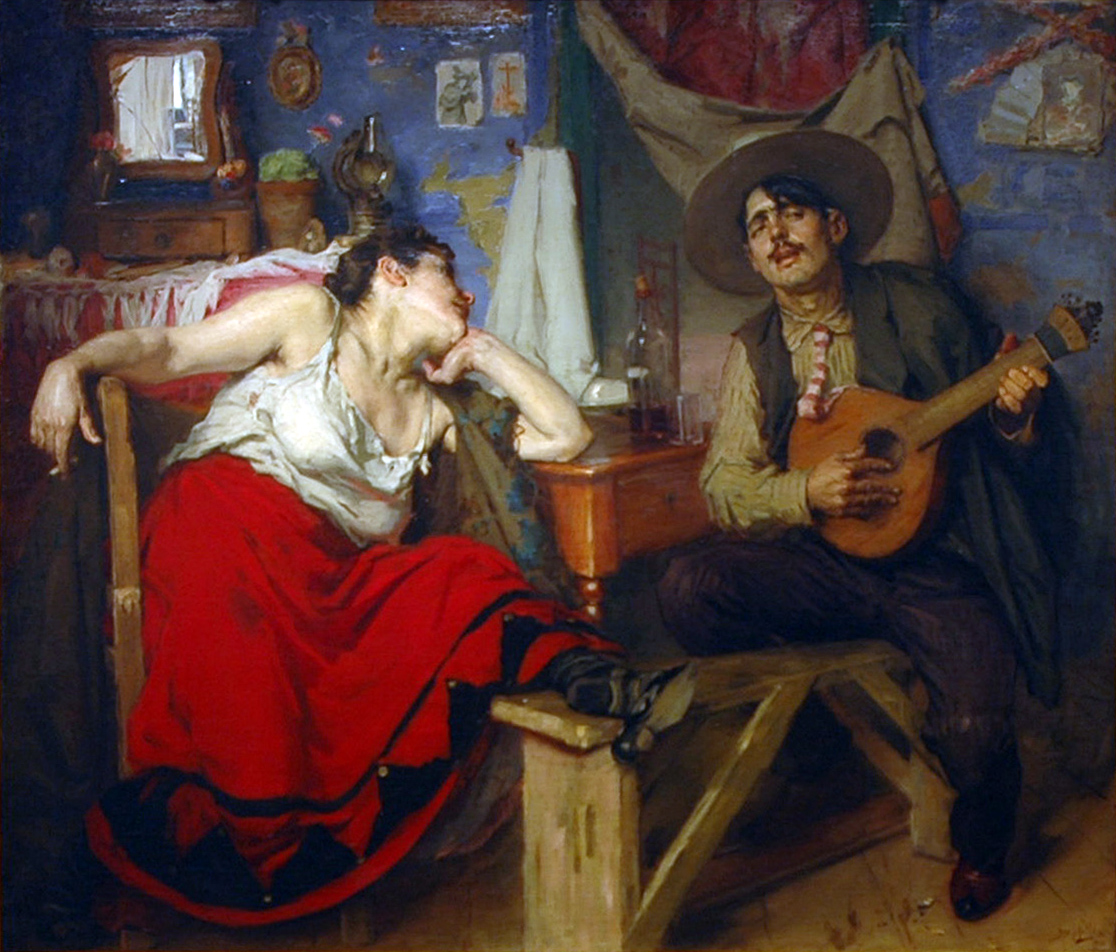
Fado, ilustrat într-o celebră pictură a lui José Malhoa, este muzica tradițională a Portugaliei.

Pe lângă Fado și Folk, portughezii ascultă muzică pop și alte tipuri de muzică modernă, mai ales din America de Nord și Regatul Unit, precum și o gamă largă de artiști și formații portugheze, caraibiene, luso-africane și braziliene. Artiști cu recunoaștere internațională sunt Dulce Pontes, Moonspell⁠(d), Buraka Som Sistema⁠(d), Blasted Mechanism⁠(d) și The Gift⁠(d), ultimele două fiind nominalizate la un MTV Europe Music Awards. În deceniul anilor 2010, cei mai cunoscuți artiști au fost Aurea⁠(d), Agir⁠(d), David Carreira⁠(d), Richie Campbell⁠(d), D.A.M.A și Diogo Piçarra⁠(d).
În EDM și muzica dance, Portugalia are doi DJ cunoscuți în Top 100 DJ's 2016⁠(d), prin DJ MAG⁠(d), Kura⁠(d) pe locul 51 și Diego Miranda pe locul 58.
Portugalia are mai multe festivaluri de muzică de vară, cum ar fi Festival Sudoeste⁠(d) din Zambujeira do Mar⁠(d), Paredes de Coura Festival⁠(d) din Paredes de Coura⁠(d), Vilar de Mouros Festival⁠(d) lângă Caminha, Boom Festival⁠(d) în comuna Idanha-a-Nova⁠(d), NOS Alive⁠(d), Sumol Summer Fest în Ericeira⁠(d), Rock in Rio Lisboa⁠(d) și Super Bock Super Rock⁠(d) în Lisabona metropolitană⁠(d). Tot în sezonul de vară, Portugalia are multe festivaluri, mai ales orientate spre publicul urban, ca Flowfest sau Hip Hop Porto. Mai mult, Boom Festival, unul dintre cele mai mari festivaluri internaționale de Goa trance⁠(d) are loc în centrul Portugaliei, fiind și singurul care a câștigat premii internaționale: European Festival Award 2010 – Green'n'Clean Festival of the Year și Greener Festival Award Outstanding 2008 și 2010. Mai există și festivalurile studențești Queima das Fitas⁠(d), evenimente majore în mai multe orașe din Portugalia. În 2005, Portugalia a găzduit MTV Europe Music Awards, în Pavilhão Atlântico, Lisabona, iar în 2017 a câștigat Concursul Eurovision de la Kiev cu cântecul „Amar Pelos Dois” cântat de Salvador Sobral.
În domeniul muzicii clasice, Portugalia este reprezentată de numele unor pianiști ca Artur Pizarro⁠(d), Maria João Pires⁠(d), Sequeira Costa⁠(d), al violoniștilor Carlos Damas, Gerardo Ribeiro⁠(d) și în trecut de marea violoncelistă Guilhermina Suggia⁠(d). Compozitori notabili au fost José Vianna da Motta⁠(d), Carlos Seixas⁠(d), João Domingos Bomtempo⁠(d), João de Sousa Carvalho⁠(d), Luís de Freitas Branco⁠(d) și discipolul său Joly Braga Santos⁠(d), Fernando Lopes-Graça⁠(d), Emmanuel Nunes⁠(d) și Sérgio Azevedo⁠(d). Similar, compozitori contemporani ca Nuno Malo și Miguel d'Oliveira au obținut succes internațional cu muzică pentru filme și televiziune.

### Arte plastice

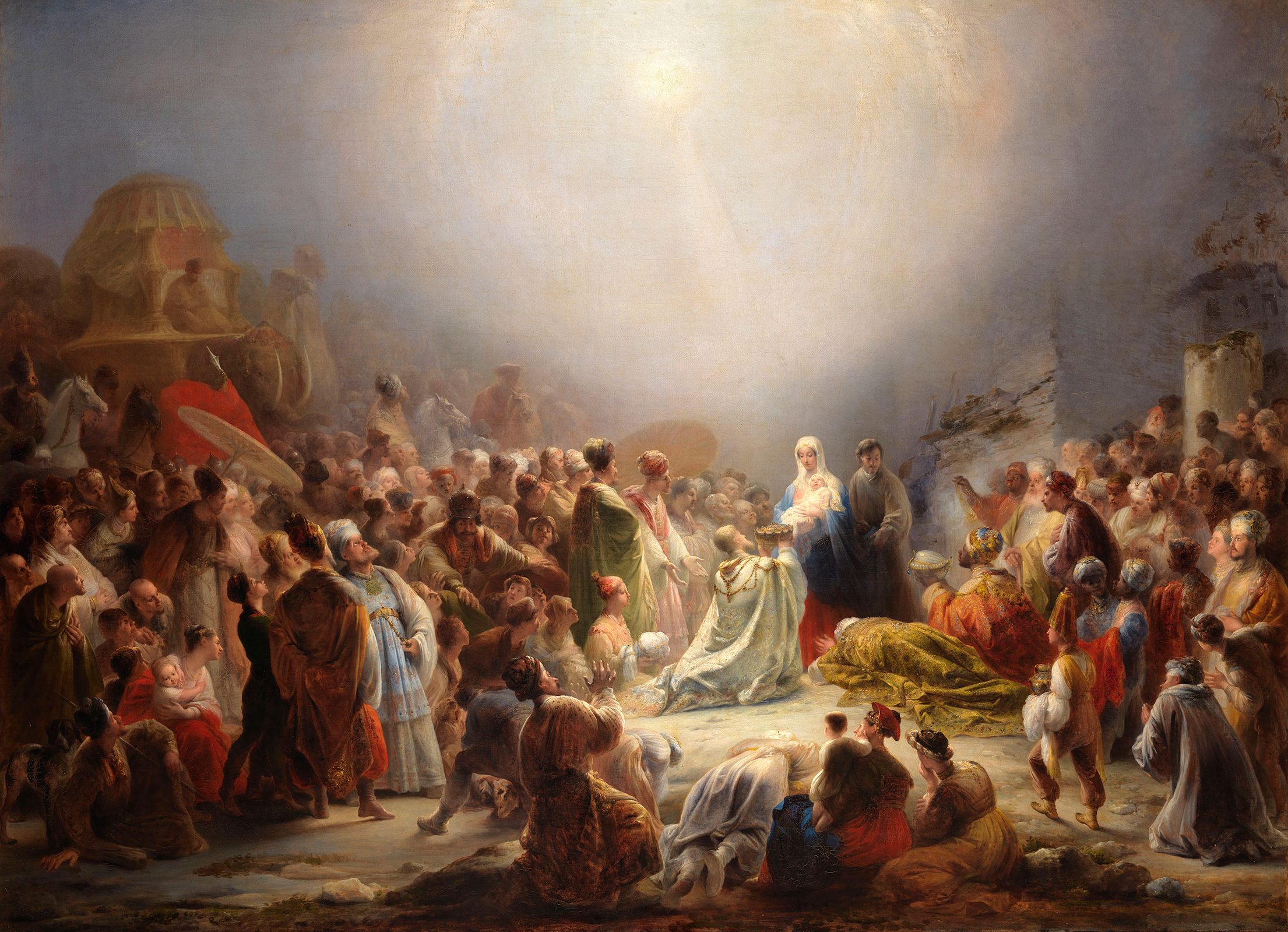
Domingos Sequeira a fost unul dintre cei mai prolifici pictori neoclasici. (Adorația Magilor; 1828).

Portugalia are o bogată istorie în pictură⁠(d). Primii pictori cunoscuți datează de la începutul secolului al XV-lea – ca Nuno Gonçalves – în contextul perioadei gotice târzii. În timpul picturii Renașterii Portugheze, pictura a fost influențată de cea nord-europeană. În perioada barocă, cei mai prolifici pictori au fost Joana d'Obidos și Vieira Lusitano. José Malhoa, cunoscut pentru opera sa, Fado, și Columbano Bordalo Pinheiro (care a pictat portretele lui Teófilo Braga și Antero de Quental) sunt de referință pentru pictura naturalistă.
Secolul al XX-lea a adus venirea modernismului, și cu el a celor mai cunoscuți pictori portughezi: Amadeo de Souza-Cardoso, puternic influențat de pictorii francezi, în special de Robert și Sonia⁠(d) Delaunay. Printre cele mai cunoscute opere ale lui se numără Canção Popular a Russa e o Fígaro. Alți mari pictori/scriitori moderniști au fost Carlos Botelho⁠(d) și José de Almada Negreiros⁠(d), prieten al poetului Fernando Pessoa, și care a pictat portretul acestuia. El a fost puternic influențat de curentele Cubism și futurist.
În artele plastice actuale, sunt cunoscuți pictorii Maria Helena Vieira da Silva, Júlio Pomar⁠(d), Helena Almeida, Joana Vasconcelos⁠(d), Julião Sarmento⁠(d) și Paula Rego⁠(d).

### Sport

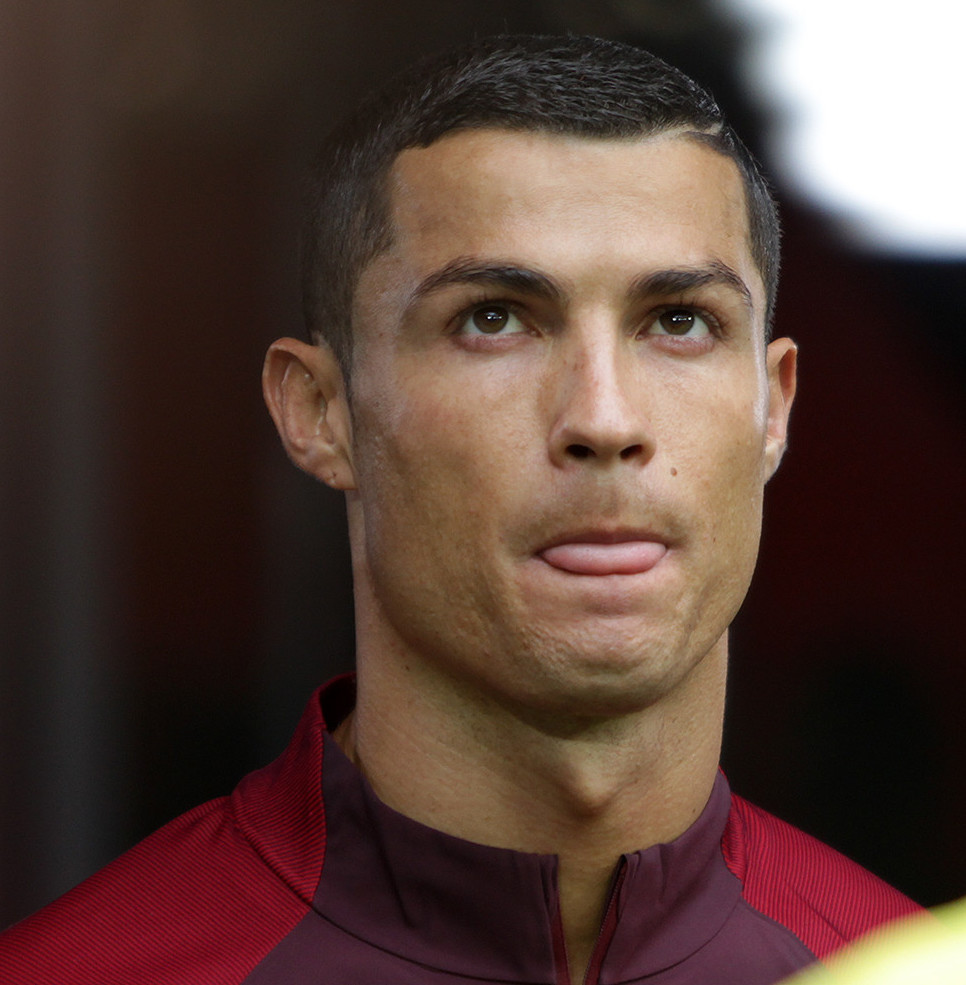
Cristiano Ronaldo, de patru ori cel mai bun fotbalist din lume

Fotbalul este cel mai popular sport în Portugalia. Sunt mai multe competiții de fotbal de la cele de amatori de nivel local până la cele de profesioniști de clasă mondială. Legendarul Eusébio este încă un mare simbol al istoriei fotbalului portughez⁠(d). Laureați al titlului de FIFA World Player of the Year⁠(d), Luís Figo și Cristiano Ronaldo, care a câștigat și FIFA Ballon d'Or, sunt doi fotbaliști portughezi de clasă mondială. Unii portughezi au ajunst celebri și ca antrenori, cum ar fi José Mourinho și Fernando Santos.
Echipa națională de fotbal a Portugaliei – Seleção Nacional – a câștigat Campionatul European UEFA la ediția din 2016, învingând cu 1–0 în finală Franța, gazda turnetului. Anterior, Portugalia terminase pe locul al doilea la Euro 2004 (pe care l-a organizat), iar la Cupa Mondială a obținut locul 3 la ediția din 1966, și locul 4 la cea din 2006. La tineret, Portugalia a câștigat două Campionate Mondiale de Tineret (în 1989⁠(d) și 1991⁠(d)) și mai multe Campionate Europene organizate de UEFA.
S.L. Benfica, Sporting CP și FC Porto sunt cele mai mari cluburi sportive după popularitate și număr de trofee câștigate, pentru care sunt numite adesea „os três grandes” („cei trei mari”⁠(d)). Ele au adunat opt titluri în competițiile europene intercluburi ale UEFA, au jucat numeroase finale și sunt an de an printre principalele favorite la accederea în fazele finale. În afară de fotbal, multe cluburi sportive portugheze, inclusiv cele „trei mari”, concurează și în alte sporturi cu diferite grade de succes și popularitate, care pot include hockey pe role⁠(d), baschet, futsal, handbal și volei. Federația Portugheză de Fotbal (FPF)  – Federação Portuguesa de Futebol – organizează anual Cupa Algarvelor⁠(d), un turneu prestigios de fotbal feminin desfășurat în sudul țării.
Echipa națională de rugby a Portugaliei s-a calificat la Cupa Mondială din 2007 și naționala de rugby în VII⁠(d) joacă în SVNS⁠(d).

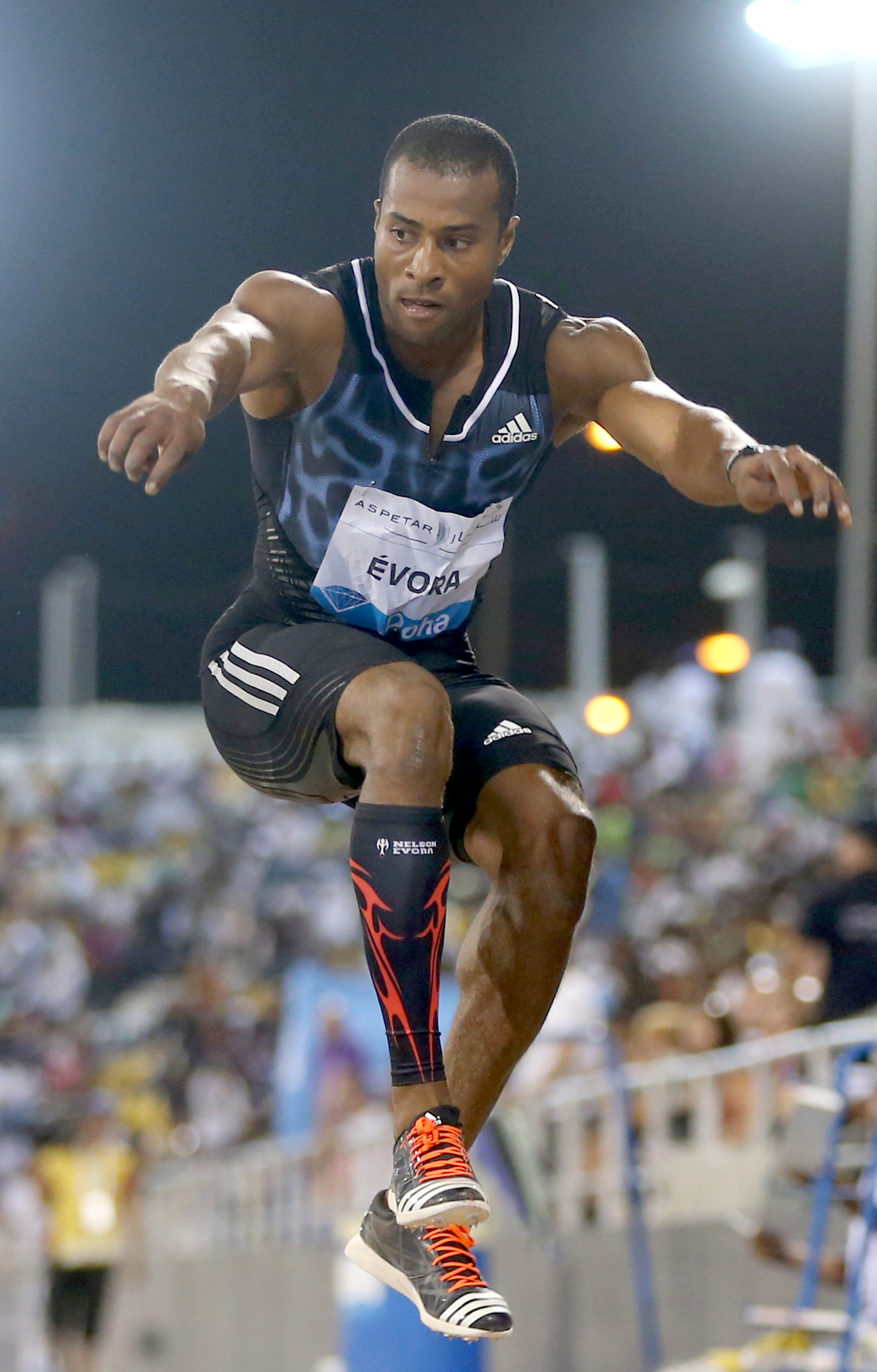
a câștigat medalia de aur la la Olimpiada din 2008 de la Beijing.

La atletism, portughezii au câștigat mai multe medalii de aur, argint și bronz la Campionatele Mondiale și Europene și la Jocurile Olimpice. Ciclismul, având ca cea mai importantă cursă Volta a Portugal⁠(d), este și el un sport popular, printre echipele profesioniste numărându-se Sporting CP, Boavista⁠(d), Sporting-Tavira⁠(d) și União Ciclista da Maia⁠(d).
Țara a realizat performanțe notabile și în sporturi ca scrimă, judo, Kitesurfing, canotaj, yachting, surfing, tir, taekwondo, triatlon și Windsurfing, având în palmares titluri continentale și mondiale. Sportivii paralimpici au adus și ei multe medalii la sporturi ca natație, boccia⁠(d), atletism și lupte.
În sporturile cu motor, Portugalia este cunoscută pe plan internațional pentru Raliul Portugaliei⁠(d), și circuitele de la Estoril, și al Algarvelor, precum și pentru circuitul de stradă din Porto⁠(d), recent revitalizat, unde se organizează o dată la doi ani WTCC, precum și pentru câțiva piloți celebri la diferite probe.
La echitație, Portugalia a câștigat singurul Campionat Mondial de Horseball-Pato (2006), a ajuns pe locul al treilea la prima Cupă Mondială de horseball⁠(d) (organizată la Ponte de Lima, Portugalia, în 2008), și a obținut unele victorii în Campionatul European echitație de muncă⁠(d).
În sporturile de apă, în Portugalia se practică natația și polo pe apă. Nordul Portugaliei este zona unde a apărut arta marțială numită Jogo do Pau⁠(d), în care luptătorii folosesc bastoane pentru a lupta cu unul sau mai mulți adversari. Alte activități recreative asociate sportului, având numeroși entuziaști în toată țara sunt airsoftul, pescuitul, golful, drumețiile, vânătoarea și orientarea turistică.
Portugalia este una dintre cele mai bune destinații mondiale de golf, cu mai multe premii ale World Golf Awards. Vremea permite practicarea acestui sport tot timpul anului.

### Sărbători
| Dată                               | Denumire                     |
| ---------------------------------- | ---------------------------- |
| 1 ianuarie                         | Ano Novo                     |
| 40 de zile înainte de Paști, marți | Carnaval                     |
| vineri, înainte de Paști           | Sexta-Feira Santa            |
| Paști                              | Páscoa                       |
| 25 aprilie                         | Dia da Liberdade             |
| 1 mai                              | Dia do trabalhador           |
| 10 iunie                           | Dia de Portugal              |
| 60 zile după Paști, joi            | Corpo de Deus                |
| 15 august                          | Assunção                     |
| 5 octombrie                        | Implantação da República     |
| 1 noiembrie                        | Todos os santos              |
| 1 decembrie                        | Restauração da Independência |
| 8 decembrie                        | Imaculada Conceição          |
| 25 decembrie                       | Natal                        |